# Basilica di San Pietro in Vaticano

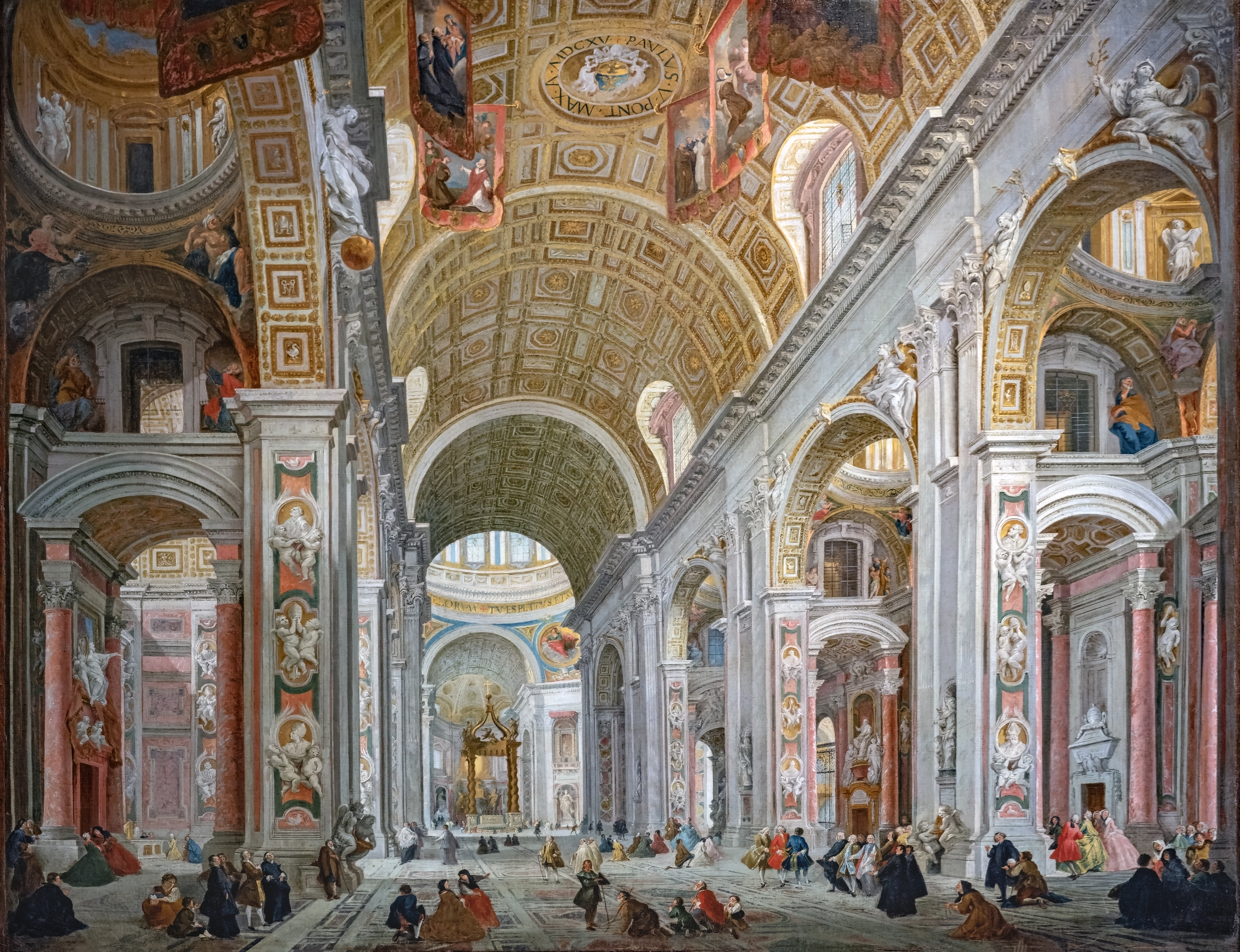
Interno della basilica in un dipinto di Giovanni Paolo Pannini

La basilica di San Pietro in Vaticano è una basilica cattolica ubicata in Piazza San Pietro nello stato della Città del Vaticano; è un capolavoro dell'arte italiana ed è uno dei simboli della città di Roma, di cui domina il panorama con la sua cupola maestosa.
È la più grande delle quattro basiliche papali di Roma ed è spesso indicata come la più grande chiesa del mondo sia per le sue dimensioni sia, metaforicamente, per la sua importanza come centro del cattolicesimo. Non è tuttavia la chiesa cattedrale della diocesi romana poiché tale titolo spetta alla basilica di San Giovanni in Laterano, che è anche la prima per dignità essendo Madre e Capo di tutte le Chiese dell'Urbe e del Mondo.
In quanto cappella pontificia, posta in adiacenza del Palazzo Apostolico, la basilica di San Pietro è la sede delle principali manifestazioni del culto cattolico ed è perciò in solenne funzione in occasione delle principali celebrazioni papali. Sotto il pontificato di Pio IX ospitò le sedute del Concilio Vaticano I e sotto papa Giovanni XXIII e Paolo VI quelle del Concilio Vaticano II.
Oltre alla sua importanza liturgica, per via della sua storia millenaria, le maestranze coinvolte, l'eccezionale qualità tecnica e artistica, nonché l'enorme e duratura influenza esercitata sull'architettura successiva, la basilica di San Pietro è ampiamente considerata uno dei capolavori assoluti e uno degli esiti più importanti della storia dell'architettura, ed è inclusa all'interno del Patrimonio dell'umanità UNESCO denominato Città del Vaticano e istituito nel 1984.

## Storia

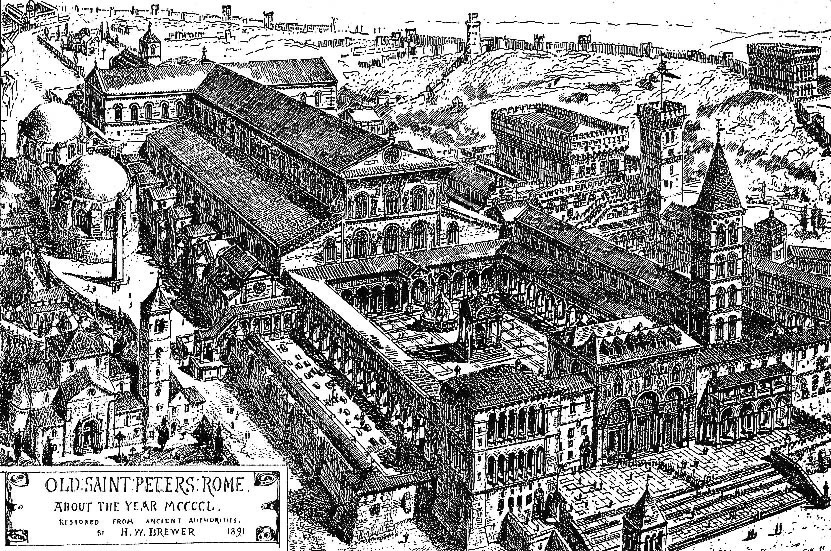
L'antica basilica costantiniana

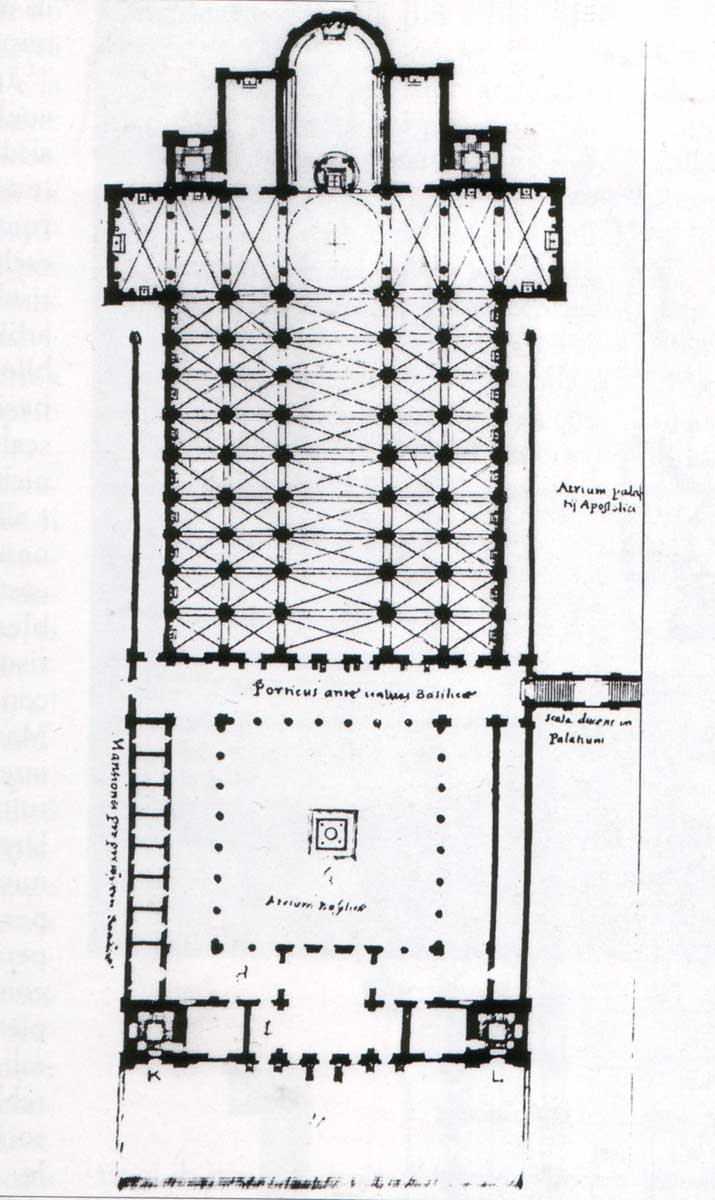
Il progetto di Rossellino ricostruito in un disegno del XVII secolo di Martino Ferrabosco

La costruzione dell'attuale basilica di San Pietro fu iniziata il 18 aprile 1506 sotto papa Giulio II e si concluse nel 1626, durante il pontificato di papa Urbano VIII, mentre la sistemazione della piazza antistante si concluse nel 1667. I disegni originali della basilica vennero trovati nel 1866 dallo storico dell'arte svizzero Heinrich von Geymüller.
Si tratta tuttavia di una ricostruzione, dato che nello stesso sito, prima dell'odierna basilica, ne sorgeva un'altra risalente al IV secolo, fatta costruire dall'imperatore romano Costantino I sull'area del circo di Nerone e di una contigua necropoli dove la tradizione vuole che san Pietro, il primo degli apostoli di Gesù, fosse stato sepolto dopo la sua crocifissione. Oggi è possibile solo immaginare l'imponenza di questo edificio, immortalata soltanto in alcune raffigurazioni artistiche: l'impianto, arricchito nel corso dei secoli con preziose opere d'arte, era suddiviso in cinque navate con copertura lignea e presentava analogie con quello della basilica di San Paolo fuori le mura, aveva 120 altari di cui 27 dedicati alla Madonna.

### Il coro del Rossellino
Sotto papa Niccolò V (1447-1455), la basilica costantiniana, sopravvissuta ai saccheggi e agli incendi subiti dalla città dopo la caduta dell'Impero romano d'Occidente, fu interessata da un progetto di sostanziale trasformazione, affidato a Bernardo Rossellino, che prevedeva il mantenimento del corpo longitudinale a cinque navate coprendolo con volte a crociera sui pilastri che dovevano inglobare le vecchie colonne, mentre veniva rinnovata la parte absidale con l'ampliamento del transetto, l'aggiunta di un coro, che fosse la prosecuzione logica della navata e di un vano coperto a cupola all'incrocio tra transetto e coro.
Questa configurazione forse influì in qualche modo sul successivo progetto di Bramante per un rinnovamento totale dell'edificio, che infatti inizialmente conservò quanto già costruito.
I lavori cominciarono intorno al 1450, ma con la morte del papa non ebbero ulteriore sviluppo, e furono sostanzialmente fermi durante i pontificati successivi. Una parziale ripresa dei lavori si ebbe tra il 1470 e il 1471 sotto la direzione di Giuliano da Sangallo, che preparò un progetto di ristrutturazione complessiva per Paolo II, ma senza ulteriore seguito.
Nel 1505 le fondazioni e le murature del coro absidale erano alzate fino a un'altezza di 1,75 m circa.

### I progetti di Bramante

Uno dei progetti di Bramante

Il cantiere fu riaperto da Giulio II che probabilmente intendeva proseguire i lavori intrapresi da Niccolò V. Tuttavia nel 1505, forse dietro consiglio di Michelangelo, al probabile fine di dare un grandioso contorno al mastodontico mausoleo che aveva concepito per la propria sepoltura, e comunque all'interno di un clima culturale pienamente rinascimentale che aveva coinvolto la Chiesa, Giulio II decise la costruzione di una nuova colossale basilica.
Il pontefice consultò i maggiori artisti del tempo; tra i quali fra Giovanni Giocondo, che inviò da Venezia un progetto a cinque cupole ispirato alla basilica di San Marco.
I lavori furono affidati a Donato Bramante, da qualche anno giunto a Roma da Milano, che superò il confronto con l'architetto di fiducia del pontefice, Giuliano da Sangallo, affermandosi come il più importante architetto dell'epoca, tanto che a lui fu commissionato anche il disegno del vicino Cortile del Belvedere.
Il dibattito, non privo di polemiche e rivalità, che si svolse nel corso del 1505, si imperniava sull'idea di costruire un edificio a perfetta pianta centrale, condivisa dagli architetti e dagli intellettuali della Curia, tra cui il neoplatonico Egidio da Viterbo.
Bramante non lasciò un unico progetto definitivo della basilica, ma è opinione comune che le sue idee originarie prevedessero un rivoluzionario impianto a croce greca (ideale richiamo ai primi martyria della cristianità), caratterizzato da una grande cupola emisferica posta al centro del complesso. Tale configurazione si può desumere, in parte, dall'immagine impressa su una medaglia del Caradosso coniata per commemorare la posa della prima pietra del tempio, il 18 aprile 1506, e soprattutto da un disegno ritenuto autografo, detto "piano pergamena" in cui la ricerca del perfetto equilibrio tra le parti portò lo stesso architetto a omettere persino l'indicazione dell'altare maggiore, segno evidente che gli ideali del Rinascimento erano maturati anche all'interno della Chiesa.

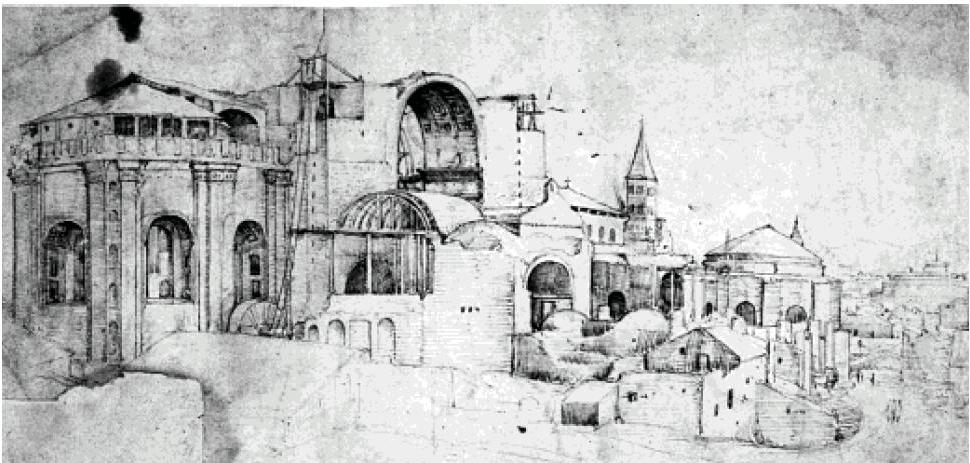
Il cantiere con il coro rosselliano completato, i piloni e gli arconi di sostegno della cupola in costruzione e l'antica basilica ancora in piedi (circa 1524)

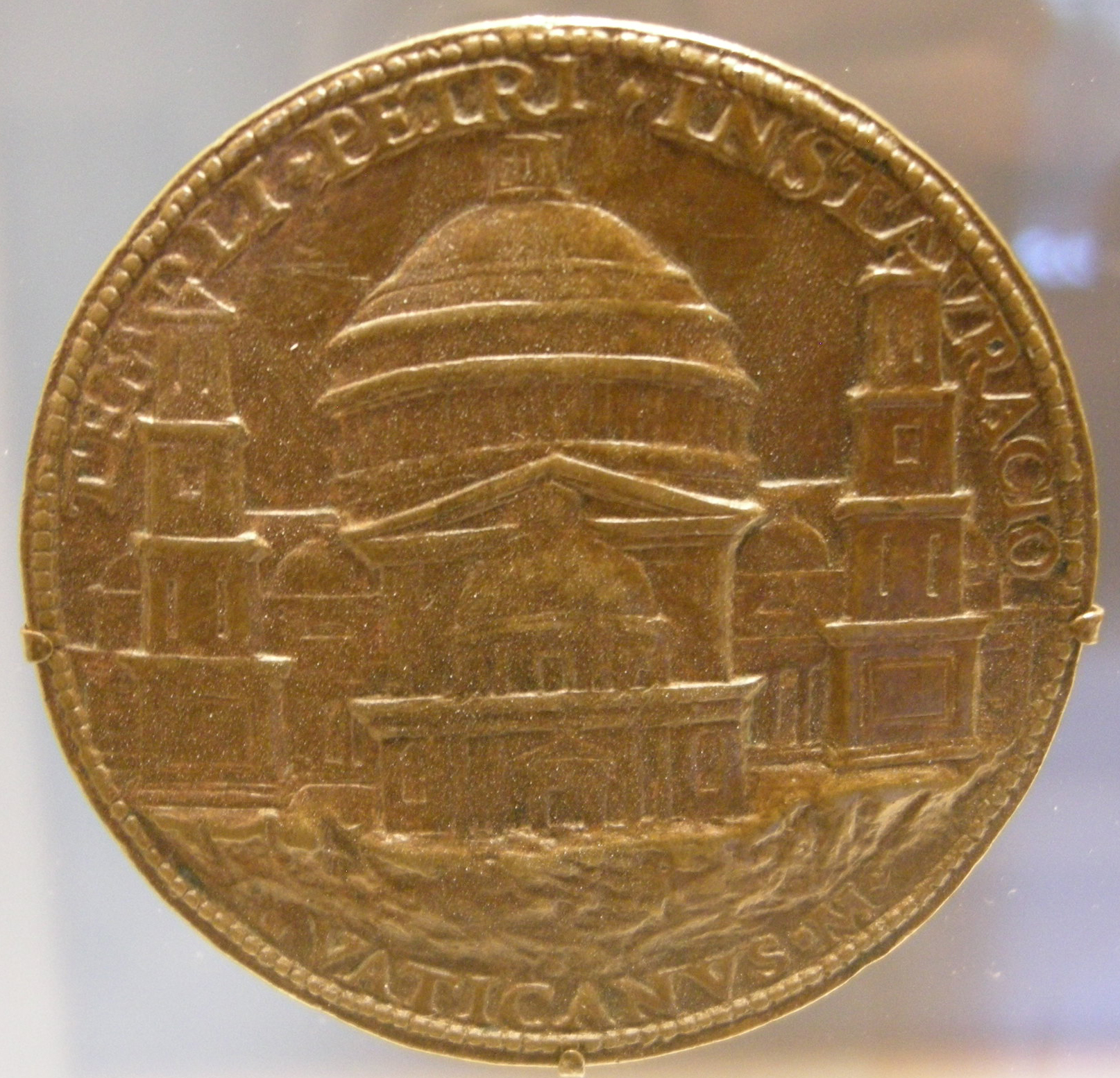
La medaglia commemorativa datata 1506

Tale progetto rappresenta un momento cruciale nell'evoluzione dell'architettura rinascimentale, ponendosi come conclusione di varie esperienze progettuali e intellettuali e confluenza di molteplici riferimenti. La grande cupola era ispirata a quella del Pantheon e doveva essere realizzata in conglomerato cementizio; in generale tutto il progetto faceva riferimento all'architettura romana antica nella caratteristica di avere le pareti murarie come masse plastiche capaci di articolare lo spazio in senso dinamico. I richiami all'architettura romana erano presenti anche nelle grandi volte a botte dei bracci della croce.
Degni di nota del progetto bramantesco sono inoltre la soluzione dei quattro pilastri a sostegno della cupola, nonché il rapporto che aveva voluto creare fra volumi concavi interni (scavando le pareti come si trattasse di una scultura) e la convessità esterna.
La costruzione della nuova basilica avrebbe inoltre rappresentato la più grandiosa applicazione degli studi teorici intrapresi da Francesco di Giorgio Martini, Filarete e soprattutto Leonardo da Vinci per chiese a pianta centrale, le cui elaborazioni sono chiaramente ispirate alla tribuna ottagonale della cattedrale di Firenze. Altri riferimenti vengono dall'architettura rinascimentale fiorentina, e in particolare con Giuliano da Sangallo che aveva utilizzato la pianta a croce greca e aveva già proposto un progetto a pianta centrale per la basilica di San Pietro.
Tuttavia non tutti i disegni di Bramante indicano una soluzione di pianta centrale perfetta, segno forse che la configurazione finale della chiesa era ancora questione aperta al momento di cominciare il cantiere.

### Il cantiere dal 1505 al 1514
Nei lavori in cantiere, infatti, venne mantenuto quanto costruito dal Rossellino per il coro absidale, anzi proseguendo i lavori della muratura perimetrale con lesene doriche, in contrasto con il progetto del "piano pergamena" a cui quindi nel 1506 Bramante e Giulio II avevano in qualche modo rinunciato. La sola certezza sulle ultime intenzioni di Bramante e Giulio II è la realizzazione dei quattro possenti pilastri uniti da quattro grandi arconi destinati a sorreggere la grande cupola, fin dall'inizio, dunque, elemento fondante della nuova basilica.
Per poter eseguire tali lavori Bramante fece demolire quasi tutta la parte presbiterale dell'antica e veneranda basilica, suscitando polemiche permanenti fuori e dentro la Chiesa, a cui presero parte anche Michelangelo, che criticò la distruzione delle colonne, e persino Erasmo da Rotterdam. Bramante fu soprannominato "maestro ruinante" (ossia distruttore) e fu dileggiato nel dialogo satirico Simia ("Scimmia") di Andrea Guarna, pubblicato a Milano nel 1517, che racconta come l'architetto, presentandosi da morto davanti a san Pietro, venga da questi rampognato per la demolizione, rispondendo con la proposta di ricostruire l'intero Paradiso.
La forte polemica per il gigantismo del progetto, per la distruzione delle più antiche testimonianze della chiesa e per lo scandalo delle indulgenze che fin dal 1507 Giulio II aveva accordato a coloro che avessero offerto elemosine per la costruzione della basilica, continuò anche dopo la morte del papa ed ebbe un ruolo nella nascita della Riforma protestante di Lutero, che vide i lavori in corso nel suo viaggio a Roma alla fine del 1510.
La morte di papa Giulio II (1513), alla quale fece seguito quella dell'architetto (1514), causò forti rallentamenti al cantiere.

### Il cantiere dal 1514 al 1546

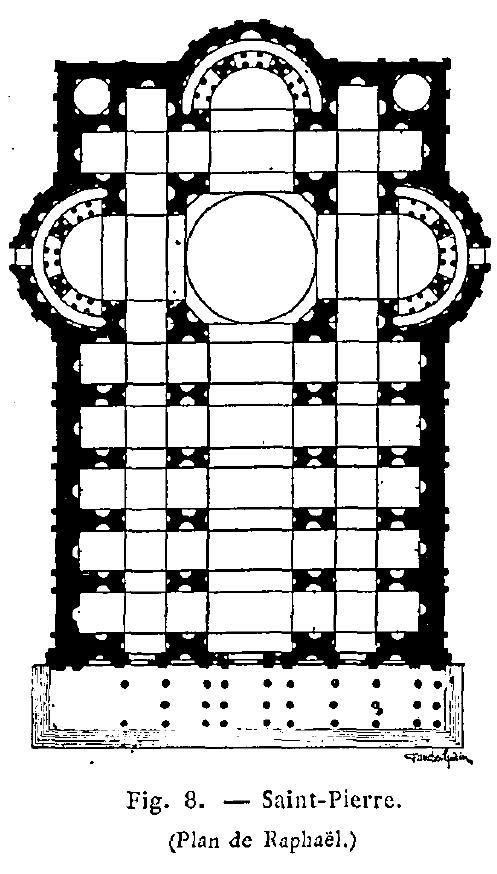
Progetto di Raffaello

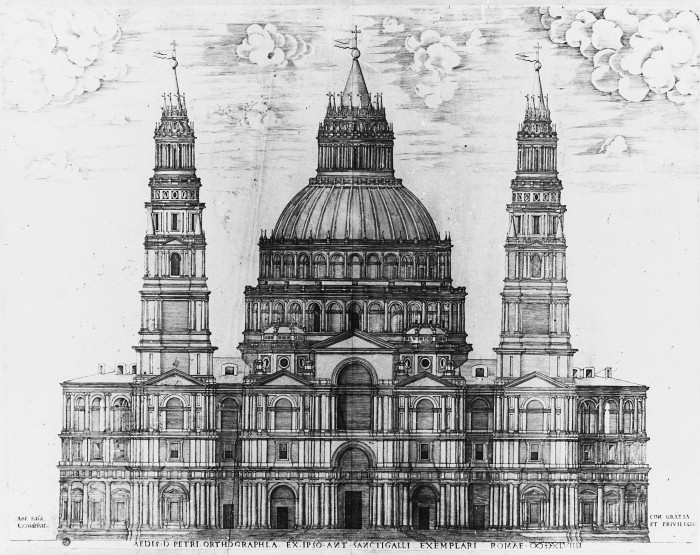
Progetto di Antonio da Sangallo il Giovane

Dal 1514, come successore di Bramante fu chiamato Raffaello Sanzio con Giuliano da Sangallo e Fra' Giocondo.
Dopo la morte di Raffaello, dal 1520 subentrò come primo architetto Antonio da Sangallo il Giovane con Baldassarre Peruzzi. Tutti gli architetti sopra riportati approntarono progetti per completare la basilica; si creò pertanto un largo dibattito che di fatto rallentò il cantiere. La maggior parte delle soluzioni proposte per il completamento dell'edificio, compresa quella di Raffaello prevedevano il ritorno a un impianto di tipo basilicale, con un corpo longitudinale a tre navate, mentre solo il progetto di Peruzzi rimaneva sostanzialmente fedele alla soluzione a pianta centrale. Dopo una ripresa del ritmo dei lavori nel 1525, che permise di terminare la tribuna e portare avanti decisivamente il braccio meridionale (come appare nelle vedute di Maarten van Heemskerck), il Sacco di Roma (1527) fermò il concretizzarsi di questi progetti.
Fu solo sotto papa Paolo III, intorno al 1538, che i lavori furono ripresi da Antonio da Sangallo il Giovane, il quale, intuendo che non avrebbe potuto vedere la fine dei lavori per limiti di età, approntò un grandioso e costoso modello ligneo (oggi conservato nelle cosiddette sale ottagone che si aprono tra le volte e il sottotetto della basilica) sul quale lavorò dal 1539 al 1546, avvalendosi dell'aiuto di Antonio Labacco, per illustrare nei minimi dettagli il suo disegno. Il progetto sangallesco si poneva come una sintesi tra la soluzione a pianta centrale di Bramante e la croce latina di Raffaello. All'impianto centrale, caldeggiato anche dal Peruzzi, si innestava infatti un avancorpo cupolato, affiancato da due altissime torri campanarie; anche la cupola si allontanava dall'ideale classico del Bramante, elevandosi con una volta a base circolare con sesto rialzato, mitigata all'esterno per farla apparire a tutto sesto con un doppio tamburo classicheggiante scalare a pilastri e colonne.
Durante il periodo dal 1538 al 1546, in cui fu responsabile del cantiere, Antonio da Sangallo coprì la volta del braccio orientale, cominciò le fondazioni del braccio nord, rinforzò i pilastri della cupola murando le nicchie previste da Bramante e rialzò la quota di progetto del pavimento creando così le condizioni per la realizzazione delle Grotte Vaticane.
Ancora sopravviveva una parte della navata della vecchia basilica costantiniana, ormai come un'appendice della nuova struttura, dalla quale fu separata nel 1538 da una parete divisoria ("muro farnesiano"), probabilmente per ripararla dal rumore e dalle polveri del cantiere. Sangallo fu anche incaricato del rifacimento del coronamento del campanile medievale che affiancava l'antica facciata, segno forse che non era stata ancora decisa definitivamente la completa demolizione delle preesistenze.

### Il progetto di Michelangelo

Progetto di Michelangelo

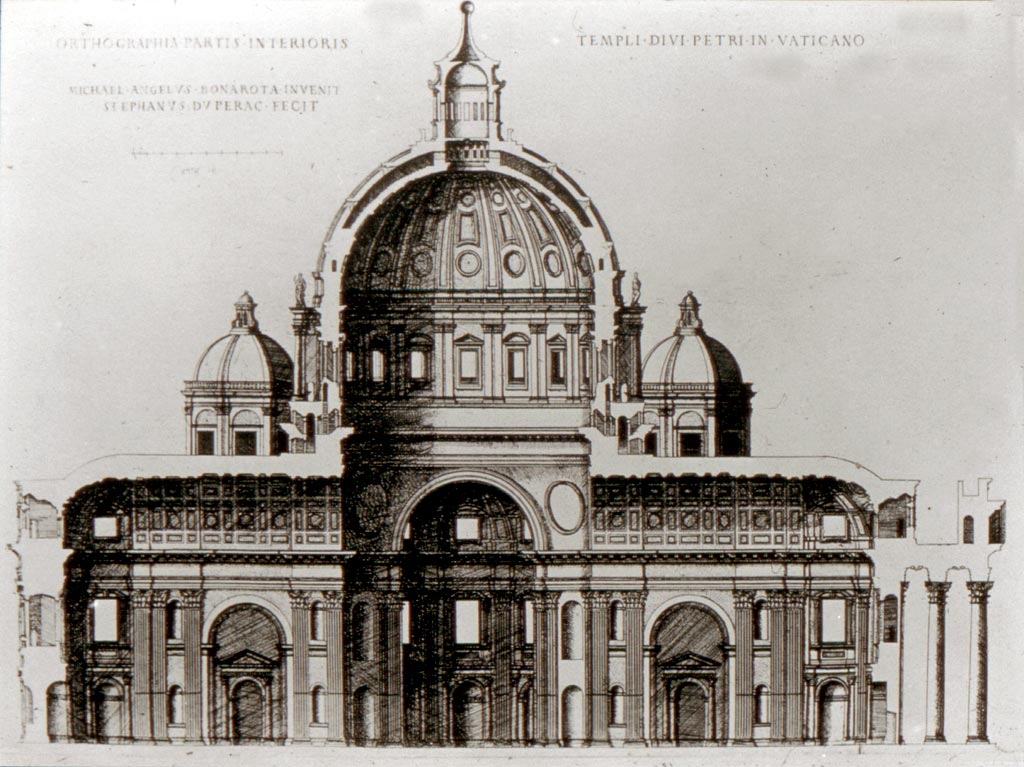
Sezione del progetto di Michelangelo nell'incisione di Dupérac

Dopo Sangallo, deceduto nel 1546, alla direzione dei lavori subentrò Michelangelo Buonarroti, all'epoca ormai settantenne.
La storia del progetto michelangiolesco è documentata da una serie di documenti di cantiere, lettere, disegni dello stesso Buonarroti e di altri artisti, affreschi e testimonianze dei contemporanei, come Giorgio Vasari. Malgrado ciò, le informazioni ricavabili spesso sono in contraddizione tra loro. Il motivo principale risiede nel fatto che Michelangelo non redasse mai un progetto definitivo per la basilica vaticana, preferendo procedere per parti. Tuttavia, dopo la morte di Michelangelo, furono stampate diverse incisioni nel tentativo di restituire una visione complessiva del disegno concepito dall'artista toscano, tra cui quelle di Stefano Dupérac, che subito si imposero come le più diffuse e accettate.

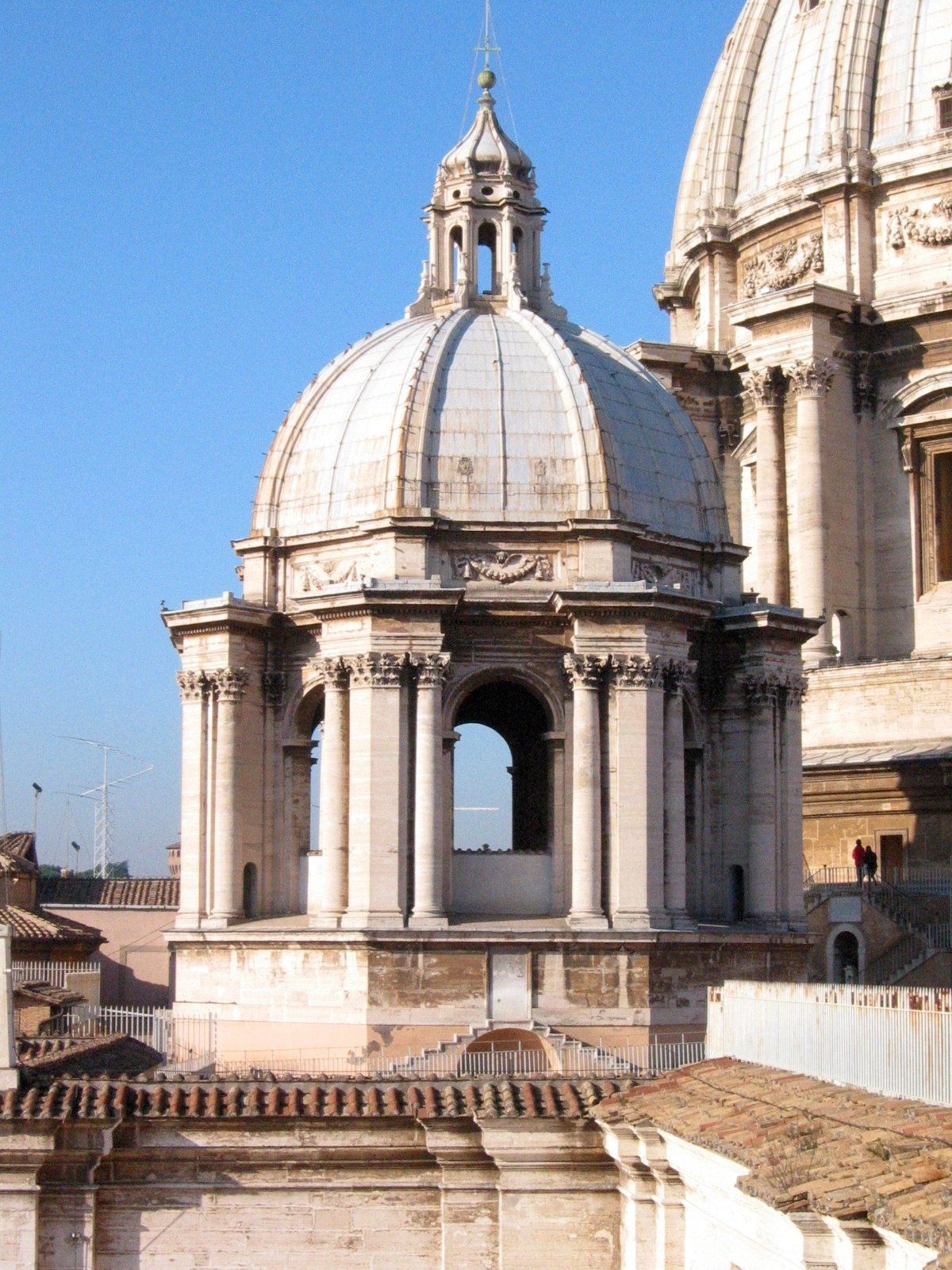
Una delle cupole minori, presumibilmente del Vignola e Pirro Ligorio

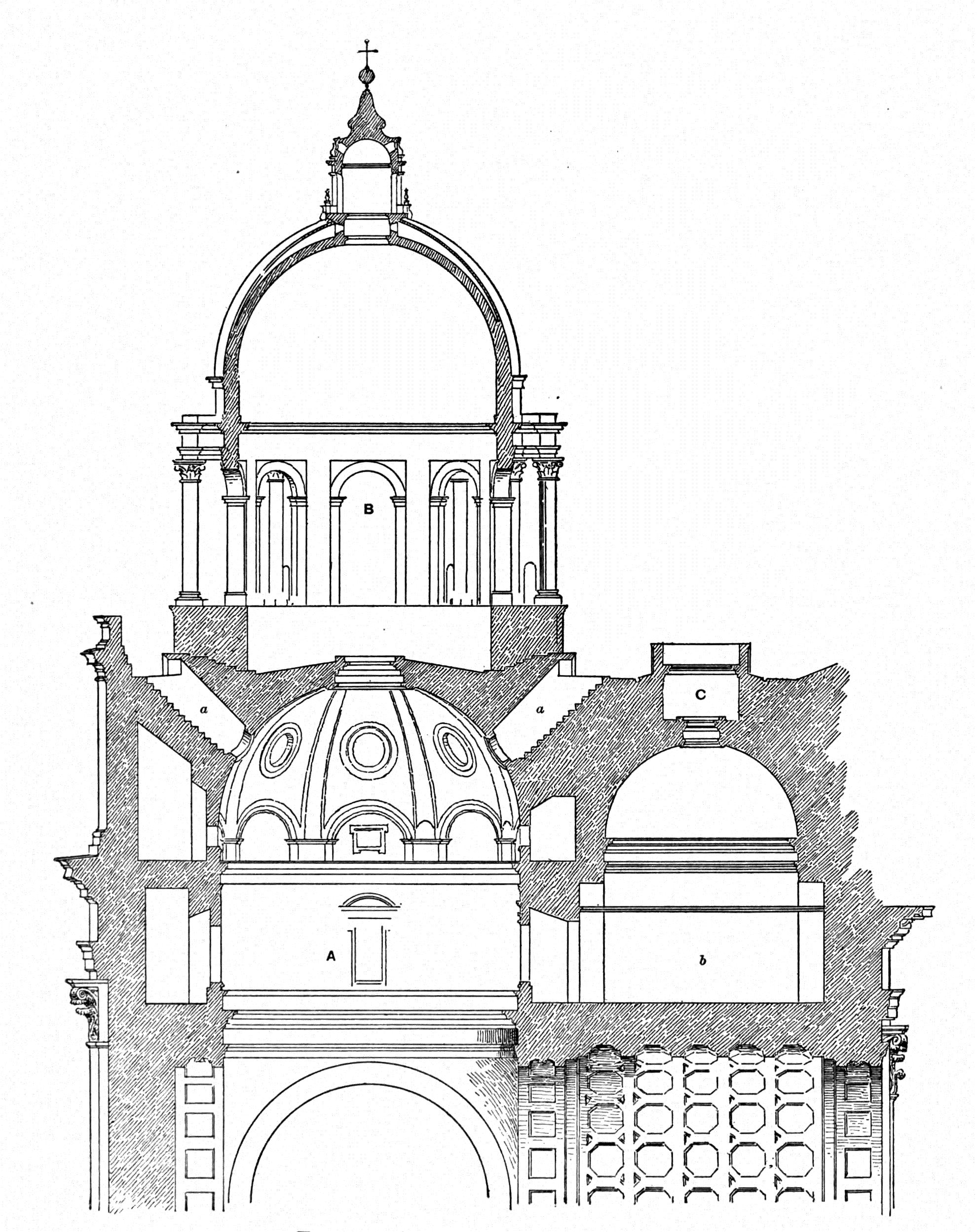
Sezione di una delle cupole minori, in cui si evidenzia la loro funzione esclusivamente ornamentale

Michelangelo, ritenendo il costosissimo modello del Sangallo poco luminoso, troppo artificioso e con richiami all'architettura tedesca (guglie, risalti, ecc.), rifiutò l'idea del suo predecessore; tornò pertanto alla pianta centrale del progetto originario, così da sottolineare maggiormente l'impatto della cupola, ma annullando la perfetta simmetria studiata da Bramante con la previsione di un pronao.
Non mancarono le critiche, avanzate con forza dai sostenitori del modello di Sangallo, primo fra tutti Nanni di Baccio Bigio (a sua volta aspirante alla direzione dei lavori), secondo le quali Michelangelo avrebbe speso più in demolizioni che in costruzioni. Al fine di prevenire il rischio che dopo la sua morte qualcuno alterasse il suo disegno, Michelangelo avviò il cantiere in diversi punti della basilica (con l'esclusione della facciata, sulla cui area sorgeva la parte anteriore della basilica paleocristiana, ancora utilizzata per il culto), così da obbligare i suoi successori a continuare la costruzione secondo la sua concezione.
Quindi, all'equilibrio rinascimentale egli contrappose la forza e la drammaticità che derivavano dal suo genio: innanzitutto, sul lato orientale disegnò una facciata porticata sormontata da un attico, dando quindi una direzione principale all'intero edificio; poi, volendo creare unità stilistica tra interno ed esterno, demolì il deambulatorio previsto dal Sangallo all'estremità delle absidi, e uniformò le superfici con un ordine gigante corinzio, rafforzando ancora le strutture portanti a sostegno della cupola. Alla pianta di Bramante, con una croce maggiore affiancata da quattro croci minori, Michelangelo sostituì una croce centrata su un ambulacro quadrato, semplificando quindi la concezione dello spazio interno. In questo modo il fulcro del nuovo progetto sarebbe stata la cupola, ispirata nella concezione della doppia calotta a quella progettata da Filippo Brunelleschi per la cattedrale fiorentina di Santa Maria del Fiore.
Ciononostante, i sostenitori del progetto di Sangallo avanzarono ancora critiche sull'operato di Michelangelo, senza perdere occasione per mettere in cattiva luce il maestro. Nel 1551 un crollo dovuto a un errore tecnico del capomastro di fiducia di Michelangelo non fece altro che gettare benzina sul fuoco, e i lavori subirono un'interruzione. Michelangelo presentò le sue dimissioni nel 1562, allorquando il suo rivale Nanni di Baccio divenne, invischiato com'era nelle speculazioni relative al cantiere, consulente della commissione.
Nel 1564, alla morte dell'artista, la cupola non era stata ancora terminata e i lavori erano giunti all'altezza del tamburo: fu Giacomo Della Porta (1533 - 1602) a eseguirne il completamento (1588 - 1590), conferendole un aspetto a sesto rialzato per ridurre le spinte laterali della calotta. All'epoca del Della Porta risalgono anche le cupole minori, aventi essenzialmente funzione ornamentale, poste intorno a quella maggiore, la cui concezione fu presumibilmente opera di Jacopo Barozzi da Vignola e Pirro Ligorio. Secondo alcuni studiosi non sarebbe da escludere l'attribuzione allo stesso Ligorio dell'attico che corre alla sommità della basilica, che forse era stato pensato da Michelangelo solo come una semplice superficie liscia.
Uno studio sul riuso di colonne antiche all'interno della basilica, recuperate durante la direzione di Michelangelo, ha mostrato che con ogni probabilità alcune tra le colonne di granito grigio presenti nel transetto e nell'abside di fondo provengono dal Tempio di Venere e Roma.

### Il completamento della basilica

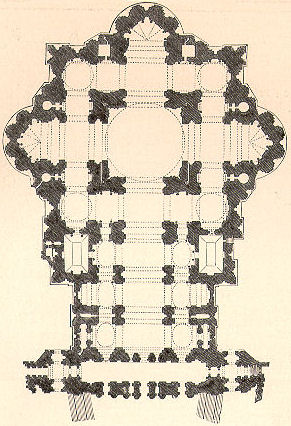
Progetto di completamento di Carlo Maderno

Nel 1603 papa Clemente VIII affidò la direzione del cantiere a Carlo Maderno, il quale dovette affrontare la questione del completamento della basilica.
Le intenzioni del pontefice erano probabilmente quelle di far coesistere le navate longitudinali dell'antica basilica costantiniana, con il corpo centrico cinquecentesco, tuttavia, con l'elezione di papa Paolo V nel 1605 prevalse l'orientamento di concludere la pianta centrale di Michelangelo con un nuovo corpo longitudinale.
Consapevole di questi desideri Maderno approntò un disegno, forse il primo suo progetto noto per la basilica di San Pietro, che prevedeva l'inserimento di uno spazio biassiale giustapposto a quello esistente. Nel progetto erano comprese due grandi cappelle, che fungevano da raccordo tra l'ambulacro cinquecentesco e il corpo longitudinale. La pianta assumeva una forma scalare, restringendosi sensibilmente verso la facciata della chiesa; quest'ultima era aperta da un grande atrio, che introduceva un ulteriore asse trasversale nella composizione.
Per il completamento della basilica fu probabilmente indetto un concorso, del quale non è però pervenuta alcuna prova documentaria. Oltre al Maderno, vi parteciparono Flaminio Ponzio, Girolamo Rainaldi, Orazio Torriani, Giovanni Antonio Dosio, il Cigoli, Niccolò Branconio e Domenico Fontana, ma a vario titolo si registrano anche le proposte di Fausto Rughesi, Giovanni Paolo Maggi e Martino Ferrabosco.
Tra questi prevalse Carlo Maderno, il cui progetto fu tradotto in un modello ligneo tra l'aprile e il novembre 1607. Nel progetto definitivo Maderno mantenne le cappelle di raccordo tra la navata e la pianta centrale previste nel suo primo disegno, ma eliminò sia la composizione biassiale del braccio est, sia l'arco trionfale che doveva fungere da collegamento tra la nuova navata e il nucleo michelangiolesco; in ogni caso la distinzione tra le parti fu rimarcata da un lieve risalto tra la volta a botte della crociera e quella della navata; navata che originariamente era separata dalla crociera michelangiolesca da alcun gradini e da una diversa tipologia di pavimentazione, proprio per sottolineare i due diversi corpi di fabbrica.
L'opera, realizzata a partire dal 1608, mutò radicalmente il progetto di Michelangelo e attenuò l'impatto della cupola sulla piazza antistante. Le campate trasformarono la chiesa in un organismo a tre navate, con profonde cappelle inserite lungo le mura perimetrali. Nel clima della Controriforma la pianta fu così ricondotta a una croce latina; come è stato osservato, si trattava di una tipologia capace di ospitare un maggior numero di fedeli, che trasformava la chiesa in uno "strumento di culto di massa". Le navate laterali furono coperte con cupole a pianta ovale, incassate nel corpo della basilica e caratterizzate all'esterno solo da piccole lanterne, per le quali è nota anche la proposta del Ferrabosco, non realizzata, di chiuderle, alla sommità del tetto, per mezzo di numerose cupole ornamentali a pianta ottagonale.

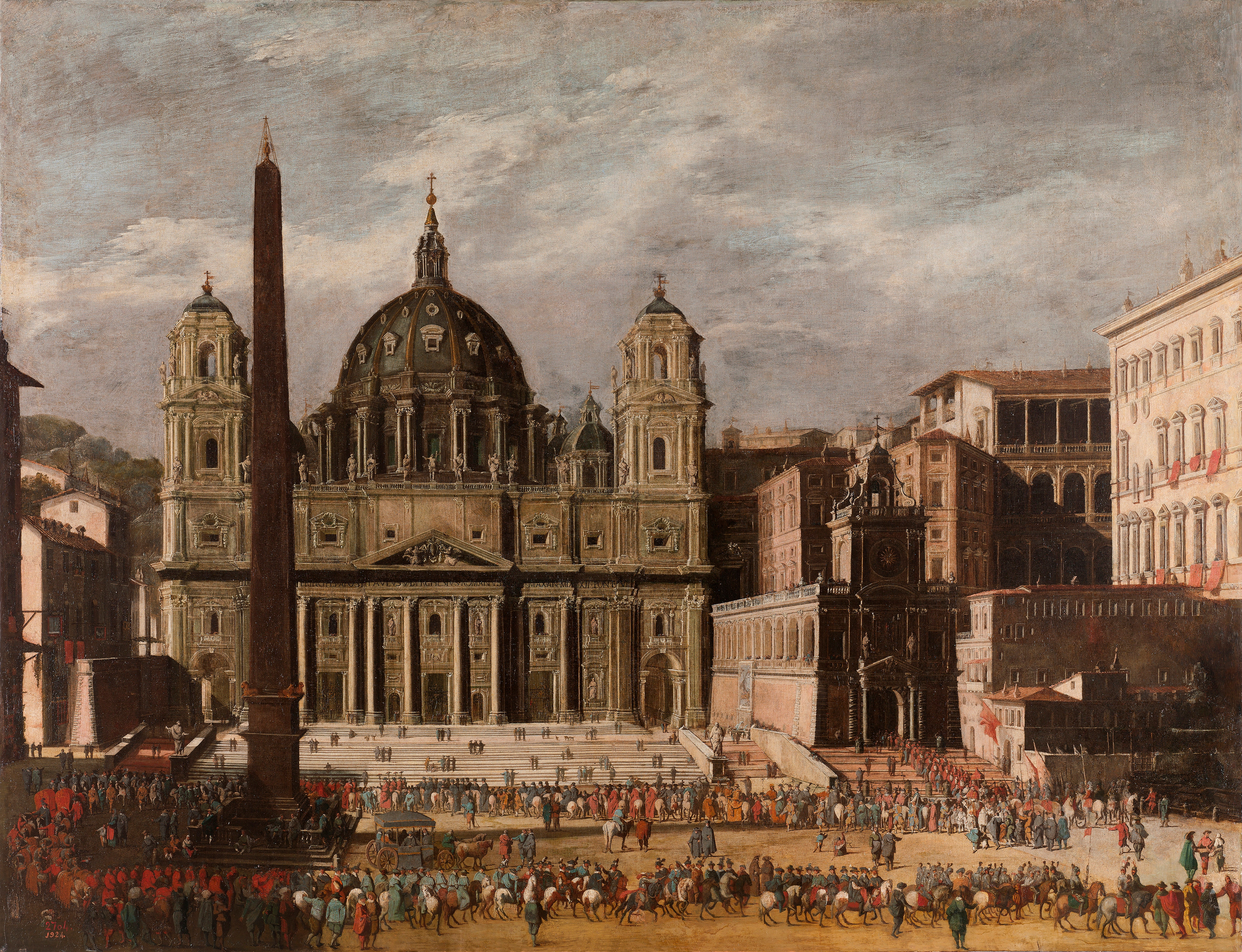
La facciata con i campanili del Ferrabosco, in un dipinto di Viviano Codazzi

Contestualmente alla costruzione della navata, Maderno pose mano anche alla facciata, dove riprese l'ordine gigante previsto da Michelangelo, reinterpretandolo però su un unico piano prospettico, senza il marcato avanzamento del pronao centrale.
A lavori praticamente ultimati, per volontà di papa Paolo V, alla facciata vennero aggiunti i corpi dei campanili laterali. Nel prospetto fatto incidere da Matteo Greuter nel 1613, Maderno raffigurò quella che forse è la facciata definitiva del prolungamento, con le torri campanarie caratterizzate da due esili edicole, aperte da serliane timpanate e sormontate da un coronamento a lanterna. Tuttavia la costruzione dei campanili —di cui è noto anche un progetto di Ferrabosco — si interruppe nel 1622 e le due torri, rimaste incomplete al primo ordine, finirono per aumentare le dimensioni orizzontali della facciata, che per questo apparve sproporzionata e piatta, malgrado il tentativo, tipicamente barocco, di rafforzarne la plasticità in corrispondenza dell'asse centrale mediante un uso graduale di pilastri, colonne e avancorpi aggettanti.
Successivamente la questione dei campanili fu ripresa da Gian Lorenzo Bernini. Approvato il progetto e dato inizio alla costruzione, si manifestarono preoccupanti problemi statici alle fondazioni che decretarono la sospensione dei lavori e l'abbattimento di quanto eseguito fino ad allora. Le colonne dell'unico campanile in parte realizzato vennero però reimpiegate per le facciate delle chiese di Santa Maria dei Miracoli e Santa Maria in Montesanto di piazza del Popolo. Nel tentativo di dare slancio al severo prospetto, Gian Lorenzo Bernini, autore della piazza antistante alla basilica, eseguì una serie di trasformazioni: limitò alla sola parte centrale la scalinata d'ingresso alla chiesa e, davanti ai due archi che avrebbero dovuto sostenere i suddetti campanili, scavò il terreno sottostante, portando il nuovo piano di calpestio quanto più possibile vicino al livello della piazza.
Frattanto, nel 1611 fu data per la prima volta la benedizione papale dalla nuova loggia; nel 1614 si lavorò alla volta a botte della navata centrale, mentre nel 1615 fu demolito il muro divisorio che divideva la vecchia basilica dalla nuova. Nello stesso tempo si procedette alla realizzazione delle volte delle cappelle laterali e nel 1616 fu conclusa la Confessione. Nel contempo numerose maestranze lavorarono all'apparato decorativo, iniziato già nel 1576 con il rivestimento a mosaico della cappella Gregoriana e proseguito, tra la fine del Cinquecento e l'inizio del Seicento, con la decorazione musiva della grande cupola e della cappella Clementina. Nella definizione dell'apparato ornamentale ebbero un ruolo fondamentale Gian Lorenzo Bernini e i suoi aiuti, che lavorarono all'ottagono sotto la cupola e al rivestimento dell'involucro maderniano.
La basilica, completata con le grandi statue alla sommità della facciata, fu consacrata da papa Urbano VIII il 18 novembre 1626. Urbano VIII, salito sul soglio pontificio nel 1623, ebbe un ruolo importante nell'ideazione e progettazione della nuova basilica. Egli fece innalzare il proprio sepolcro con una statua in bronzo somigliante a quella bronzea di San Pietro, inoltre, negli anni trenta del secolo, fece decorare i quattro altari sotto la cupola con simboli araldici e dagli stemmi di famiglia, così da esaltare la sua figura e la sacralità del suo potere.
Il rivestimento in marmo delle grandi paraste dell'interno, fino ad allora trattate in finto marmo bianco, si concretizzò solo a partire dal pontificato di papa Pio IX, con la realizzazione di alcune basi; i lavori furono ripresi sotto papa Pio X, nel 1913, prolungandosi fino all'epoca di papa Pio XII.

### Piazza San Pietro

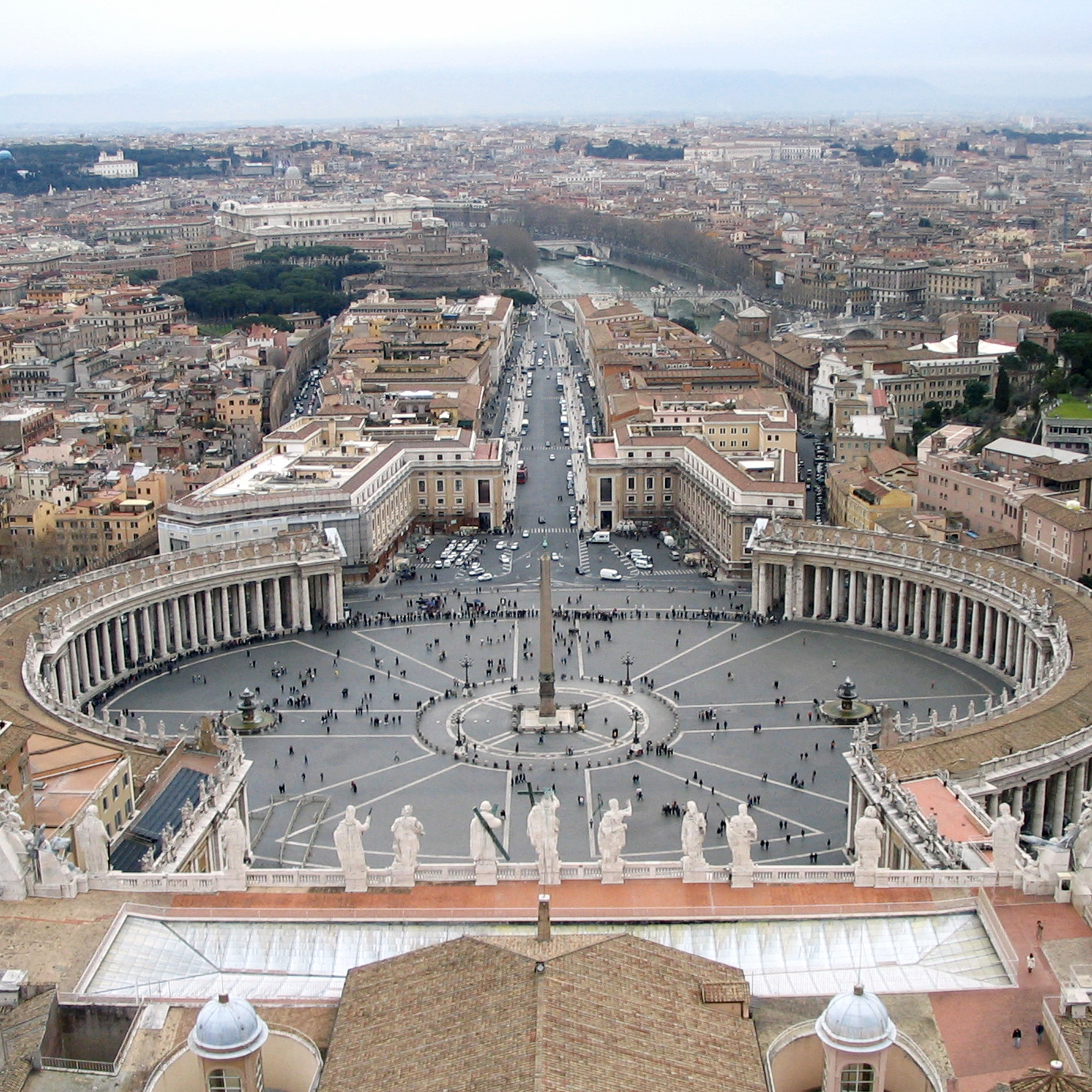
Piazza San Pietro

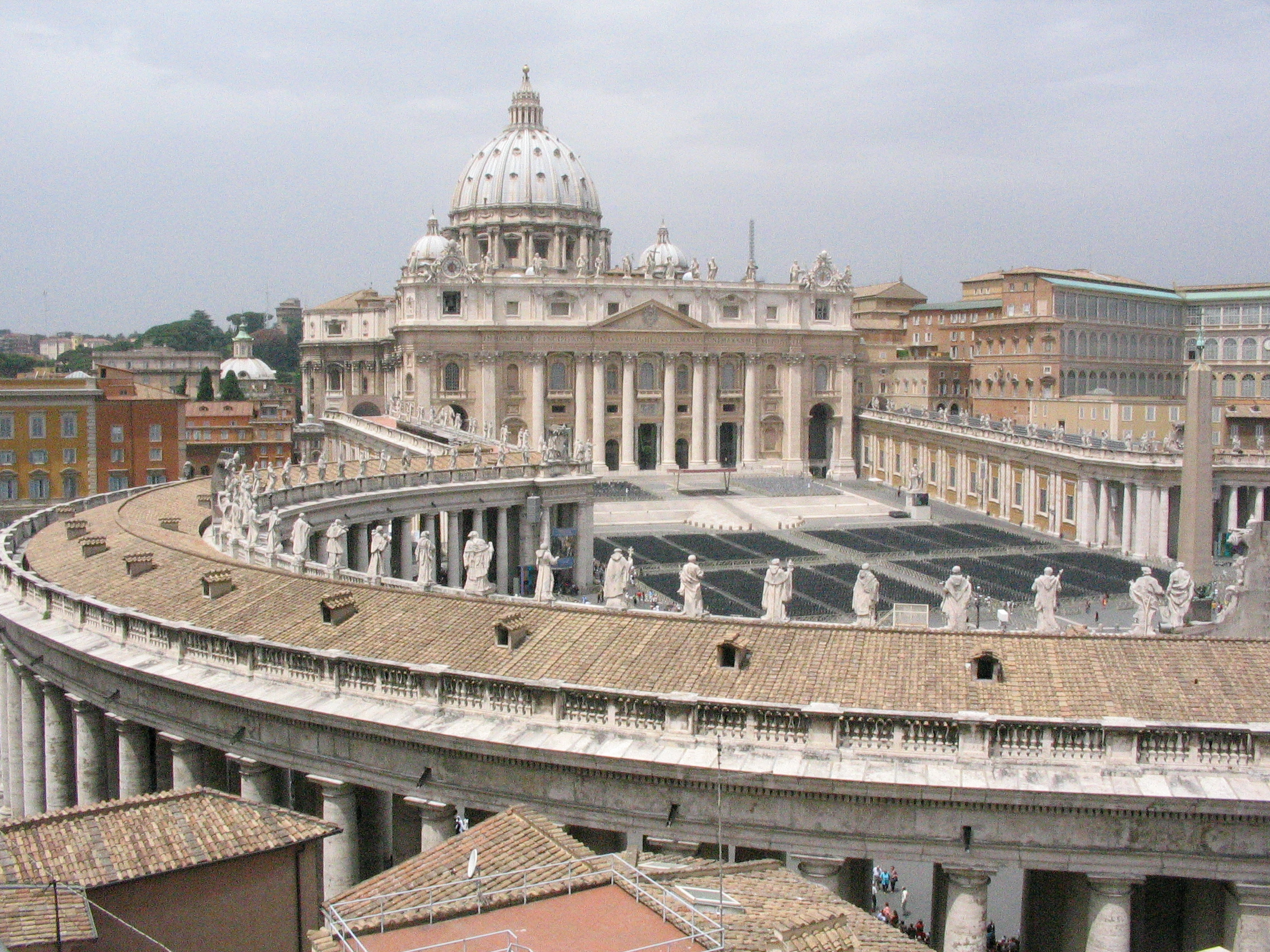
La basilica vista da oltre il colonnato del Bernini

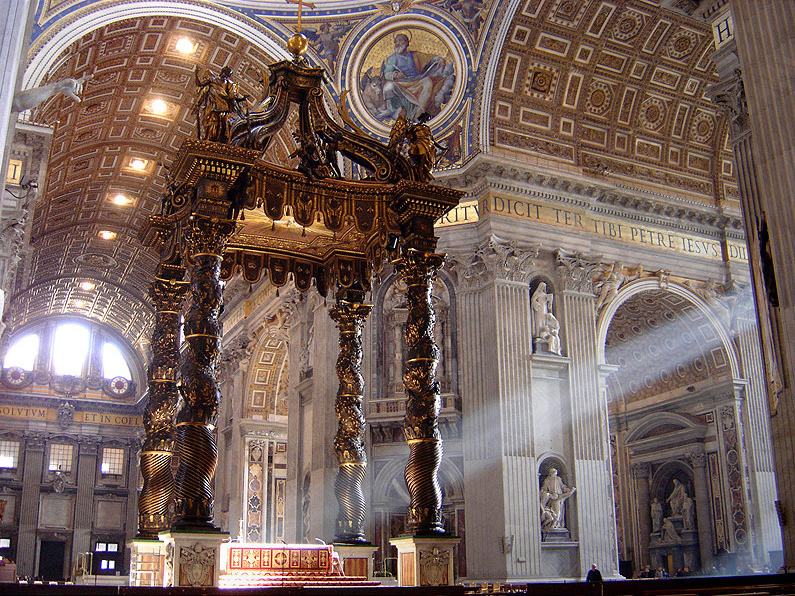
Interno e controfacciata

La sistemazione della piazza fu realizzata da Gian Lorenzo Bernini, sotto Alessandro VII, tra il 1657 ed il 1667. La soluzione finale tenne conto di problemi liturgici, simbolici e delle emergenze architettoniche preesistenti. Lo spazio antistante alla basilica fu suddiviso in due parti: la prima, a forma di trapezio rovescio con il lato maggiore lungo la facciata, la quale, grazie al particolare effetto prospettico, assumeva dimensioni meno imponenti; la seconda di forma ovale con l'imponente colonnato architravato sormontato da sculture. Nel progetto berniniano compariva uno spicchio centrale "il nobile interrompimento" in prosecuzione del colonnato, che, se realizzato, avrebbe nascosto la piazza e la basilica rispetto alla veduta frontale.
Per realizzare il suo progetto Bernini demolì la torre dell'orologio innalzata solo pochi anni prima da Martino Ferrabosco sul lato nord della piazza e pose in asse con la via di Borgo Nuovo il portone in bronzo che conduceva, tramite la Scala Regia, alla Cappella Sistina e ai Palazzi Vaticani; assecondò così l'antico asse di via Alessandrina, creando il suggestivo percorso che accompagnava lo spettatore dalle anguste e articolate strade della "Spina di Borgo" alla grandiosità della piazza San Pietro, tagliandola però in maniera asimmetrica, sul lato nord, così da offrire suggestivi e sempre nuovi scorci verso la facciata della basilica e rendendo nuovamente la cupola michelangiolesca l'elemento di spicco dell'intera composizione. Le aspirazioni del Bernini furono comunque stravolte con lo sventramento del rione di Borgo e l'apertura dell'attuale via della Conciliazione (1936–1950), che resero la facciata della basilica una monumentale quinta al termine di un lungo asse rettilineo.

### Gli architetti della basilica
- dal 1506 Bramante, con la collaborazione di Giuliano da Sangallo
- dal 1514 Raffaello, con la collaborazione di Giuliano da Sangallo (dal 1515 sostituito dal nipote Antonio da Sangallo il Giovane) e Frà Giocondo fino alla sua morte nel 1515.
- dal 1520 Antonio da Sangallo il Giovane, con collaboratore Baldassarre Peruzzi fino al 1527
- dal 1546 Michelangelo
- dal 1564 Pirro Ligorio e Jacopo Barozzi da Vignola
- dal 1573 Giacomo Della Porta con Domenico Fontana
- dal 1603 Carlo Maderno
- dal 1629 Gian Lorenzo Bernini

## Descrizione
La Basilica di San Pietro è uno dei più grandi edifici del mondo: lunga ben 218 metri e alta fino alla cupola 132,30 metri, la superficie totale è di circa 23 000 metri quadrati e può contenere 60 000 fedeli (secondo altre fonti 20 000).
L'edificio è interamente percorribile lungo il suo perimetro, benché sia collegato ai Palazzi Vaticani mediante un corridoio sopraelevato disposto lungo la navata destra e dalla Scala Regia a margine della facciata su Piazza San Pietro; due corridoi invece lo uniscono all'adiacente Sacrestia. Nonostante questo aspetto tradisca l'idea di una costruzione isolata al centro di una vasta piazza, come probabilmente l'aveva pensata Michelangelo Buonarroti, la presenza di passaggi sopraelevati, che non interferiscono con il perimetro della basilica, permette ugualmente di cogliere la complessa articolazione del tempio. L'esterno, in travertino, è caratterizzato dall'uso di un ordine gigante oltre il quale è impostato l'attico. Questa configurazione si deve sostanzialmente a Michelangelo Buonarroti e fu mantenuta anche nel corpo longitudinale aggiunto da Carlo Maderno.
Lungo le navate, presso i 45 altari e nelle 11 cappelle che si aprono all'interno della basilica, sono ospitati diversi capolavori di inestimabile valore storico e artistico, come diverse opere di Gian Lorenzo Bernini e altre provenienti dalla chiesa paleocristiana, come la statua bronzea di san Pietro (n. 89), attribuita ad Arnolfo di Cambio.

### La facciata

La facciata

Larga circa 114,69 metri e alta 45,44 metri, venne innalzata da Carlo Maderno fra il 1607 e il 1614, ed è articolata mediante l'uso di colonne d'ordine gigante che inquadrano gli ingressi e la Loggia delle Benedizioni, il luogo dove viene annunziata ai fedeli l'elezione del nuovo papa; al di sotto si trova un altorilievo di Ambrogio Buonvicino, intitolato Consegna delle Chiavi, del 1614 circa. Nella trabeazione, al di sotto del frontone centrale, è impressa l'iscrizione
La facciata è preceduta da una scalinata e da due statue raffiguranti san Pietro e san Paolo, scolpite rispettivamente da Giuseppe De Fabris e Adamo Tadolini nel 1847 per sostituire quelle precedenti volute da Pio II nel 1462 e di attribuzione incerta (forse Paolo Romano o Mino del Reame). Sulla sommità sono disposte le statue, alte anche oltre 5,7 m, di Gesù, Giovanni Battista e di undici dei dodici apostoli (manca san Pietro). Ai lati della medesima sono collocati due orologi realizzati nel 1785 da Giuseppe Valadier, l’orologio a sinistra, detto Oltremontano, indica l’ora reale, quella basata sul fuso orario, mentre quello di destra, detto Italiano, indica l’ora italica solare con inizio del conteggio al tramonto d’ogni giorno e il compimento della ventiquattresima ora al tramonto successivo; inoltre, altra differenza, quello di sinistra ha le due classiche lancette delle ore e dei minuti mentre quello di destra ha un'unica lancetta.
Sotto l'orologio di sinistra si trova la cella campanaria al cui interno sono ospitate le 6 campane: al centro del finestrone la campana maggiore realizzata dal Valadier nel 1785, ai lati superiori le due campane minori; all'interno, dietro al campanone, il "Campanoncino" del 1725 e dietro la "Rota" del XIII secolo; sopra a queste la "Predica" del XIX secolo.
La facciata è stata restaurata in occasione del giubileo del 2000, e riportata ai colori originariamente voluti da Maderno.

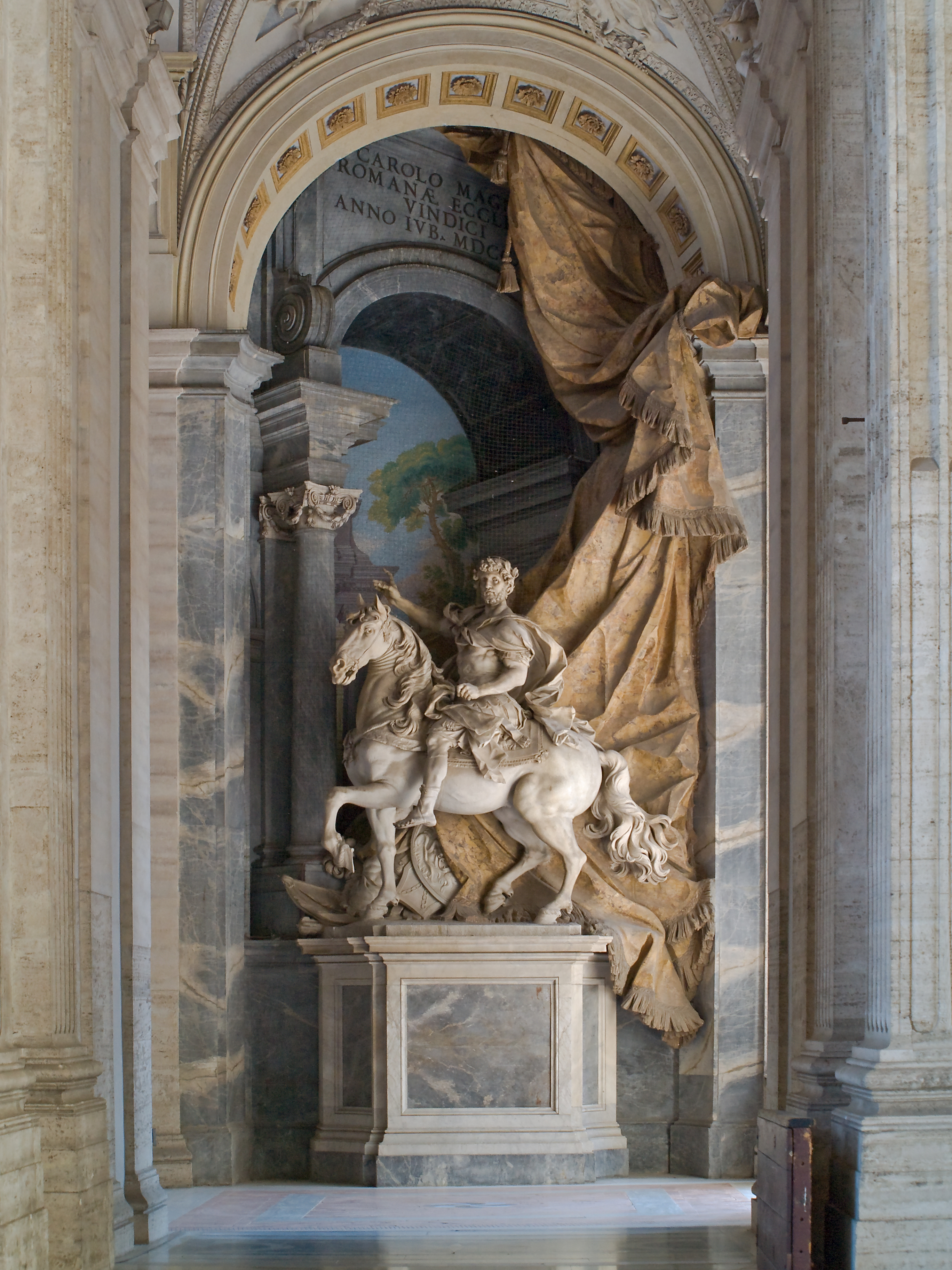
Statua equestre di Carlo Magno, Agostino Cornacchini (1725)

### Il portico
Varcato il cancello centrale, si accede a un portico che si estende per tutta la larghezza della facciata e sul quale si aprono i cinque accessi alla basilica.
L'atrio è fiancheggiato da due statue equestri: Carlo Magno, a sinistra, di Agostino Cornacchini (1725, n. 2) e, sul lato opposto, Costantino, creata dal Bernini nel 1670 e che sottolinea l'ingresso ai Palazzi Vaticani attraverso la Scala Regia (n. 8). Alcuni stucchi arricchiscono tutta la volta sovrastante, ideati da Martino Ferrabosco ma realizzati da Ambrogio Buonvicino, a cui appartengono anche le trentadue statue di papi collocate ai lati delle lunette.
Sulla parete sopra l'accesso principale alla basilica è riportato un importante frammento, ampiamente restaurato, del mosaico della Navicella degli Apostoli, eseguito da Giotto per la primitiva basilica e collocato nell'attuale sede solo nel 1674 (n. 1).

### Le porte

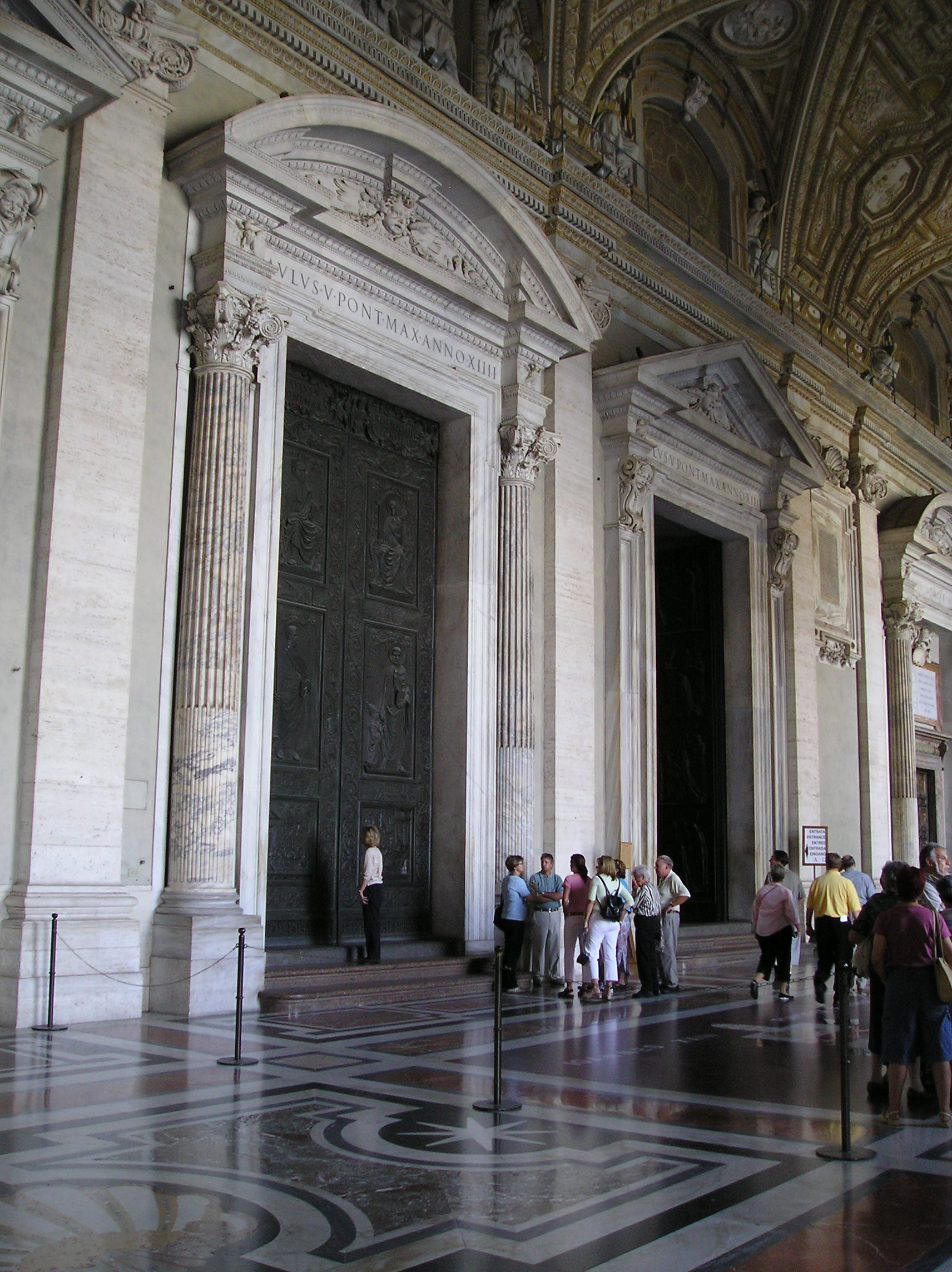
L'atrio con la Porta del Filarete

Per entrare nella basilica, oltrepassata la facciata principale, vi sono cinque portali con porte di bronzo.
La porta all'estrema sinistra è stata realizzata da Giacomo Manzù nel 1964, ed è nota come Porta della Morte (n. 3): venne commissionata da Giovanni XXIII e prende questo nome poiché da questa porta escono i cortei funebri dei Pontefici. È strutturata in quattro riquadri; nel principale vi è la raffigurazione della deposizione di Cristo e della assunzione al cielo di Maria. Nel secondo sono rappresentati i simboli dell'Eucaristia: pane e vino, richiamati simbolicamente da tralci di vite e da spighe tagliate. Nel terzo riquadro viene richiamato il tema della morte. Sono raffigurati l'uccisione di Abele, la morte di Giuseppe, il martirio di san Pietro, la morte dello stesso Giovanni XXIII che non visse abbastanza per vederla (in un angolo è richiamata l'enciclica "Pacem in Terris"), la morte in esilio di Gregorio VII e sei animali nell'atto della morte. Dal lato interno alla basilica vi è l'impronta della mano dello scultore e un momento del Concilio Vaticano II, quello in cui il cardinale Rugambwa, primo cardinale africano, rende omaggio al papa.

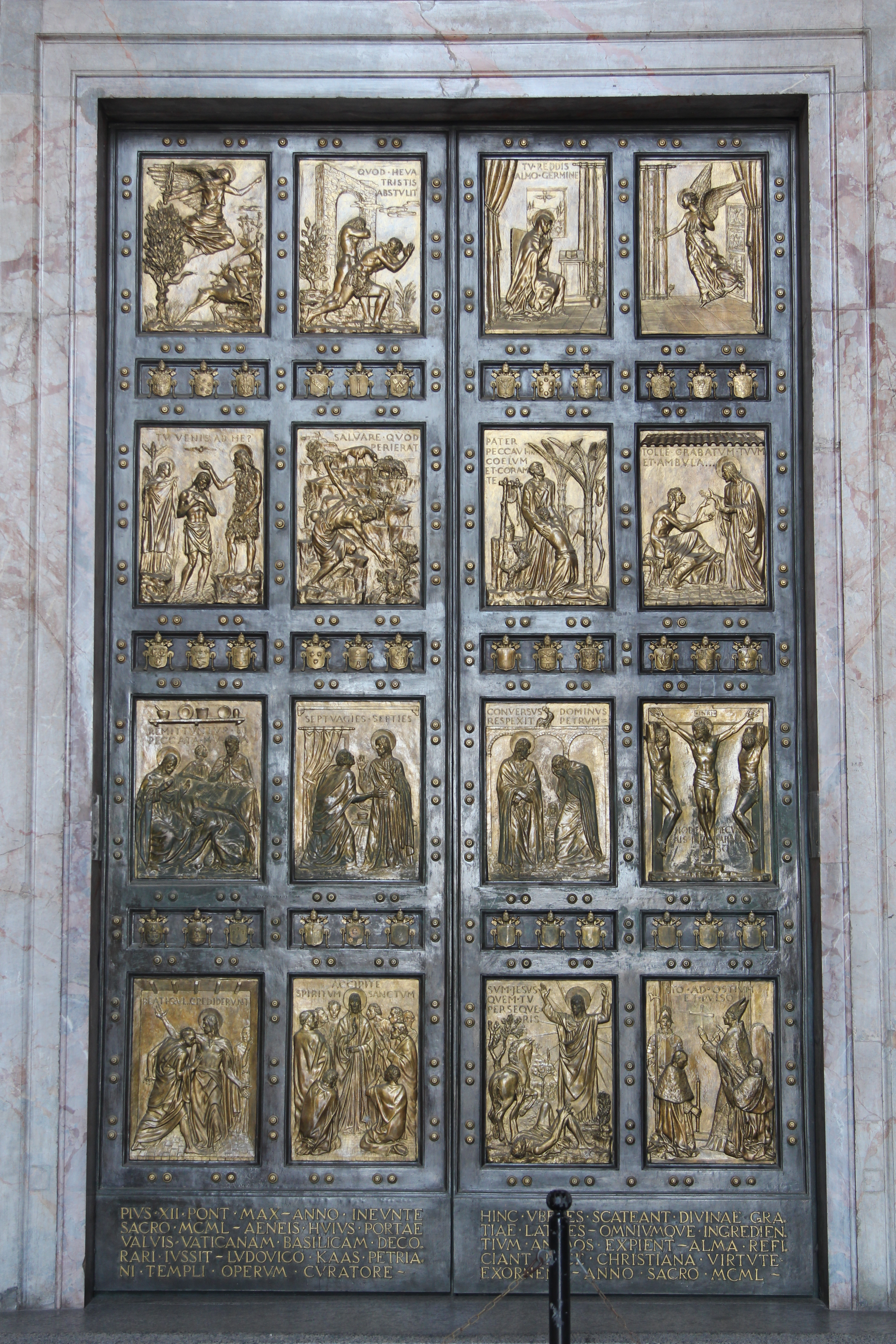
La Porta santa

Segue la Porta del Bene e del Male (n. 4), opera di Luciano Minguzzi che vi ha lavorato dal 1970 al 1977.
La Porta Centrale, o Porta del Filarete (n. 5), fu ordinata da papa Eugenio IV ad Antonio Averulino detto appunto il Filarete e venne eseguita tra il 1439 e il 1445 per l'accesso alla basilica costantiniana. È realizzata in due battenti di bronzo e ogni battente è diviso in tre riquadri sovrapposti. Nei riquadri in alto sono rappresentati a sinistra Cristo in trono a destra Madonna in trono; nei riquadri centrali sono rappresentati san Pietro e san Paolo, il primo mentre consegna le chiavi a papa Eugenio IV, il secondo rappresentato con la spada e un vaso di fiori. I riquadri inferiori rappresentano il martirio dei due santi. A sinistra la decapitazione di san Paolo, a destra la crocifissione capovolta di san Pietro. I riquadri sono incorniciati da girali animati con profili di imperatori e nell'intercapedine fra questi vi sono fregi con episodi del pontificato di Eugenio IV. Dal lato interno vi è l'insolita firma dell'artista. Questo ha rappresentato i suoi allievi al seguito di un mulo che lui stesso cavalca.
A destra rispetto alla precedente si trova la Porta dei Sacramenti (n. 6) realizzata da Venanzo Crocetti e inaugurata da papa Paolo VI il 12 settembre 1965. Sulla porta è rappresentato un angelo che annuncia i sette sacramenti.
La porta più a destra è la Porta santa (n. 7) realizzata da Vico Consorti, fusa in bronzo dalla Fonderia Artistica Ferdinando Marinelli nel 1950 e donata a papa Pio XII. Nelle sedici formelle che la costituiscono si può vedere lo stesso Pio XII e la bolla di Bonifacio VIII che indisse il primo Giubileo nel 1300. Al di sopra sono presenti alcune iscrizioni:
PAVLVS V PONT MAX ANNO XIII, mentre quella appena sopra la porta recita GREGORIVS XIII PONT MAX. In mezzo a queste due scritte sono presenti alcune lastre che commemorano le recenti aperture.
| IOANNES PAVLVS II P.M. ITERVM PORTAM SANCTAM APERVIT ET CLAVSIT ANNO MAGNI IVBILAEI AB INCARNATIONE DOMINI MM - MMI                          | FRANCISCVS PP. PORTAM SANCTAM ANNO MAGNI IVB. MM - MMI A IOANNE PAVLO PP. II RESERATAM ET CLAVSAM APERVIT ET CLAVSIT ANNO IVB. MISERICORDIAE MMXV - MMXVI                                 |
| Giovanni Paolo II Pontefice Massimo, aprì e richiuse la Porta Santa, nell'Anno del Grande Giubileo dell'Incarnazione del Signore 2000 - 2001 | Francesco, Papa, la Porta Santa, aperta e richiusa da Giovanni Paolo II, nell'Anno del Grande Giubileo 2000 -2001, aprì e richiuse nell'Anno del Giubileo della Misericordia, 2015 - 2016 |

### La navata principale

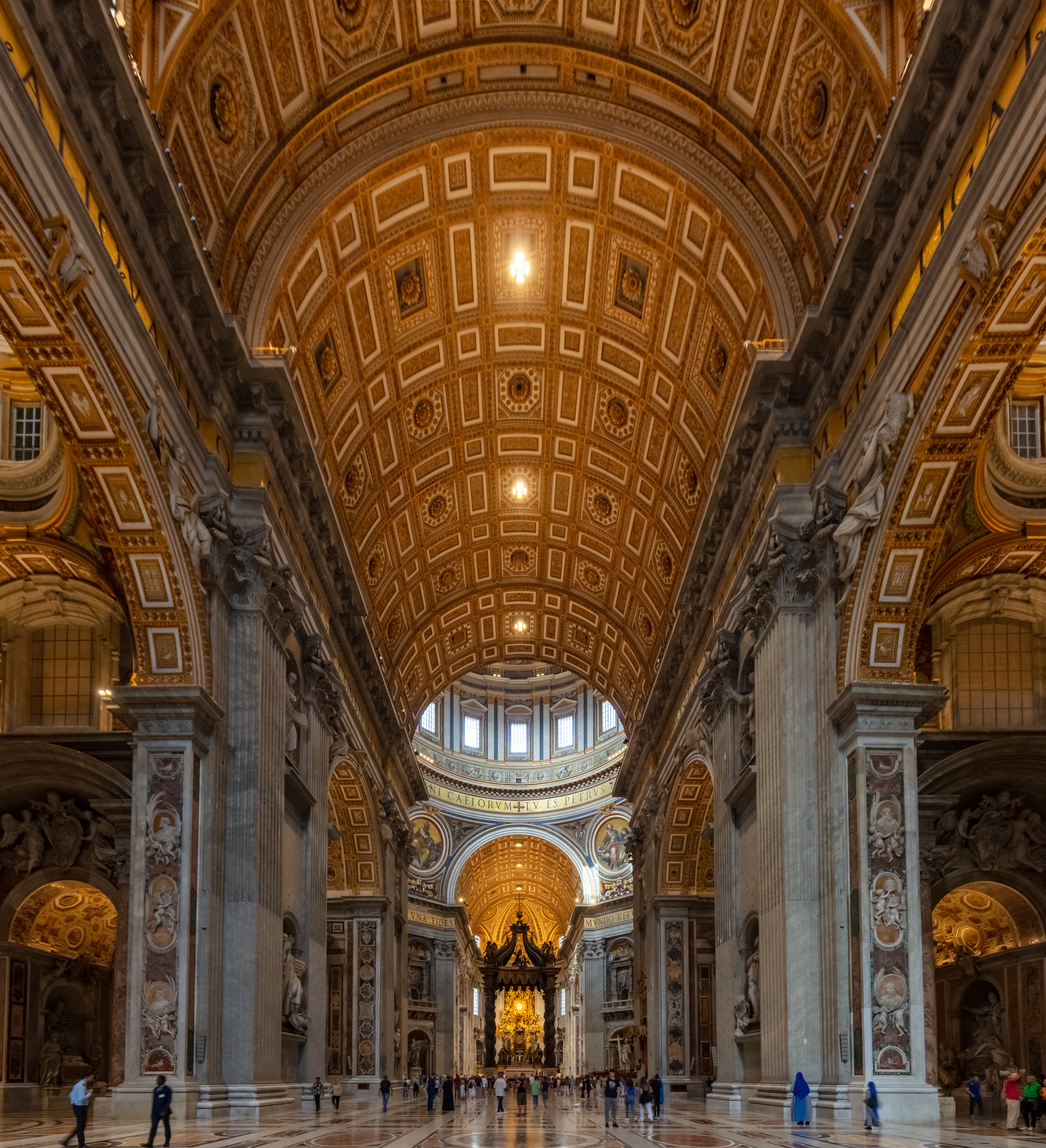
La navata centrale della basilica arricchita con decorazioni di Gian Lorenzo Bernini e aiuti

Planimetria

L'immenso spazio interno, lungo 186,36 metri (la scritta all'ingresso riporta 837 P.R. che sta per palmi romani), è articolato in tre navate per mezzo di robusti pilastri sui quali si aprono grandi archi a tutto sesto, alti 23 metri e larghi 13. La superficie calpestabile è di 15 160 metri quadrati. La navata centrale, dalla controfacciata al primo arco della crociera, è lunga 90 metri, larga 26 metri e alta circa 45 metri, e da sola si estende su quasi 2 500 metri quadrati di superficie. È coperta da un'ampia volta a botte e culmina, oltre la cupola e dietro al colossale Baldacchino di San Pietro, nella monumentale Cattedra.
Particolarmente ricercato è il disegno del pavimento marmoreo, in cui sono presenti elementi provenienti dalla precedente basilica, come il disco in porfido rosso egiziano sul quale si inginocchiò Carlo Magno il giorno della sua incoronazione (la cosiddetta Rota Porphyretica). Il pavimento marmoreo sostituisce quello precedente in mattoni (quest'ultimo inizialmente presente solo nel corpo aggiunto da Maderno) e fu realizzato da Gian Lorenzo Bernini per il giubileo del 1650, assieme alle decorazioni della navata.
Diecimila metri quadrati di mosaici rivestono poi le superfici interne e si devono all'opera di numerosi artisti che operarono soprattutto tra il Seicento e il Settecento, come Pietro da Cortona, Giovanni De Vecchi, Cavalier d'Arpino e Francesco Trevisani.
Fino all'intersezione col transetto, nelle nicchie ricavate nei pilastri posti sulla destra dell'ingresso, si trovano le statue di: Santa Teresa di Gesù (1754), Santa Maddalena Sofia Barat (1934), San Vincenzo de' Paoli (di Pietro Bracci, 1754), San Giovanni Eudes (1932), San Filippo Neri (di Giovanni Battista Maino, 1737), San Giovanni Battista de La Salle (1904), l'antica statua bronzea di san Pietro (Arnolfo di Cambio) e San Giovanni Bosco (1936).
Sui pilastri di sinistra: San Pietro d'Alcántara (1713), Santa Lucia Filippini (1949), San Camillo de Lellis (1753), San Luigi Maria Grignion de Montfort (1948), Sant'Ignazio di Loyola (1733, di Camillo Rusconi), Sant'Antonio Maria Zaccaria (1909), San Francesco di Paola (di Giovanni Battista Maino, 1732) e San Pietro Fourier (1899).

Le statue nelle nicchie della navata centrale
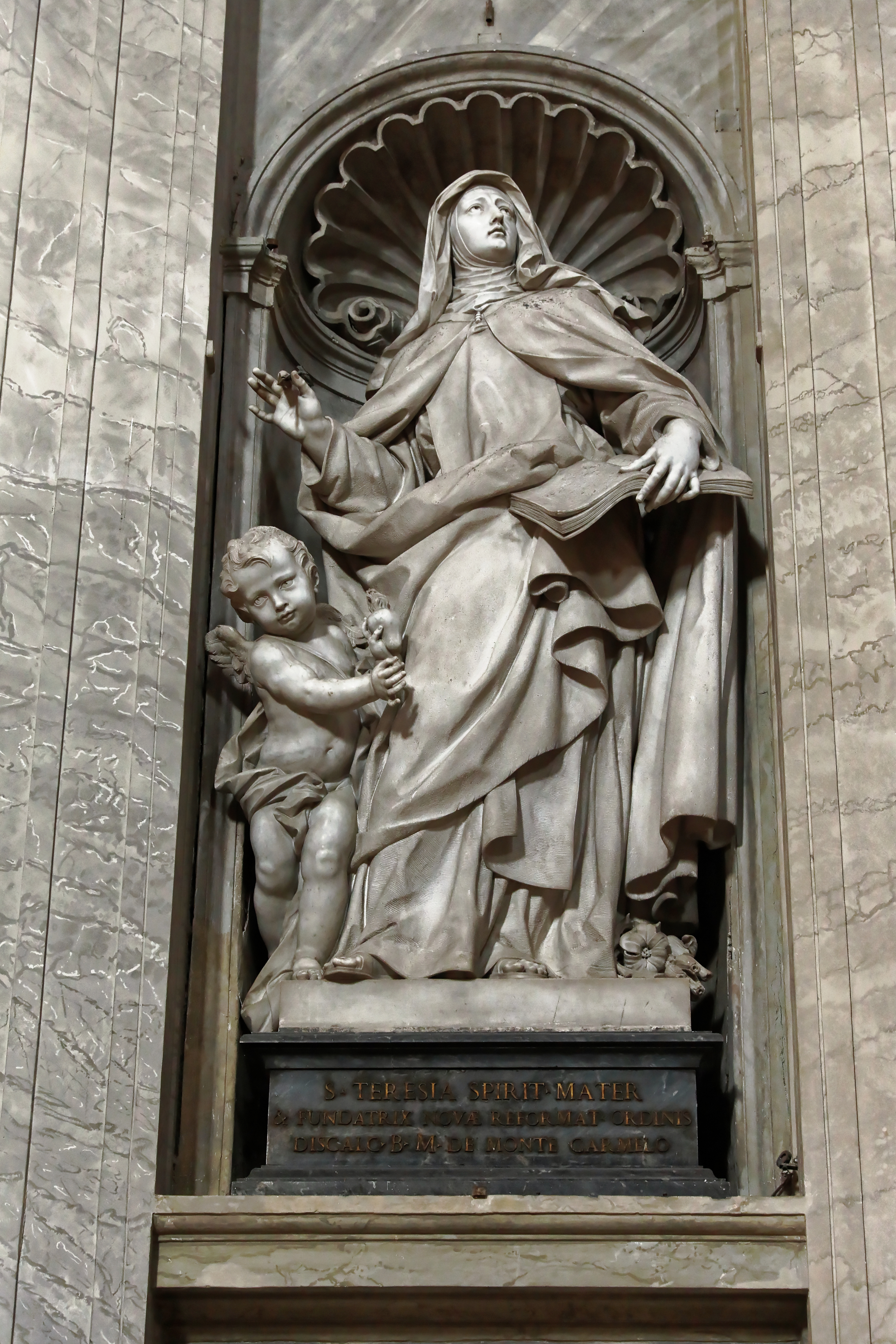
Santa Teresa d'Avila
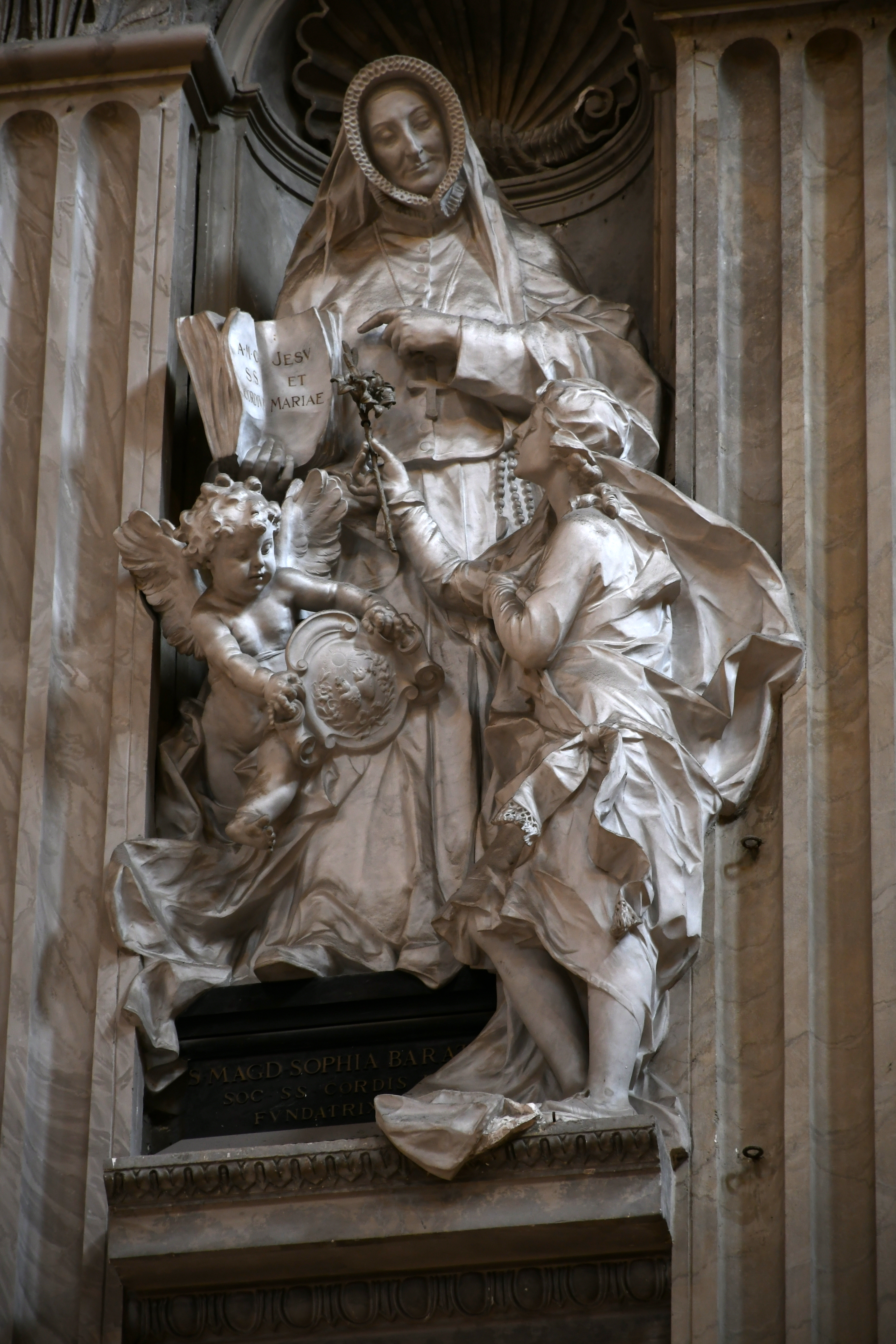
Santa Maddalena Sofia Barat
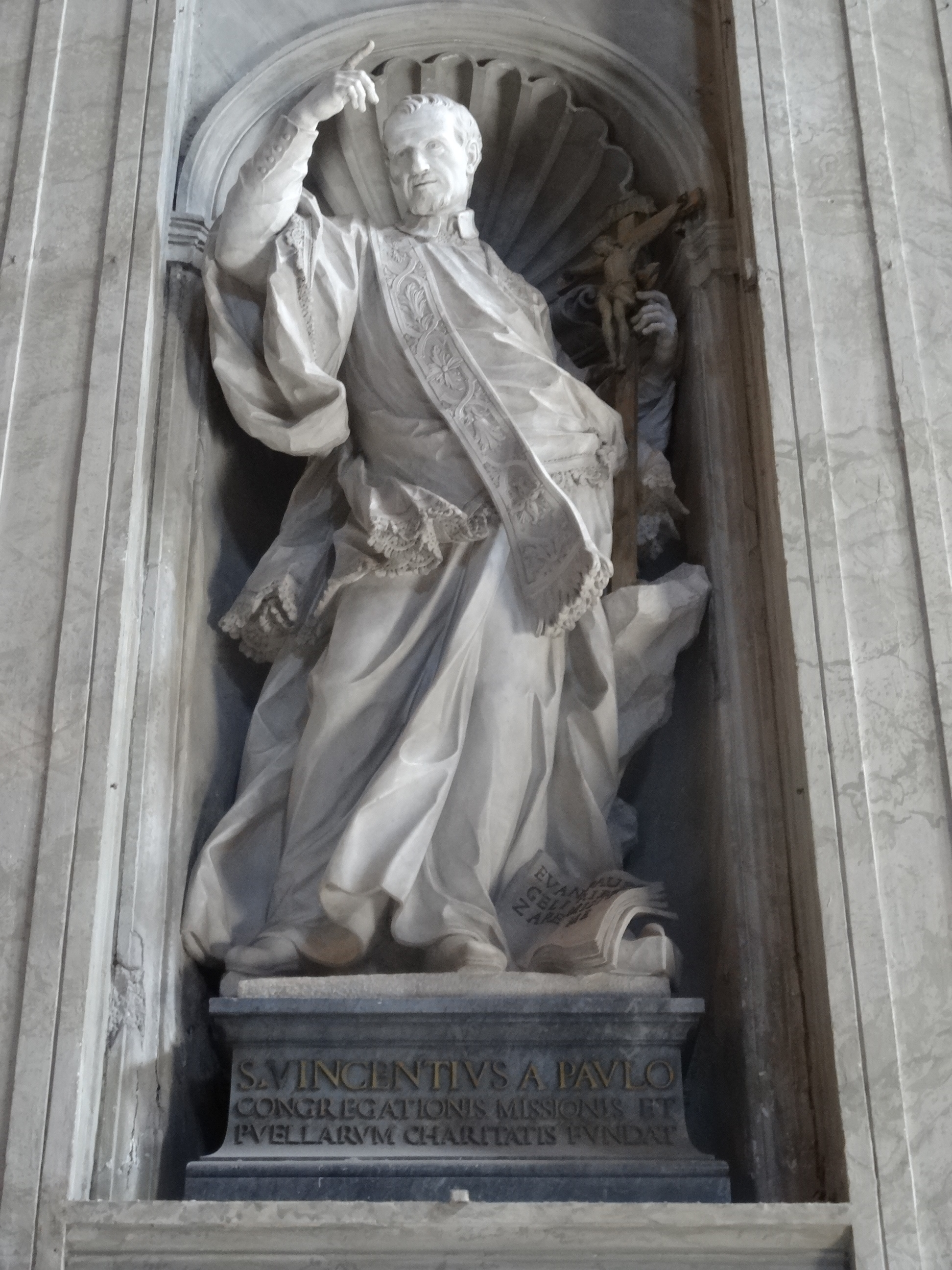
San Vincenzo de' Paoli
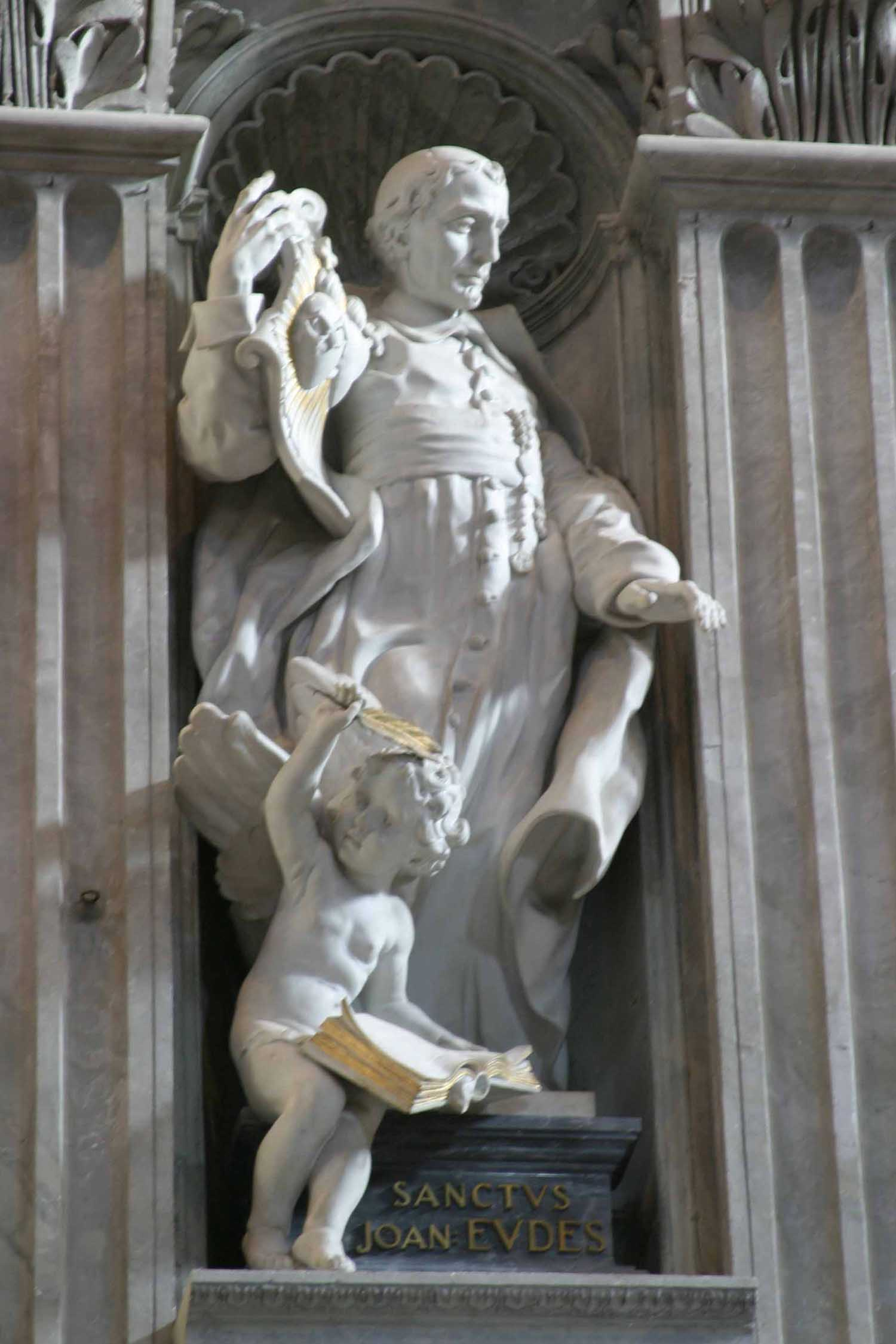
San Giovanni Eudes
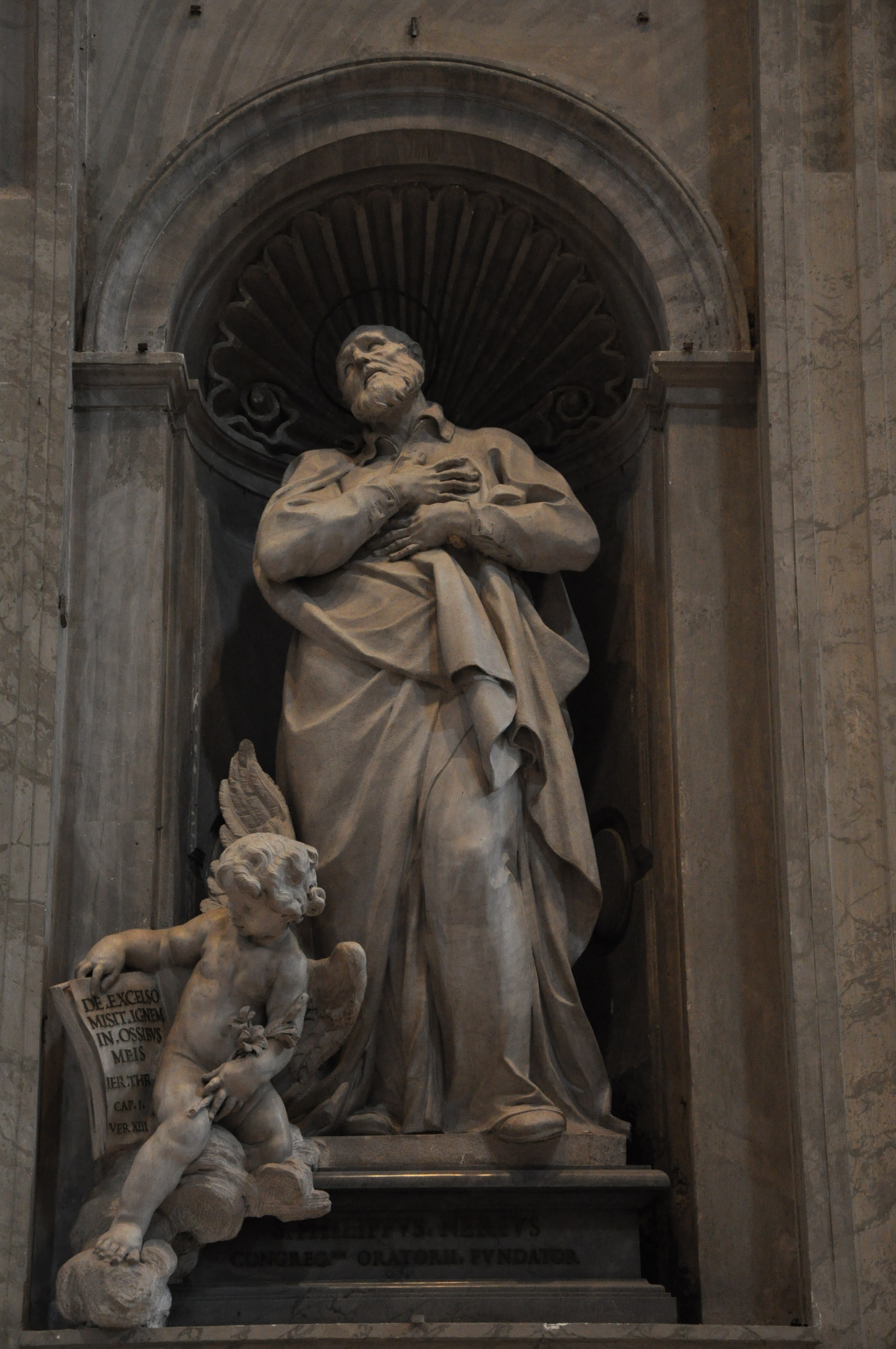
San Filippo Neri
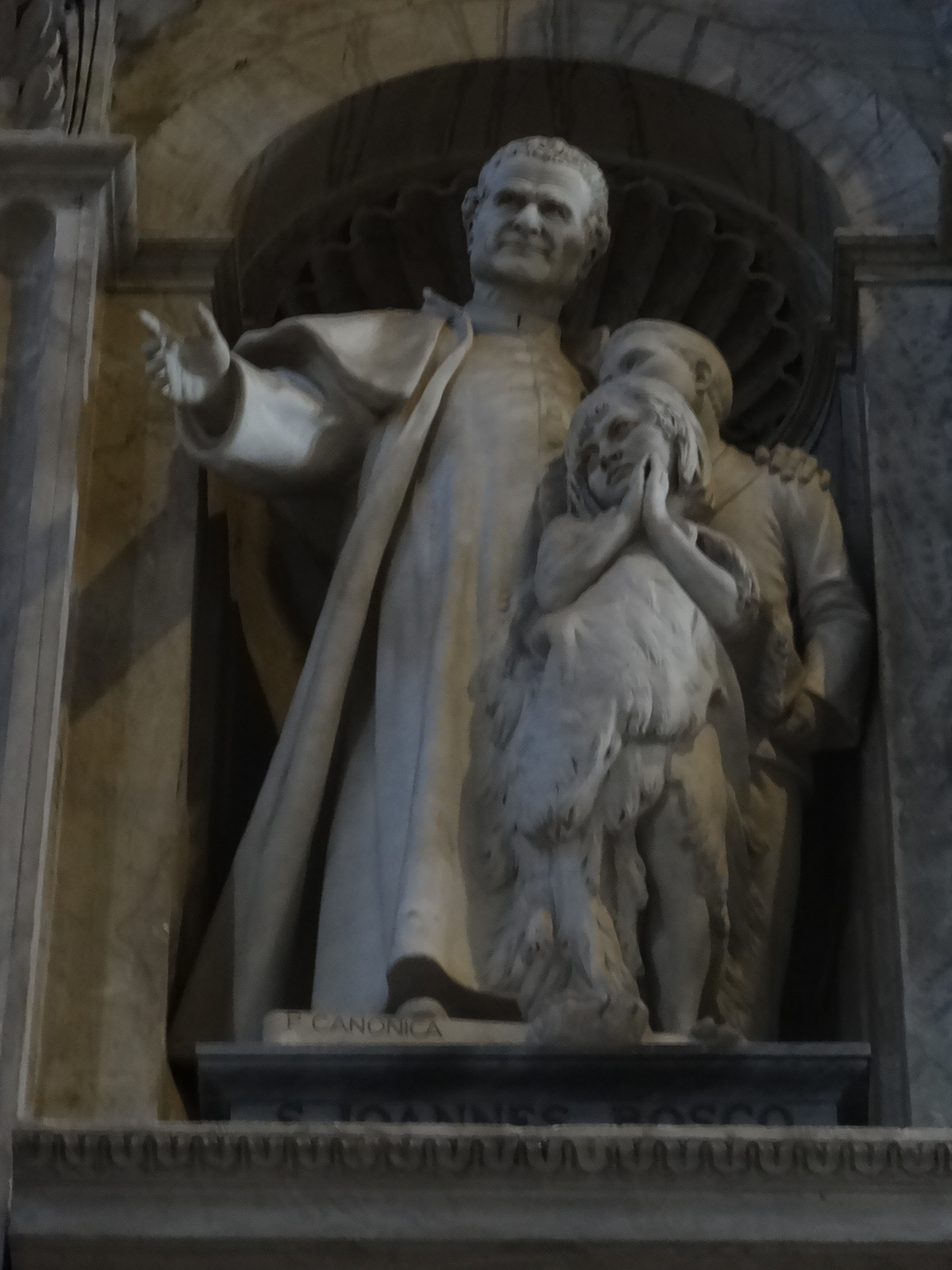
San Giovanni Bosco
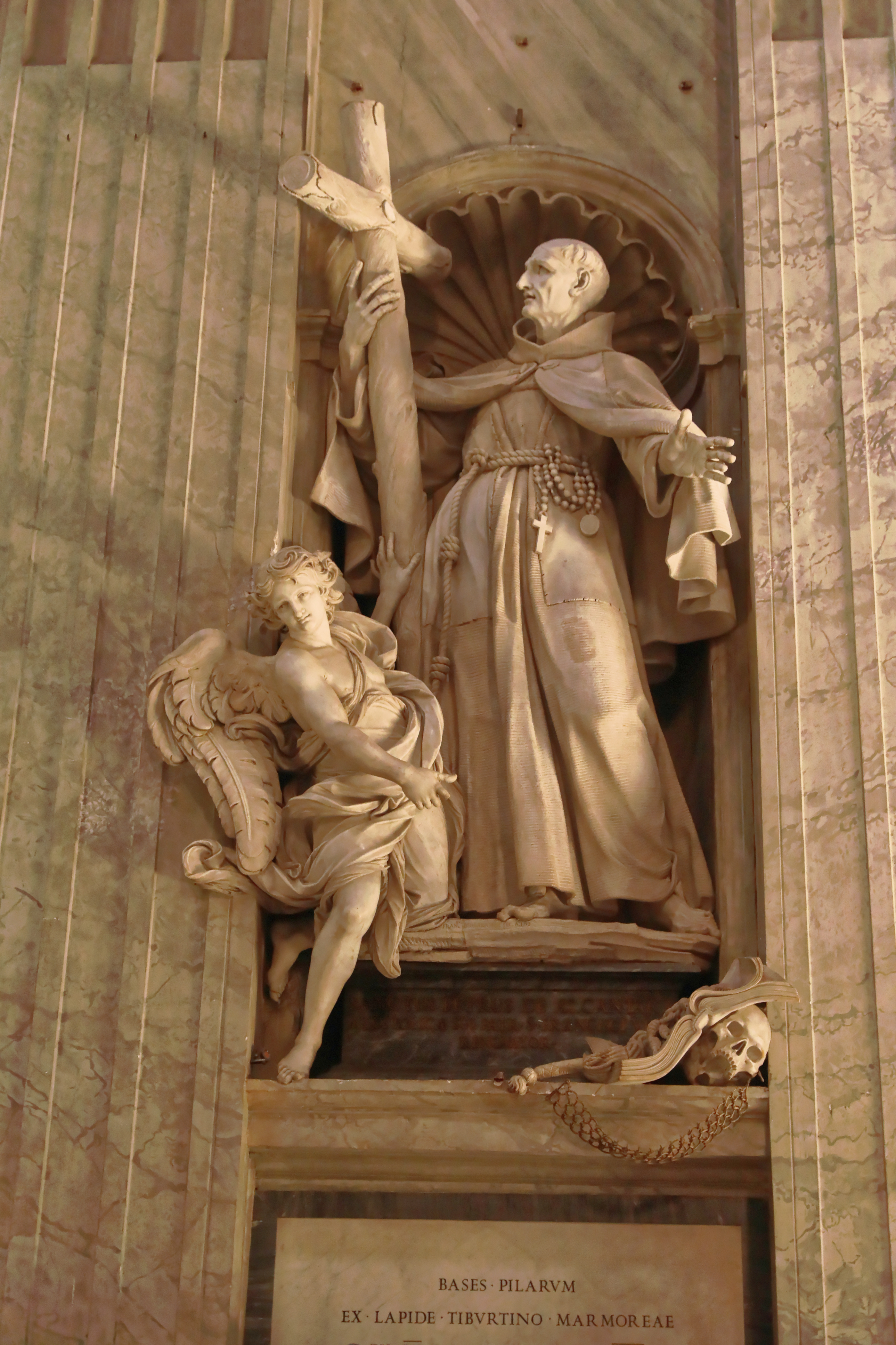
San Pietro d'Alcántara
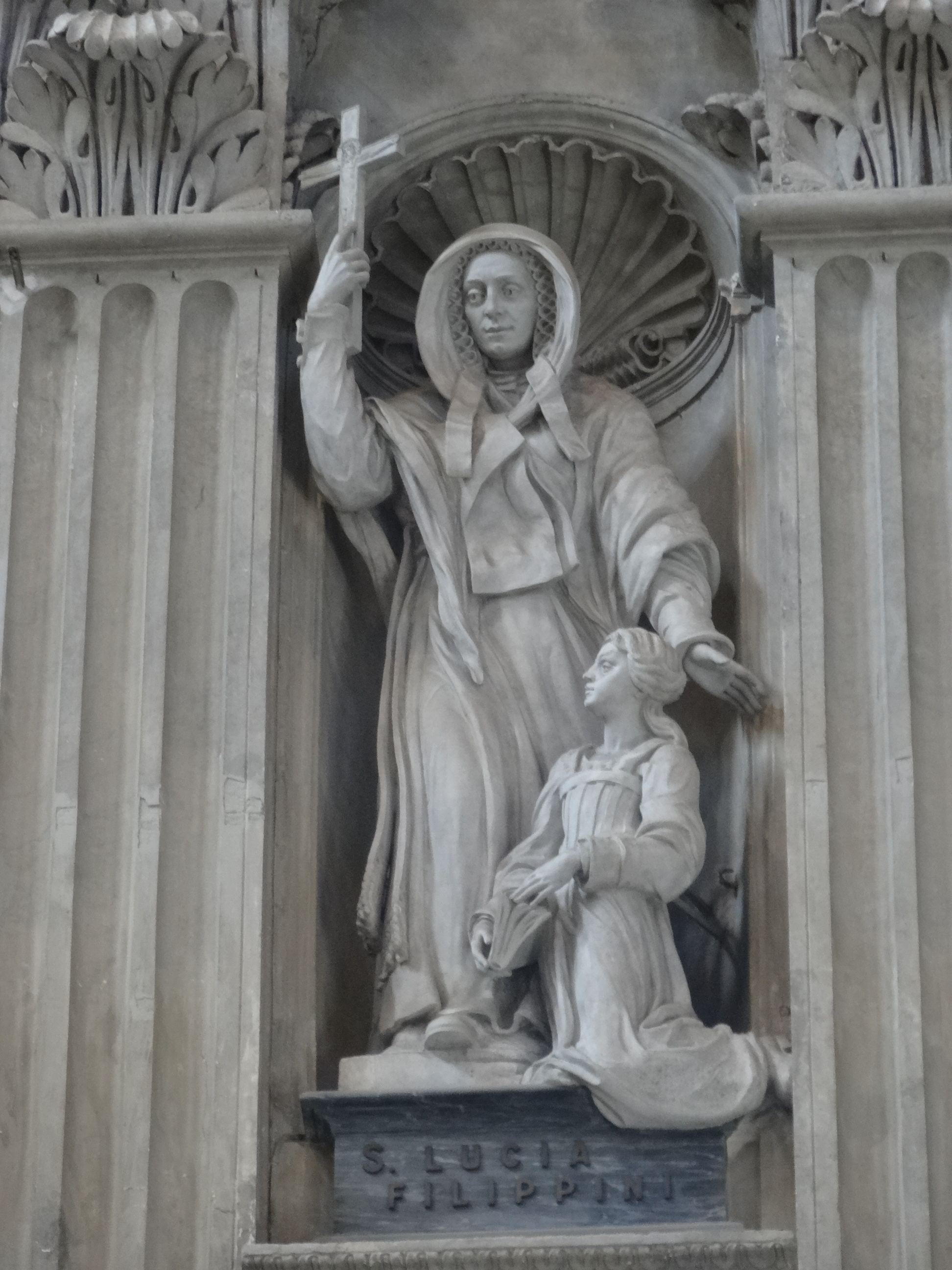
Santa Lucia Filippini
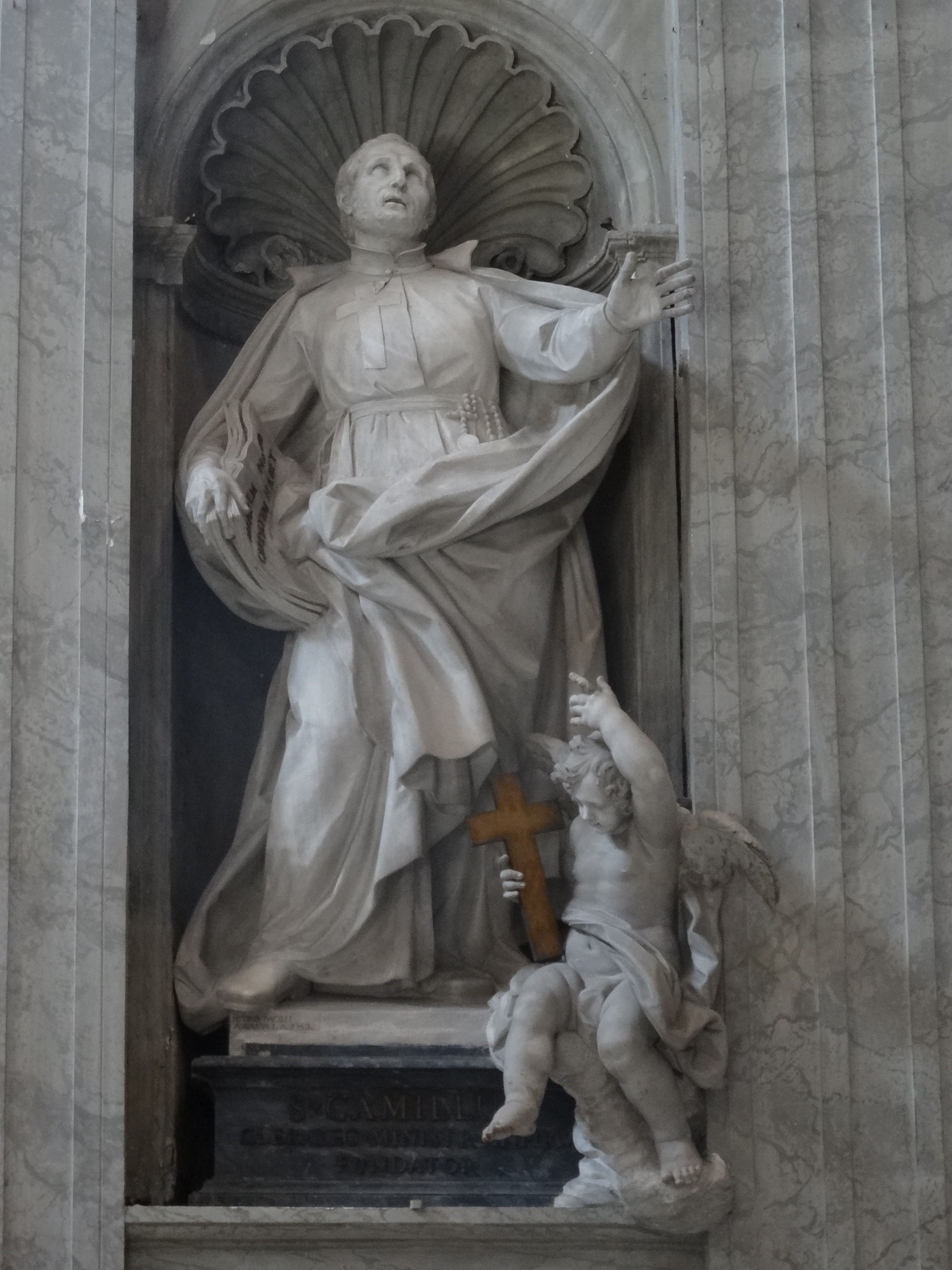
San Camillo de Lellis
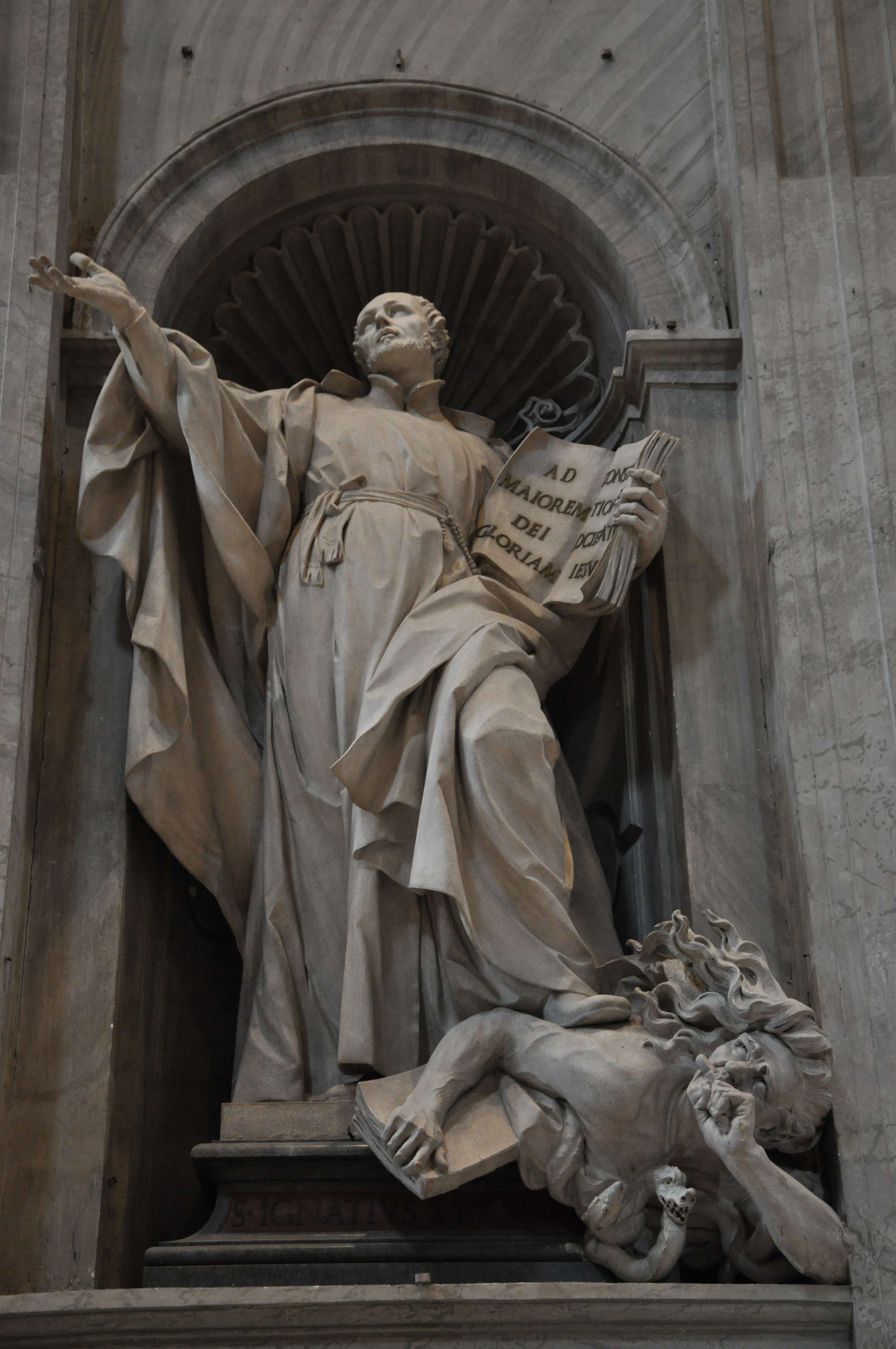
Sant'Ignazio di Loyola
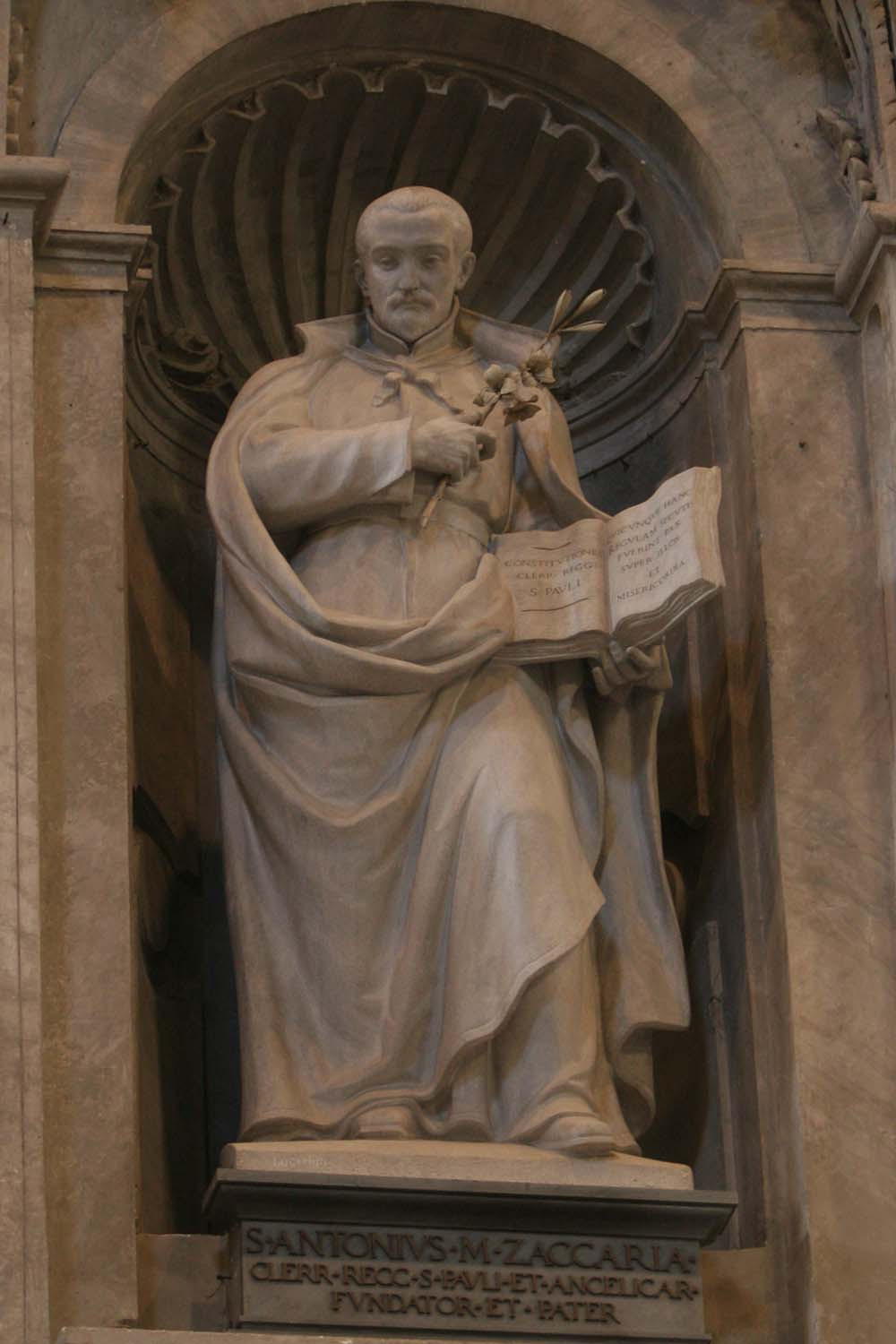
Sant'Antonio Maria Zaccaria
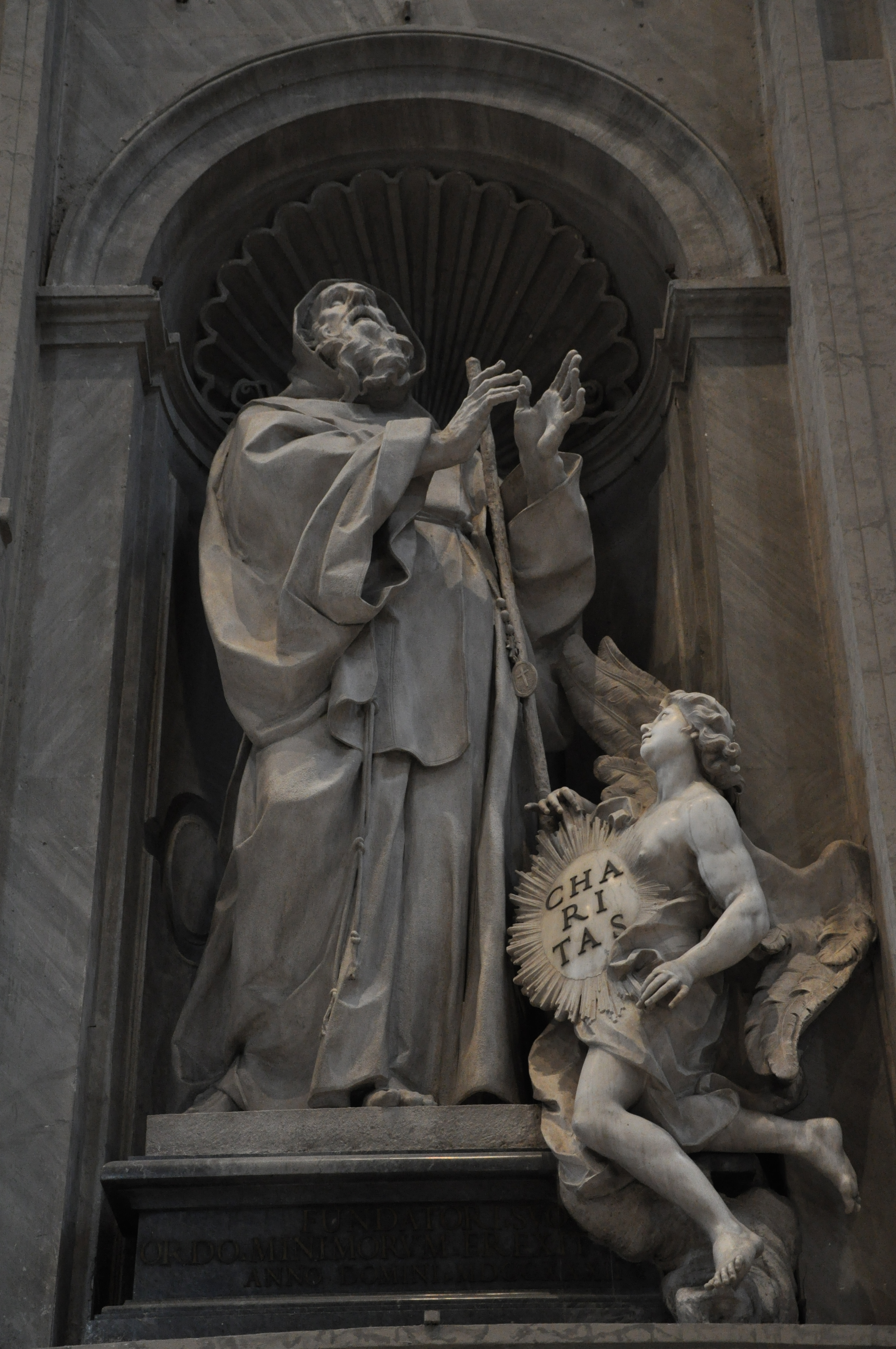
San Francesco di Paola
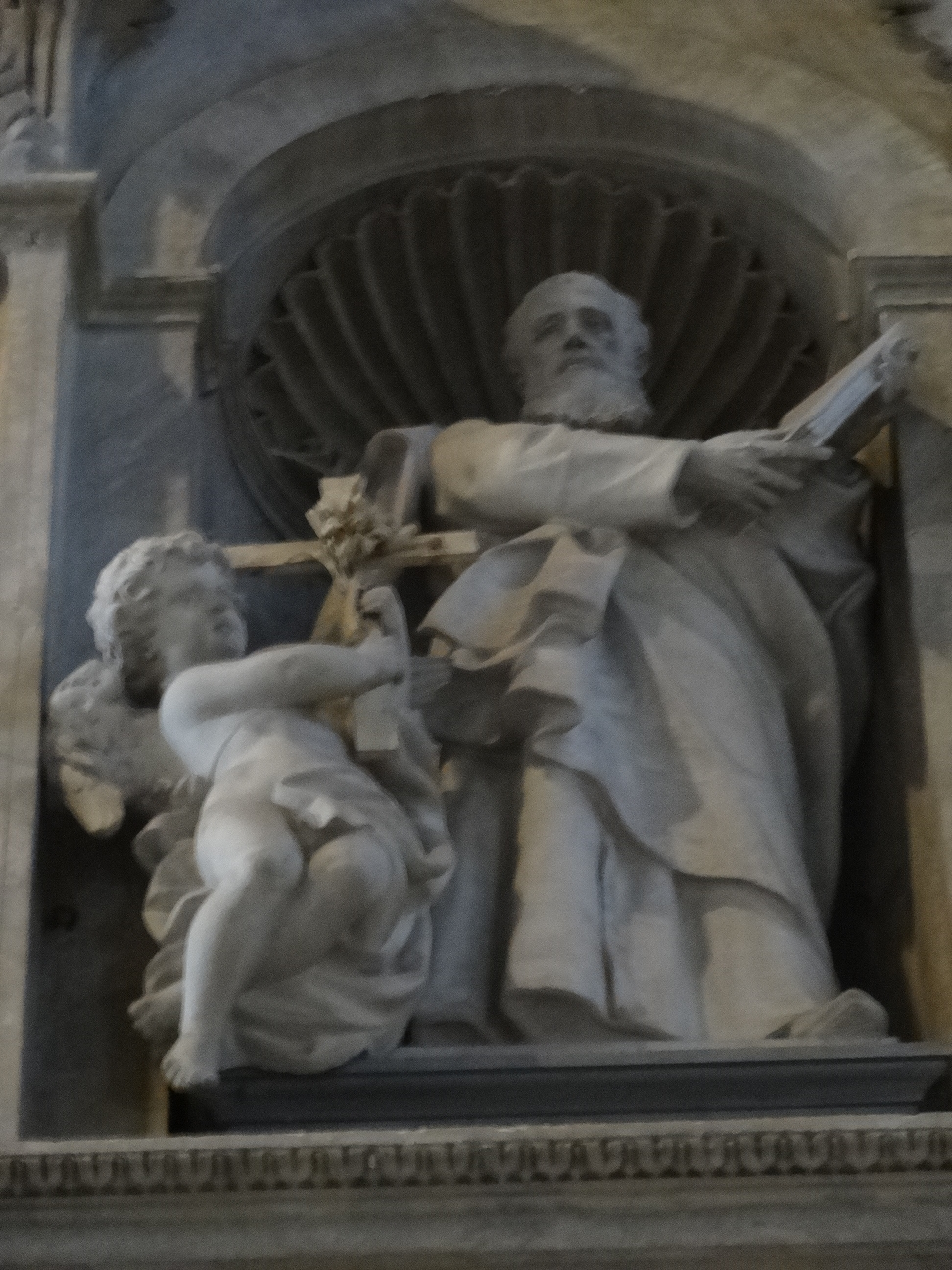
San Pietro Fourier

Le acquasantiere, alte quasi due metri, furono realizzate tra il 1722 e il 1725 su disegno di Agostino Cornacchini. Constano di due conche in giallo di Siena, opera di Giuseppe Lironi, e due coppie di putti di Francesco Moderati e Giovanni Battista de Rossi.

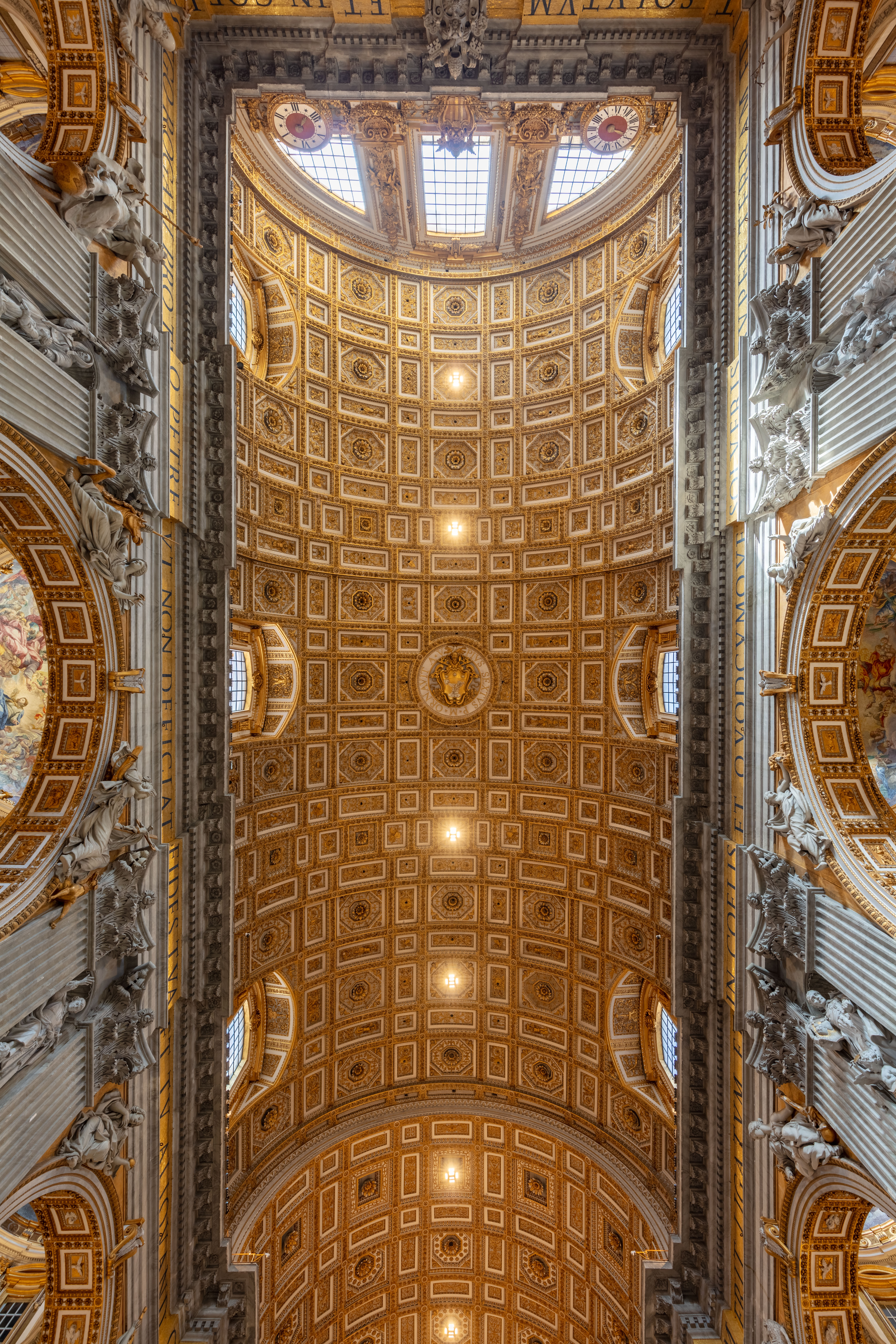
Soffitto della basilica
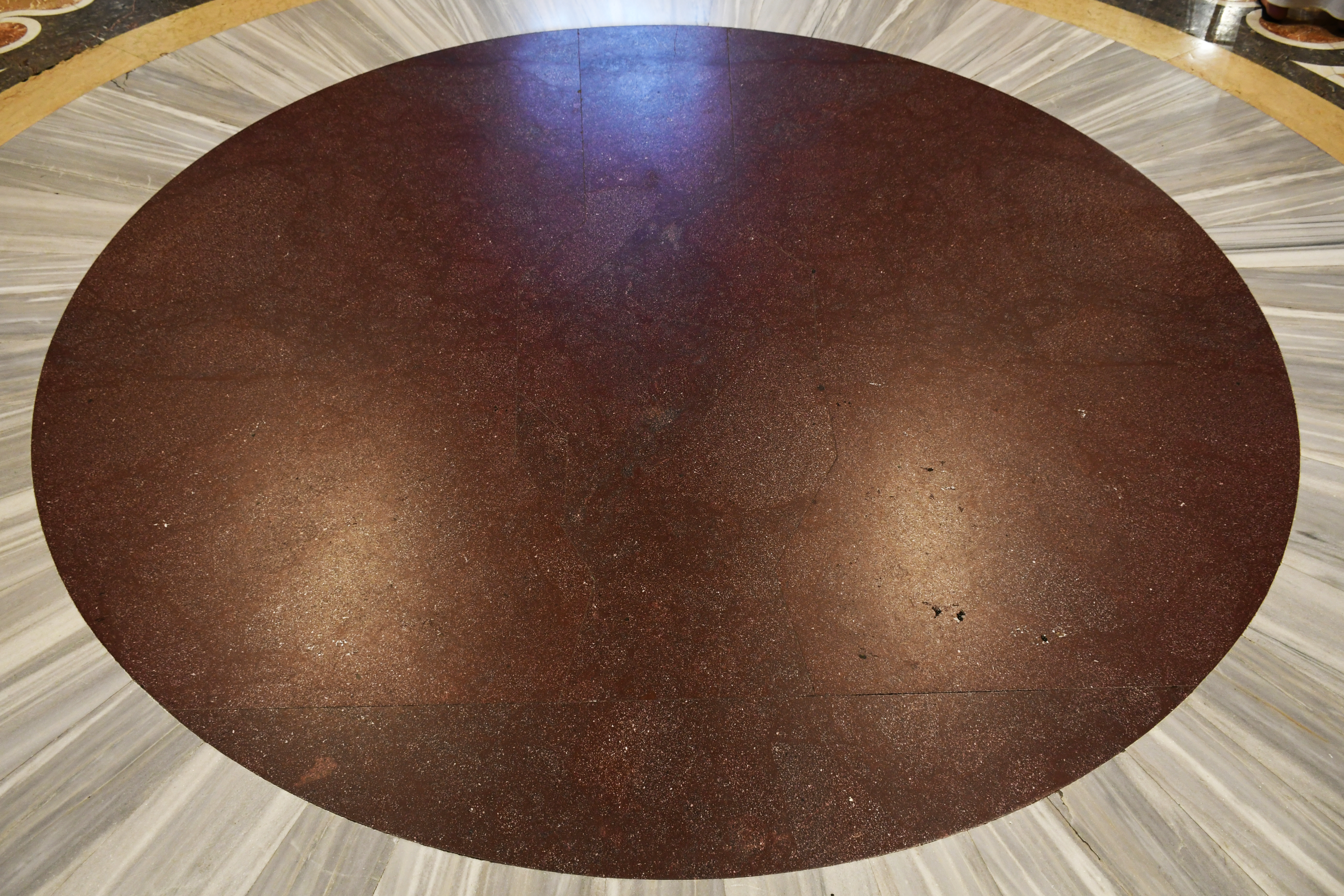
La Rota Porphyretica
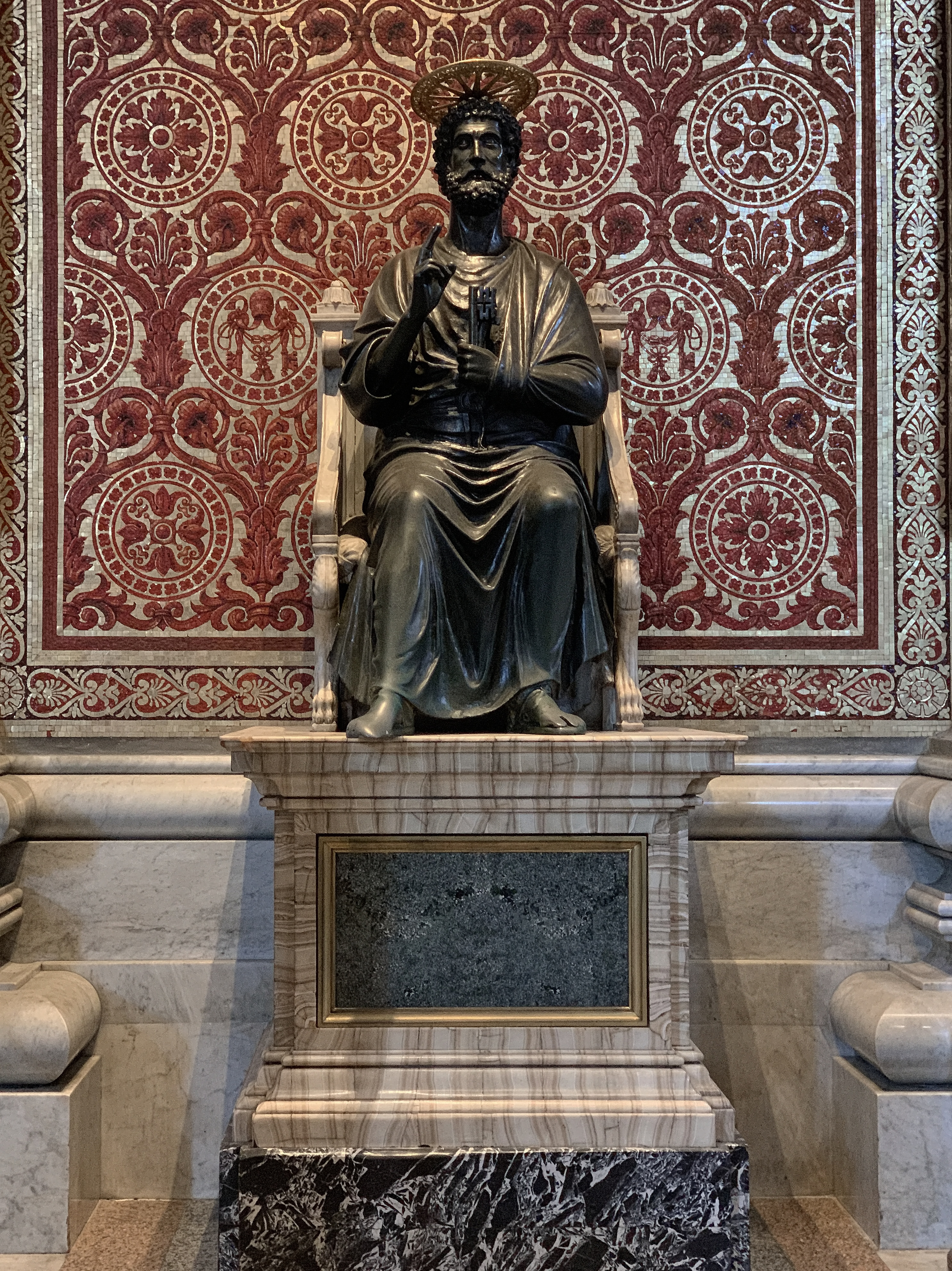
statua bronzea di san Pietro
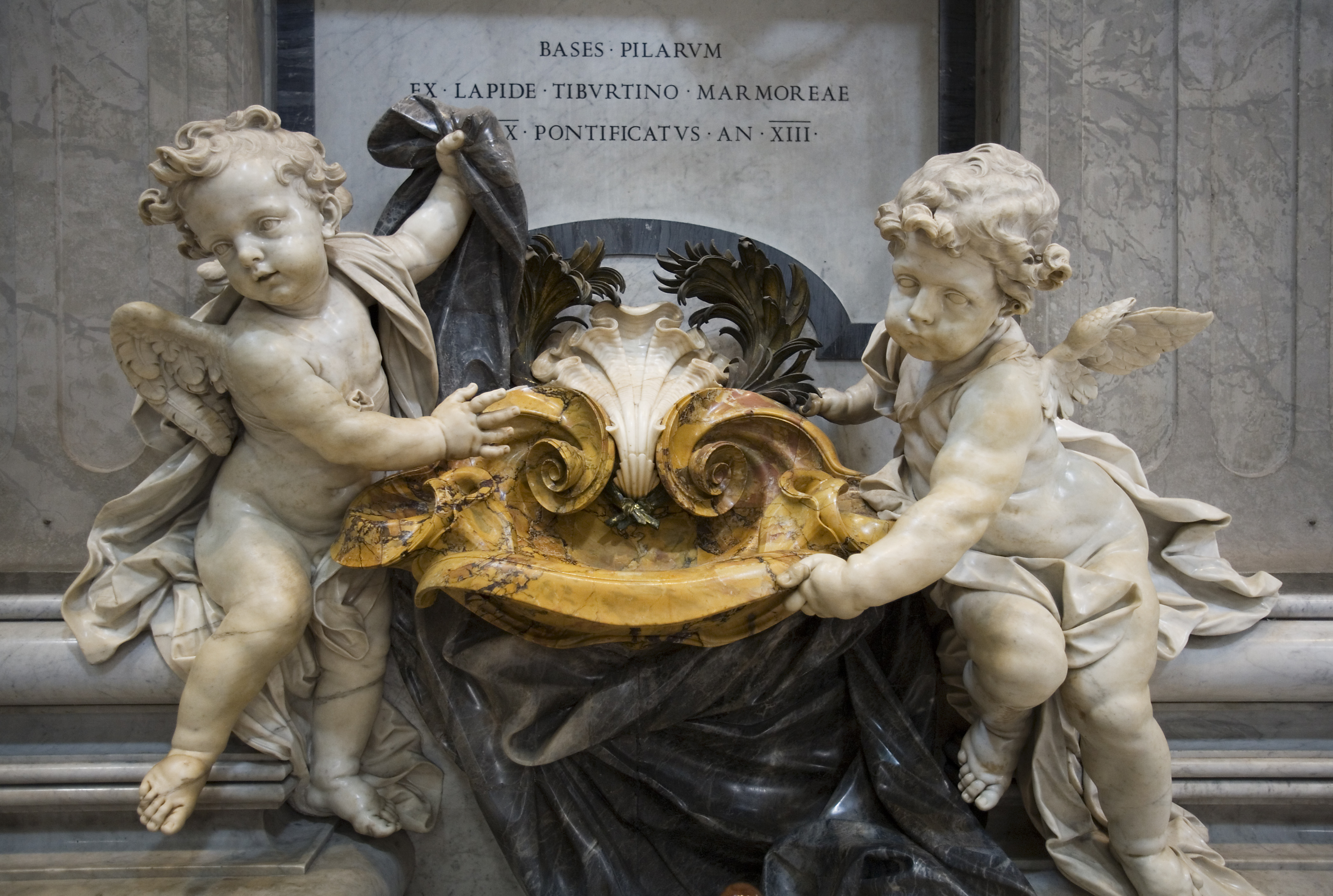
Acquasantiera
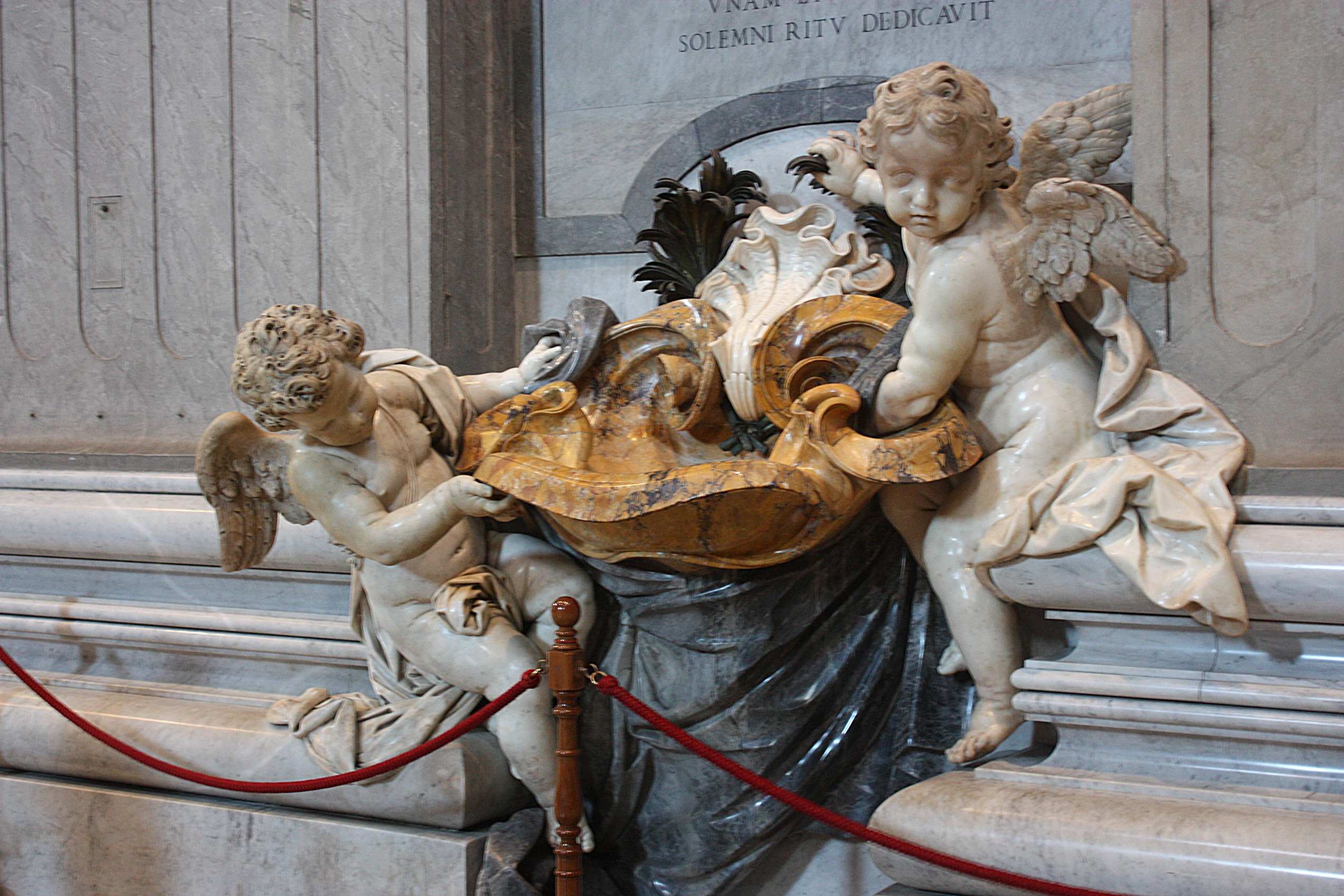
Acquasantiera

### La navata destra

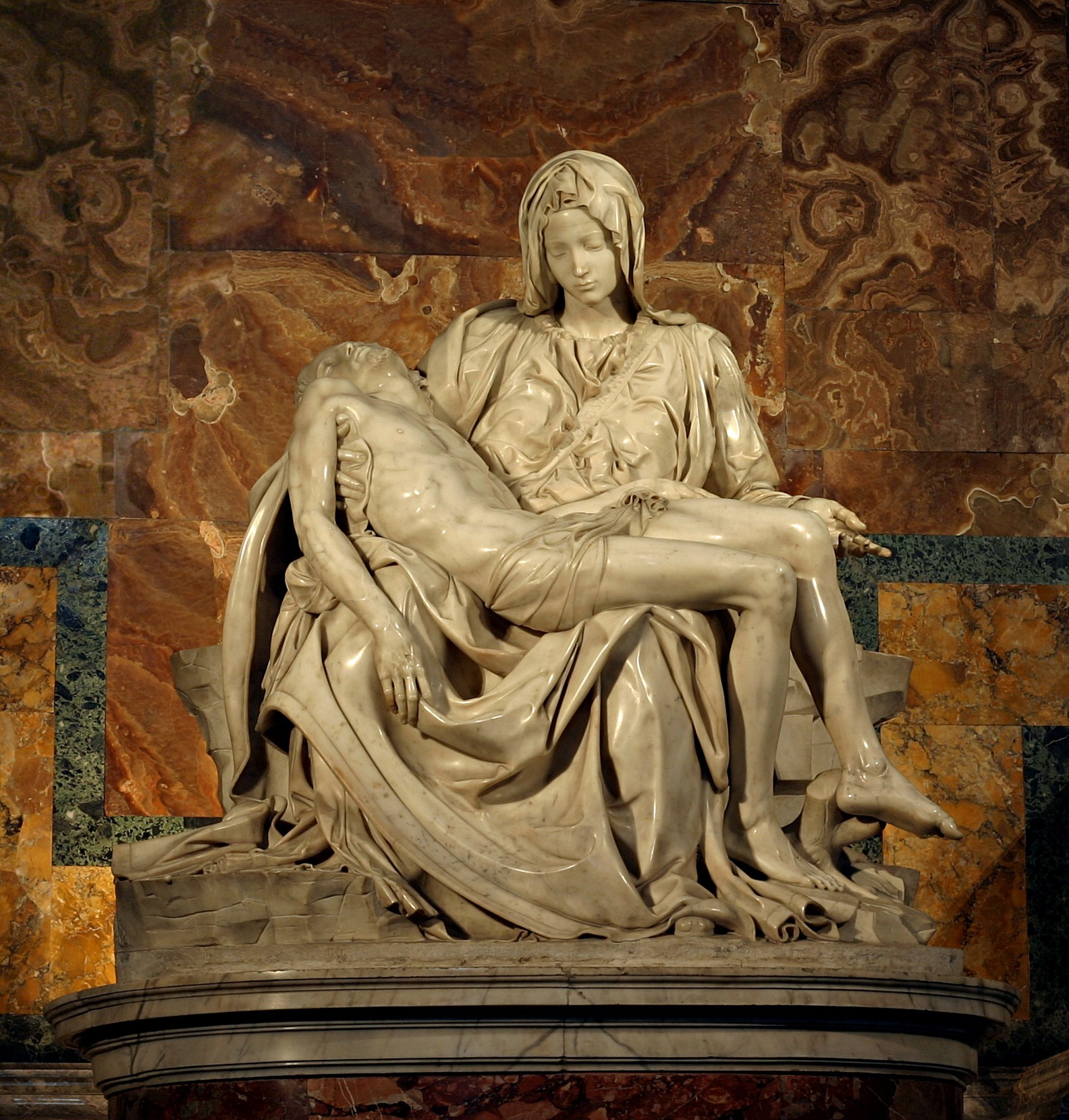
La Pietà di Michelangelo

Nella prima cappella a destra (n. 9) è collocata la celebre Pietà di Michelangelo, opera degli anni giovanili del maestro (1499) e che colpisce per l'armonia e il candore delle superfici; la scultura è protetta da una teca di cristallo a seguito dei danneggiamenti subiti nel 1972, quando un folle vi si avventò contro, colpendola in più punti con un martello.
Oltrepassati il monumento a Leone XII (1835-36) e il seicentesco monumento a Cristina di Svezia, rispettivamente di Giuseppe Fabris e Carlo Fontana (n. 10, 11), segue quindi la Cappella di San Sebastiano (n. 13), dove è collocato il grande mosaico del Martirio di san Sebastiano, realizzato sulla base di un dipinto del Domenichino da Pier Paolo Cristofari; nella cappella, coperta da una volta decorata con mosaici di Pietro da Cortona, sono conservati anche i monumenti realizzati nel corso del Novecento per Pio XI (Francesco Nagni, 1949, n. 12) e Pio XII (Francesco Messina, 1964, 14). Nell'altare della cappella è collocata la tomba di san Giovanni Paolo II, ivi posta dopo l'esposizione in occasione della Beatificazione.
Procedendo oltre, si trovano i monumenti a Innocenzo XII (di Filippo della Valle, 1746, n. 15) e a Matilde di Canossa (di Gian Lorenzo Bernini, 1633-37, n. 16), che precedono l'ingresso alla Cappella del Santissimo Sacramento (n. 17), schermata da una cancellata ideata da Francesco Borromini. La cappella fu progettata da Carlo Maderno per raccordare la basilica michelangiolesca con il corpo longitudinale seicentesco. All'interno si trova il tabernacolo del Santissimo Sacramento, realizzato in bronzo dorato da Gian Lorenzo Bernini nel 1674, prendendo a modello il tempietto bramantesco di San Pietro in Montorio. La pala d'altare, raffigurante la Trinità, è opera di Pietro da Cortona. All'esterno, la cappella, caratterizzata da un soffitto più basso rispetto al corpo della basilica, è chiusa da un alto attico, così da celare, a una vista dal basso, la differenza di quota della copertura. Nella cappella del Santissimo Sacramento avveniva il rituale del "bacio del piede" della salma del papa defunto, vale a dire l'ostensione ai fedeli delle spoglie mortali dei pontefici defunti, prima delle esequie. Tale prassi sarà interrotta da Pio XII, per il quale l'ostensione avvenne nella navata centrale.
Due monumenti, rispettivamente a Gregorio XIII (Camillo Rusconi, 1723, n. 18) e a Gregorio XIV (n. 19), chiudono la navata destra prima dell'ambulacro che corre intorno alla cupola.

### La navata sinistra

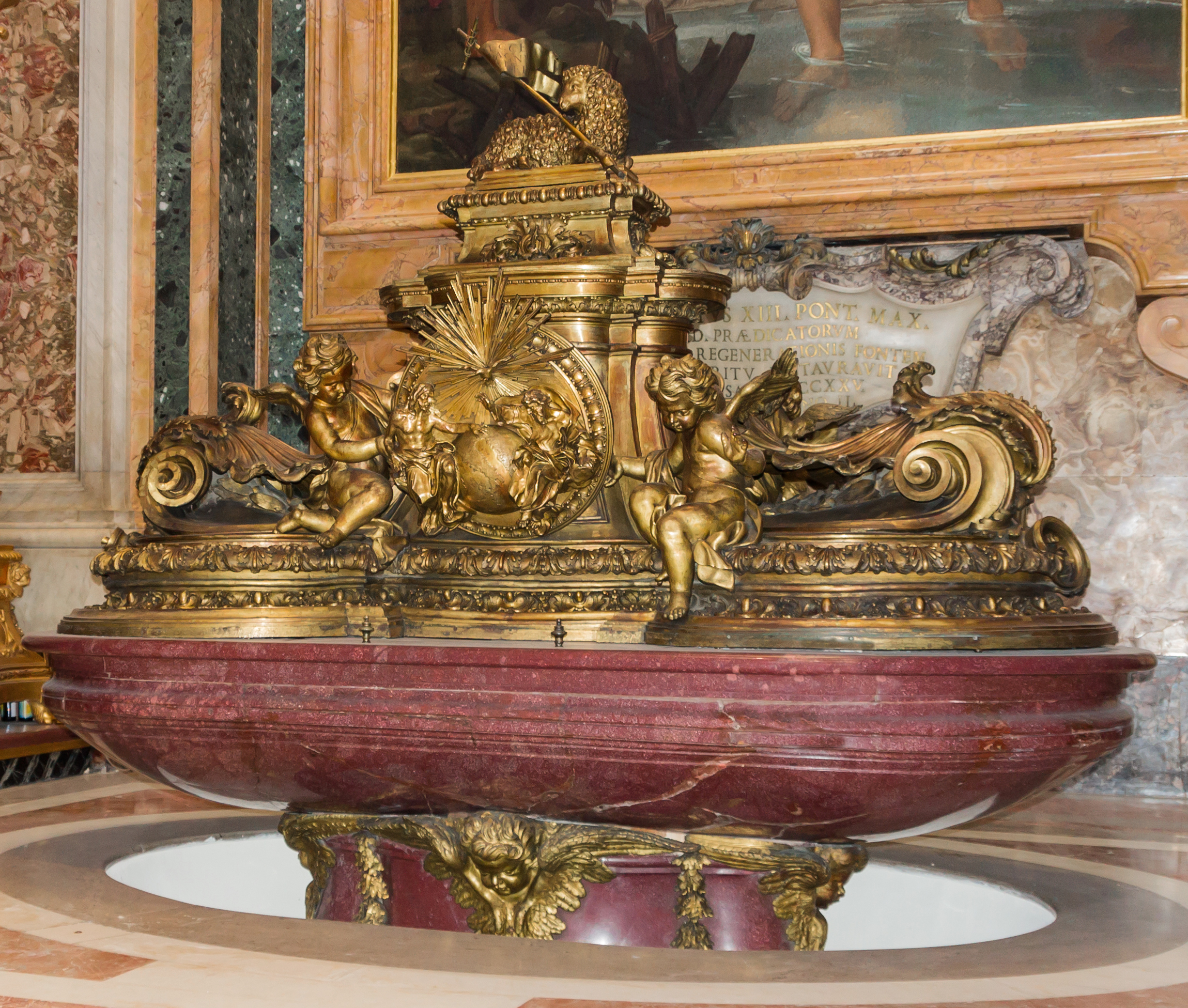
Coperchio del sarcofago dell'imperatore Adriano trasformato in fonte battesimale

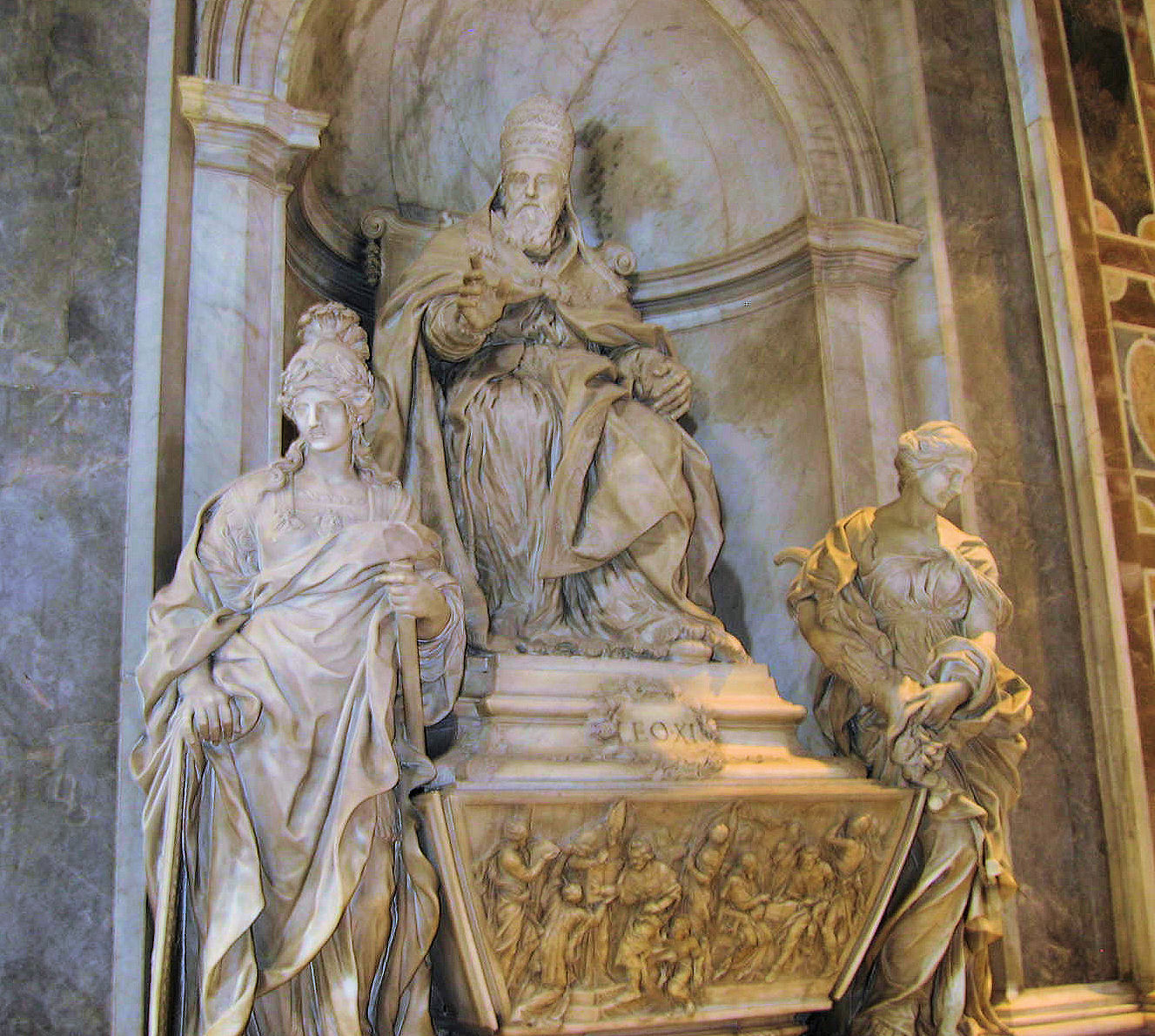
Alessandro Algardi, tomba di Leone XI

La navata si apre con la Cappella del Battesimo (n. 71), progettata da Carlo Fontana e decorata con mosaici del Baciccio completati poi da Francesco Trevisani; il mosaico che troneggia dietro l'altare fu composto a imitazione di un dipinto di Carlo Maratta, ora collocato nella basilica di Santa Maria degli Angeli e dei Martiri. Al centro si trova il coperchio del sarcofago dell'imperatore Adriano in porfido rosso trasformato in fonte battesimale nel 1698 da Carlo Fontana.
Subito oltre è situata la tomba di Maria Clementina Sobieska (Pietro Bracci, 1742, n. 70) e quindi il Monumento agli Stuart (Antonio Canova, 1829, n. 69).
Nell'adiacente Cappella della Presentazione (n. 67) è conservato il corpo di Pio X, mentre lungo le pareti sono sistemati i monumenti a Giovanni XXIII (Emilio Greco, 1967, n. 66) e Benedetto XV (Pietro Canonica, 1928, n. 68).
Nello spazio delimitato dal pilastro della navata si trovano quindi il monumento a Pio X (1923, n. 65), progettato da Florestano Di Fausto e realizzato da Pier Enrico Astorri, e la tomba di Innocenzo VIII (n. 64), eseguita da Antonio del Pollaiolo (XV secolo).
Un'altra cancellata del Borromini delimita la Cappella del Coro (n. 63), speculare proprio a quella del Santissimo Sacramento, di cui riprende anche la suddetta configurazione esterna.
In corrispondenza dell'ultimo pilastro che precede l'ambulacro sono situati i monumenti a Leone XI (Alessandro Algardi, 1644, n. 61) e a papa Innocenzo XI (n. 60).

### L'ambulacro

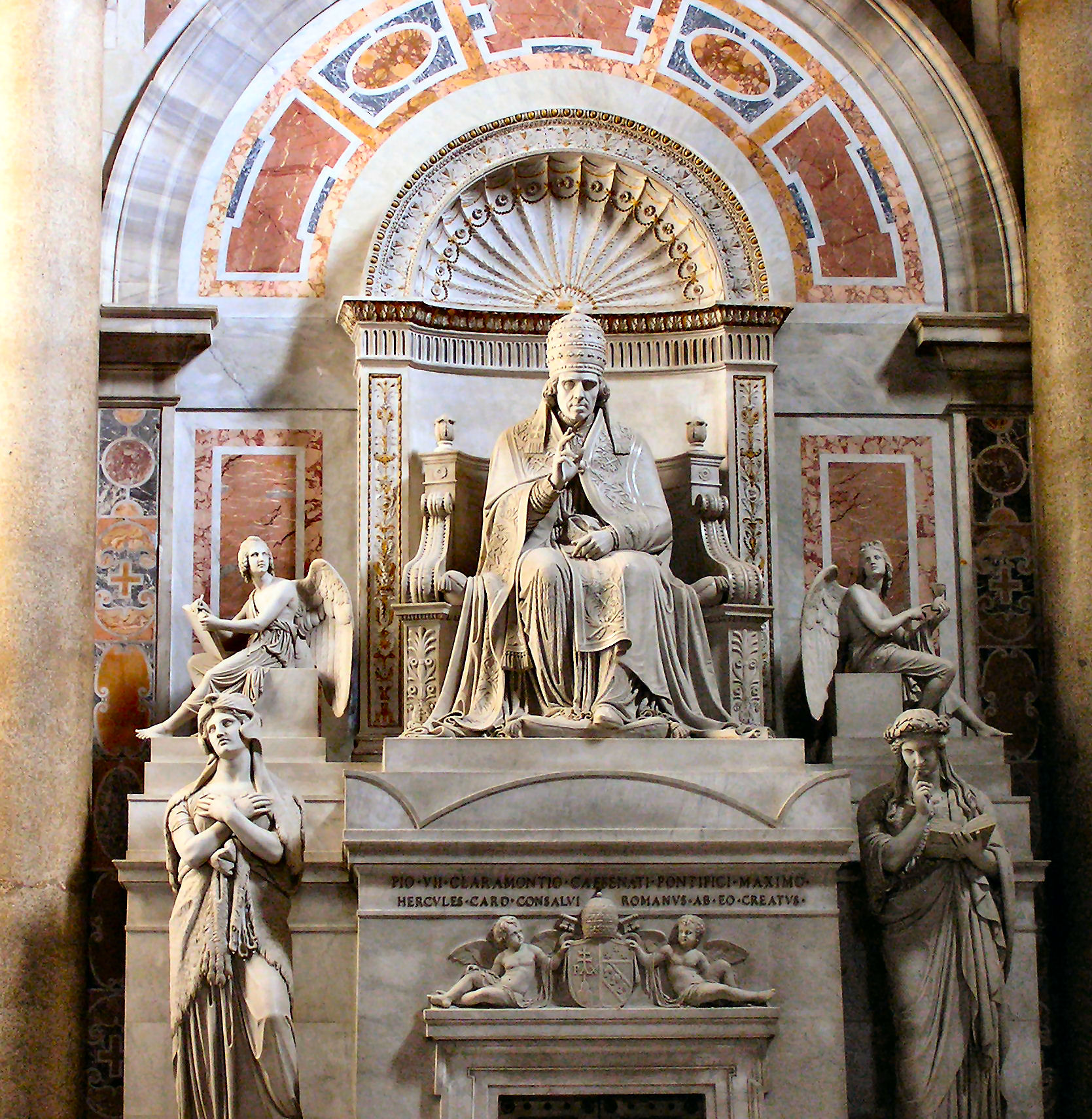
Bertel Thorvaldsen, monumento a Pio VII

L'ambulacro, ovvero lo spazio che circonda i quattro pilastri che sorreggono la cupola, introduce verso il cuore della basilica così come l'aveva pensata Michelangelo Buonarroti.
Sul pilastro posto in corrispondenza con la navata destra si erge l'altare di San Girolamo (n. 20), con la tomba di papa Giovanni XXIII posta alla base di un grande mosaico riproducente un dipinto del Domenichino.
La cappella compresa tra quella del Santissimo Sacramento e il transetto è quella Gregoriana (n. 21). Essa è chiusa da una cupola incastonata all'interno della cortina muraria della basilica, ma all'esterno è sormontata da una delle due cupole ornamentali che circondano quella maggiore. Qui è situata la tomba di Gregorio XVI (Luigi Amici, 1848-57, n. 22). La parete nord è delimitata dall'altare della Madonna del Soccorso (n. 23), accanto al quale si trovano la tomba di Benedetto XIV (n. 25) e l'altare di san Basilio (n. 24), impreziosito da un mosaico settecentesco.
Oltrepassando il transetto si trova il monumento a Clemente XIII (Antonio Canova (1787-92, n. 31), di fronte al quale è posto l'altare della Navicella (n. 32). Seguono gli altari di San Michele Arcangelo (n. 33), Santa Petronilla (n. 34) e San Pietro che risuscita Tabita (n. 36); la parete ovest ospita il monumento a Clemente X, opera tardoseicentesca di Mattia de Rossi (n. 35).

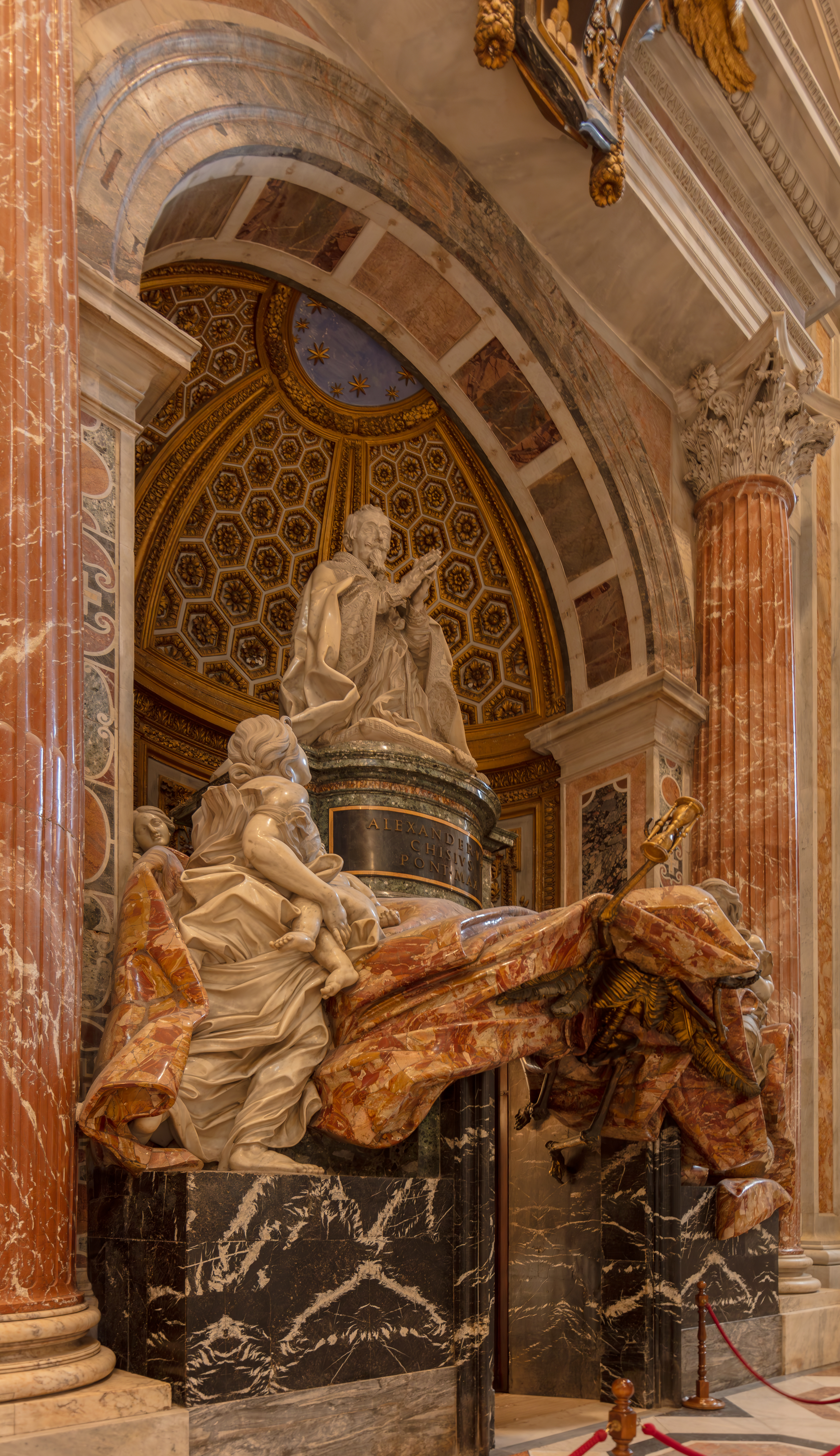
Tomba di Alessandro VII

Il lato sud dell'ambulacro è caratterizzato da una riproduzione in mosaico della celebre Trasfigurazione di Raffaello Sanzio, collocata sul pilastro posto a chiusura della navata sinistra (n. 59). L'adiacente cappella, analoga alla Gregoriana, è detta Clementina (n. 58), e qui riposano i resti di Gregorio Magno (n. 56) e Pio VII (n. 57, di Bertel Thorvaldsen, 1831, unico artista non cattolico ad aver lavorato per la basilica). L'altare della Bugia (n. 55), ornato ancora con un mosaico settecentesco, si trova dinnanzi al monumento a Pio VIII (Pietro Tenerani, 1866, n. 54); da qui, un corridoio conduce alla grande Sacrestia della basilica vaticana, posta all'esterno della chiesa stessa.
Invece, oltrepassato il transetto meridionale, si osserva il monumento a papa Alessandro VII, notevole opera di Gian Lorenzo Bernini (n. 47), in cui il papa è mostrato assorto in preghiera, con la morte, raffigurata da uno scheletro che sorregge una clessidra, che precede una porta, il simbolico passaggio verso l'aldilà.
Seguono l'altare del Sacro Cuore di Gesù (n. 48, con il suo mosaico risalente solo agli anni trenta del XX secolo) e quindi la Cappella della Vergine della Colonna (n. 44), ove si trovano l'omonimo altare e quello dedicato a san Leone Magno (n. 45), con una grandiosa pala d'altare marmorea di Alessandro Algardi (1645–1653) L'ambulacro si chiude con il settecentesco altare di San Pietro che guarisce un paralitico (n. 43) e il monumento a papa Alessandro VIII (n. 42).

### Il transetto
Il transetto settentrionale, verso i Palazzi Vaticani, fu costruito su progetto di Michelangelo Buonarroti, che eliminò il deambulatorio previsto dai suoi predecessori, murando gli accessi al corridoio esterno, non realizzato, e ricavandovi alcune nicchie sormontate da ampi finestroni rettangolari. Le nicchie ospitano tre altari, dedicati a san Venceslao (n. 27), sant'Erasmo (n. 29) e, al centro, ai santi Processo e Martiniano (n. 28).
Il transetto meridionale, analogo al precedente, è caratterizzato da altrettanti altari, intitolati a san Giuseppe (al centro, n. 51), alla crocefissione di Pietro (n. 52) e a san Tommaso (n. 50).

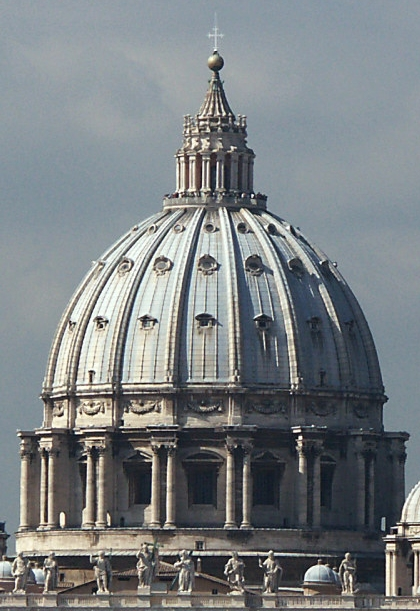
La cupola di Michelangelo vista dall'esterno della basilica

Lungo il transetto, nelle nicchie ricavate nei pilastri, sono collocate statue di santi; nel transetto destro: San Giuseppe Calasanzio (1755), San Bonfiglio Monaldi (1906), San Bruno (1744) e San Paolo della Croce (1876) nella parte nord e San Girolamo Emiliani (1756), Santa Giovanna Antida Thouret (1949), San Gaetano Thiene (1738) e Santa Francesca Saverio Cabrini (1947) nella parte sud; nel transetto sinistro: San Norberto (1767), San Guglielmo da Vercelli (1878), Santa Giuliana Falconieri (1740) e Sant'Angela Merici (1866) nella parte nord e San Pietro Nolasco (1742), Santa Maria di Sant'Eufrasia Pelletier (1940), San Giovanni di Dio (1745) e Santa Luisa di Marillac (1954) nella parte sud.

### La cupola
Con oltre 133 metri di altezza, 41,50 metri di diametro interno (di poco inferiore però a quello del Pantheon di Roma), 58,90 di diametro massimo esterno e 551 scalini dalla base dell'opera fino alla lanterna, la cupola è l'emblema della stessa basilica e uno dei simboli dell'intera città di Roma.

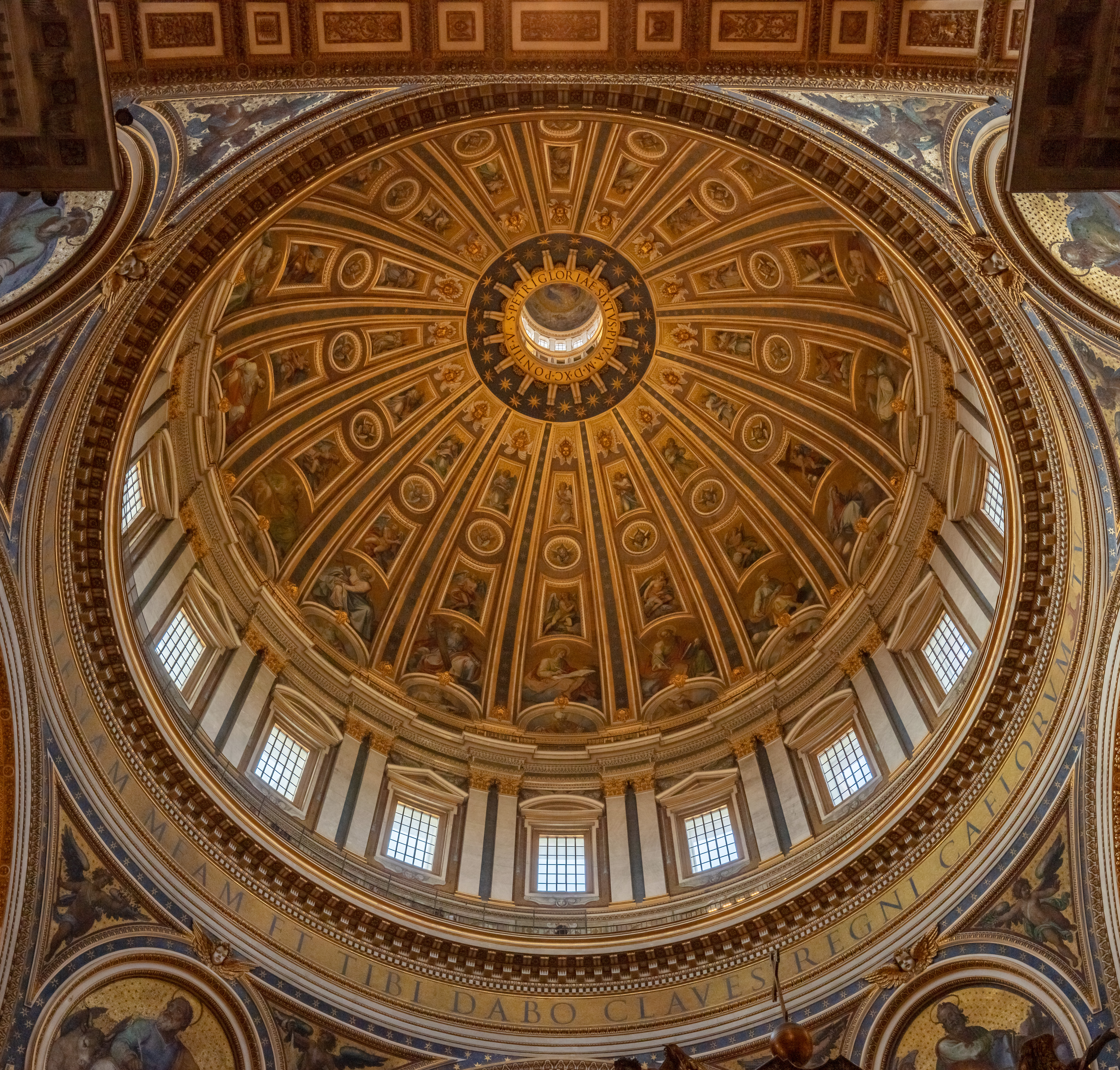
La cupola di Michelangelo vista dall'interno della basilica

Poggia su un alto tamburo (costruito sotto la direzione di Michelangelo), definito all'esterno da una teoria di colonne binate e aperto da sedici finestroni rettangolari, separati da altrettanti costoloni. Quattro immensi pilastri, di 71 metri di perimetro, sorreggono l'intera struttura, il cui peso è stimato in 14 000 tonnellate.
Come detto, la cupola fu costruita in soli due anni da Giacomo Della Porta, seguendo i disegni di Michelangelo, il quale però forse aveva previsto una cupola perfettamente sferica, almeno secondo quanto attestato dalle incisioni di Stefano Dupérac pubblicate poco dopo la morte dell'artista. Neanche il modello ligneo della cupola, conservato all'interno della basilica, aiuta a rivelare le vere intenzioni di Michelangelo. Il modello fu realizzato tra il 1558 e il 1561, quando i lavori del tamburo erano già stati cominciati, ma fu successivamente modificato e presenta alcune sostanziali differenze nella concezione della calotta e degli altri dettagli ornamentali. Del resto, Michelangelo si era riservato per sé il diritto di apportare modifiche alla struttura dell'intera basilica, per la quale non è giunto sino a noi nessun progetto definitivo, quindi la presenza di un modello non era da considerarsi strettamente vincolante ai fini della realizzazione dell'opera. Lo dimostrano, ad esempio, i timpani dei sedici finestroni che segnano il perimetro del tamburo: nel modello sono tutti di forma triangolare, mentre nella cupola vera e propria presentano forme curve e triangolari alternate.
In ogni caso, l'attuale configurazione della cupola si deve a Della Porta, che per prevenire dissesti strutturali la realizzò, tra il 1588 e il 1593, a sesto rialzato, circa 7 metri più alta rispetto a quella michelangiolesca, e cinse la base con catene di ferro. Ciò nonostante, nel corso dei secoli, a causa del manifestarsi di pericolose lesioni, soprattutto nel tamburo, si resero necessari altri interventi di consolidamento, a opera dell'ingegnere Giovanni Poleni, con l'inserimento nella struttura del tamburo e della cupola di altre catene.
Dal punto di vista strutturale è costituita da due calotte sovrapposte, secondo quanto già realizzato a Firenze dal Brunelleschi: la calotta interna, più spessa, è quella portante, mentre quella esterna, rivestita in lastre di piombo ed esposta agli agenti atmosferici, è di protezione alla prima. Ottocento uomini lavorarono al completamento della cupola che, nel 1593, fu chiusa con la svettante lanterna dotata di colonne binate.

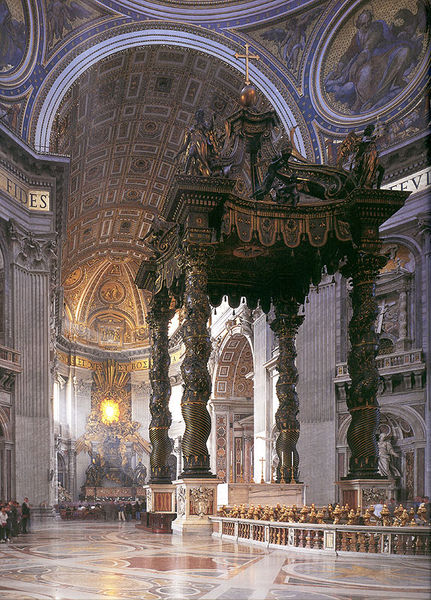
Il Baldacchino di San Pietro di G.L. Bernini

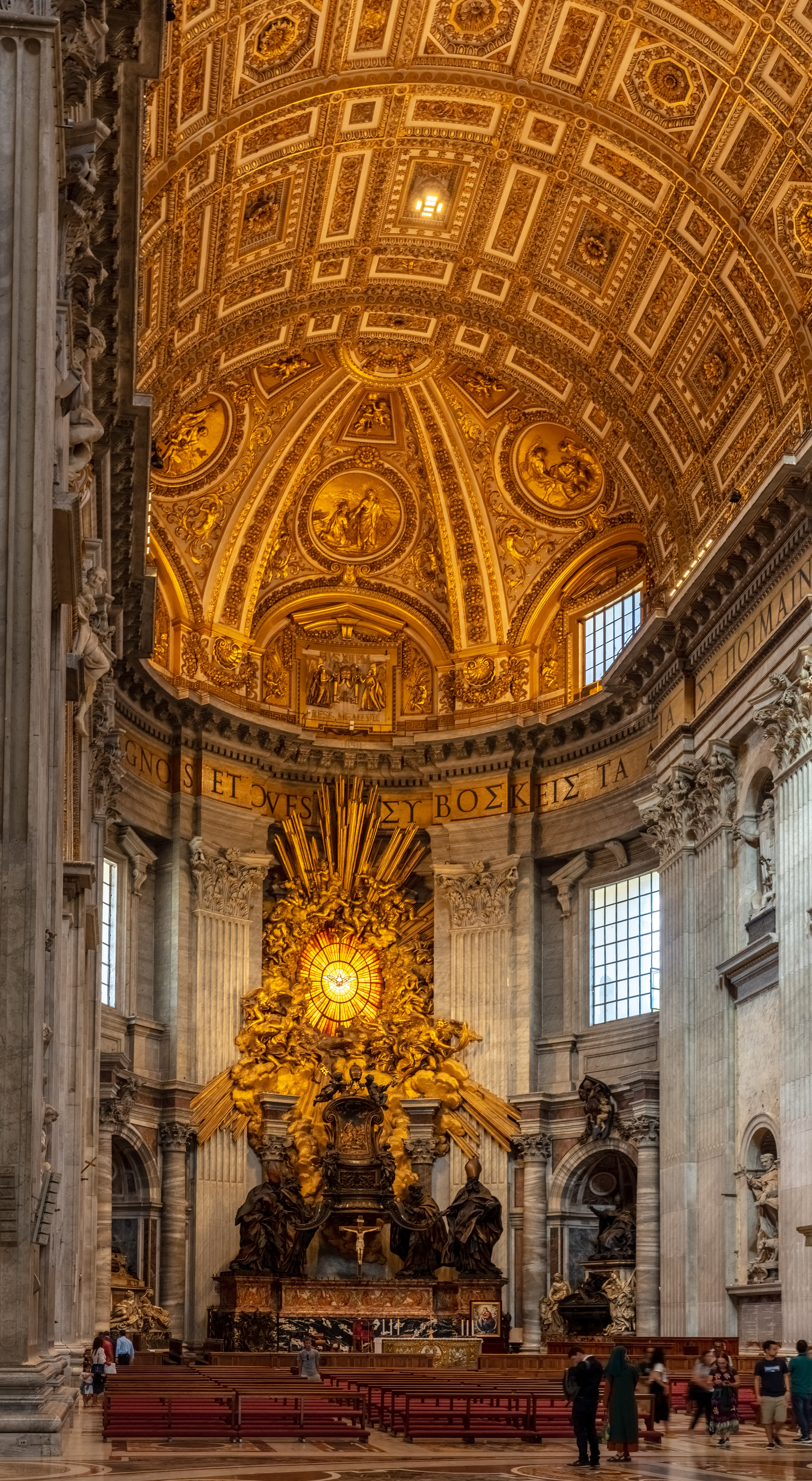
Cattedra di San Pietro

Secondo l'incisione di Dupérac, altre quattro cupole minori, puramente ornamentali, avrebbero dovuto sorgere attorno alla maggiore per esaltarne la centralità, tuttavia furono portate a termine solo quelle sovrastanti le cappelle Gregoriana e Clementina.
La decorazione interna fu realizzata secondo la tecnica del mosaico, come la maggior parte delle raffigurazioni presenti in basilica: eseguita dai citati Cavalier d'Arpino e Giovanni De Vecchi per volontà di papa Clemente VIII, presenta scene col Cristo, gli apostoli e busti di papi e santi. La scalinata che permette di salire in cima alla cupola ha un particolare disegno a listoni a sbalzo ed è realizzata in cotto ferentinate.

### L'altare papale
Lo spazio sottostante la cupola è segnato dal monumentale Baldacchino di San Pietro (n. 82), ideato dal genio di Gian Lorenzo Bernini e innalzato tra il 1624 e il 1633. Realizzato col bronzo prelevato dal Pantheon, è alto quasi 30 metri ed è sorretto da quattro colonne tortili a imitazione del Tempio di Salomone e del ciborio della vecchia basilica costantiniana, le cui colonne erano state recuperate e inserite come ornamento nei pilastri della cupola michelangiolesca. Al centro, all'ombra del Baldacchino, avvolto dall'immenso spazio della cupola, sorge l'Altare papale, detto di Clemente VIII (che lo consacrò nel 1594), collocato sulla verticale esatta del Sepolcro di San Pietro.
Lungo i quattro immensi pilastri che circondano l'invaso della cupola si trovano le sculture ordinate da Urbano VIII: sono San Longino (n. 88) di Gian Lorenzo Bernini (1639), Sant'Elena (n. 84) realizzata da Andrea Bolgi nel 1646, Santa Veronica (n. 80) di Francesco Mochi (1632), e infine Sant'Andrea (n. 76) di François Duquesnoy (1640).

### Il coro
La struttura del coro è analoga a quella del transetto ed è dominata, al centro della parete che chiude la basilica, la Cattedra di San Pietro (n. 39), un monumentale reliquiario opera di Gian Lorenzo Bernini e contenente la cattedra dell'epoca paleocristiana, sorretta dalle statue dei quattro Padri della Chiesa e illuminata dalla sfolgorante apparizione della colomba.
A sinistra della cattedra si trova il monumento a Paolo III, realizzato da Guglielmo Della Porta (n. 40). Alla destra invece sorge il Sepolcro di Urbano VIII (n. 38), eseguito ancora dal Bernini, che vi lavorò a partire dal 1627: il complesso è dominato dalla statua del papa in atto di benedire, con ai lati del sarcofago le figure allegoriche della Carità e della Giustizia. Al centro uno scheletro scrive l'epitaffio.
Sui pilastri sono collocate le statue di Sant'Elia (1727), San Francesco di Sales (1845), San Domenico (1706) e San Francesco Caracciolo (1834) sul lato destro, San Benedetto da Norcia (1735), Santa Francesca Romana (1850), San Francesco d'Assisi (1727) e Sant'Alfonso Maria de' Liguori (1839) sul lato sinistro.

### Le Grotte Vaticane e i livelli inferiori

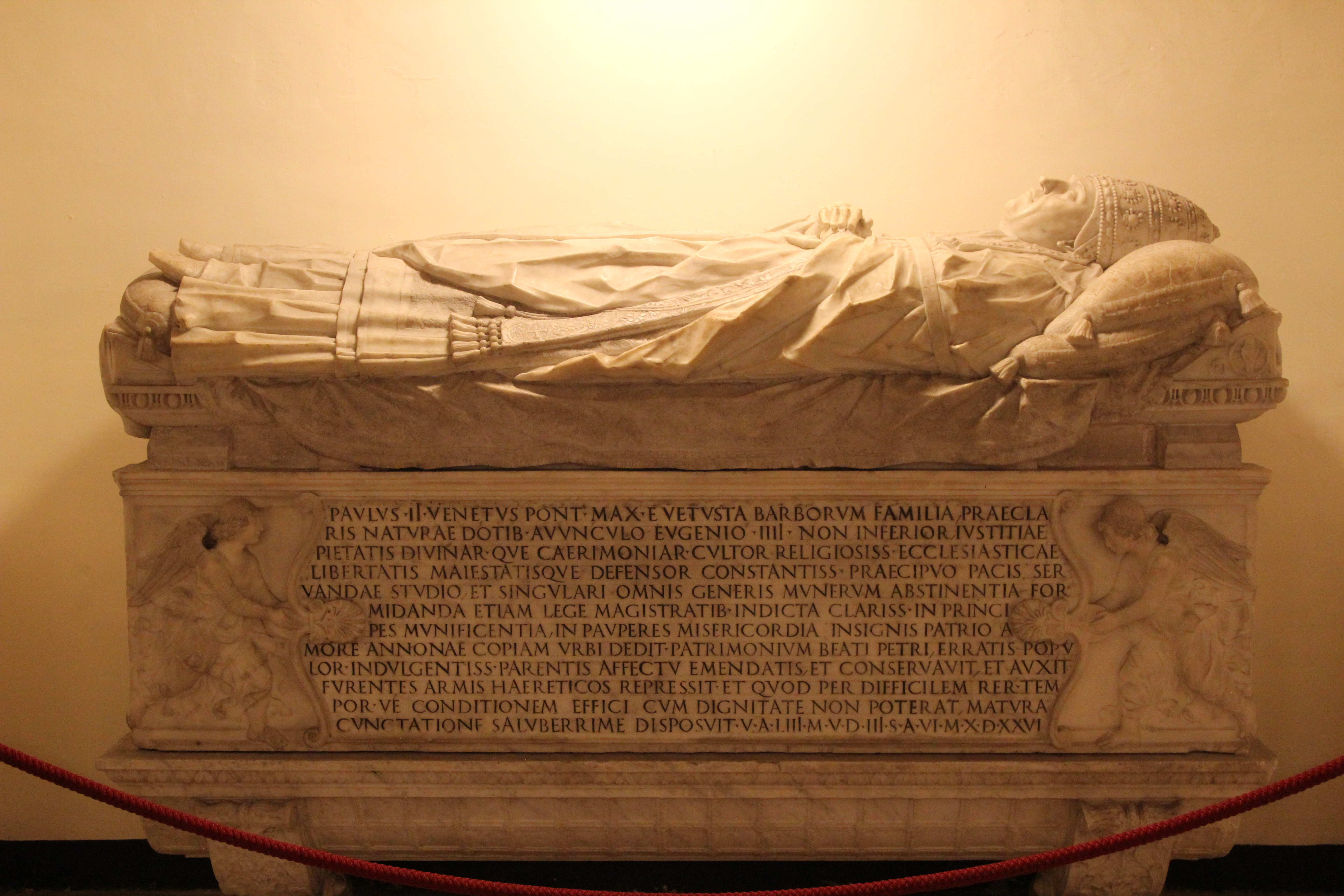
Tomba di Paolo II

Dall'alto verso il basso, si riconoscono in San Pietro quattro livelli:
- l'attuale piano di calpestio (pavimento) della basilica;
- il piano inferiore occupato dalle Grotte Vaticane;
- il piano di calpestio, ormai obliterato, della primitiva basilica costantiniana;
- l'antico piano di campagna, ottenuto da Costantino mediante sbancamento e riempimento della pendenza originaria del Colle Vaticano.

Le cosiddette Grotte Vaticane, ricavate nel dislivello tra la nuova e la vecchia basilica e attraversate dalle fondazioni di sostegno delle strutture superiori, hanno forma di una chiesa sotterranea a tre navate, e sono usate per luogo di sepoltura di molti pontefici. Dal piano della basilica superiore, proprio di fronte all'altare papale che è sovrastato dal Baldacchino del Bernini, scende al piano inferiore una doppia scalinata, recinta da un'elegante balaustra sulla quale ardono 99 lampade votive. Ci si trova così nella cosiddetta Confessione di San Pietro (n. 65), opera di Carlo Maderno. Qui si trova la nicchia dei pallii, splendente per il mosaico del Cristo Pantocratore. Sotto l'icona, la preziosa cassetta contiene i pallii (ossia stole di lana con ricami di croci) che il papa conferisce ai neoeletti vescovi metropoliti per segnare il loro legame con lo stesso apostolo. Dietro la cassetta, si vede un residuo della parete marmorea del sepolcro eretto dall'imperatore Costantino per il Principe degli Apostoli. Infatti sul fondo della nicchia dei Pallii si apre la botola bronzea (cataracta o billicus confessionis) che, fin dalla costruzione della prima basilica, dava accesso alla sepoltura di Pietro. Normalmente si scende alle Grotte non dalla scalinata centrale, ma da scale a chiocciola ricavate nello spessore dei quattro pilastri che sorreggono la cupola. Nelle ore di maggiore affluenza, l'accesso avviene dall'esterno, lungo il fianco destro della basilica.
Papa Pio XII, appena eletto (1939), promosse la ricerca archeologica con i nuovi scavi, che nell'arco di dieci anni, dapprima, riportarono alla luce il pavimento dell'antica basilica costantiniana e, successivamente, i resti di una necropoli romana, che occupava il pendio del colle Vaticano, e che fu interrata (come solo l'imperatore poteva ordinare) dai costruttori della prima basilica. La presenza di questo spazio cimiteriale confermerebbe così la convinzione che il luogo di sepoltura di San Pietro si trovasse proprio nel luogo in cui gli fu eretto dapprima un sepolcro e poi la basilica.
A seguito della campagna di scavi, nel 1953 furono rinvenute alcune ossa avvolte in un prezioso panno di porpora; esse provenivano con attendibilità da un loculo della stessa necropoli in cui si riconosceva una scritta incompleta in greco con il nome di Pietro. Questo ritrovamento dette al papa Paolo VI la convinzione che doveva trattarsi con ogni probabilità dei resti del corpo di san Pietro; i resti furono quindi ricollocati nella posizione sotterranea originaria, la quale corrisponde esattamente alla verticale dei tre successivi altari papali, del baldacchino bronzeo che li sovrasta, e della cupola che tutti li avvolge.

### Le sale ottagone e i livelli superiori

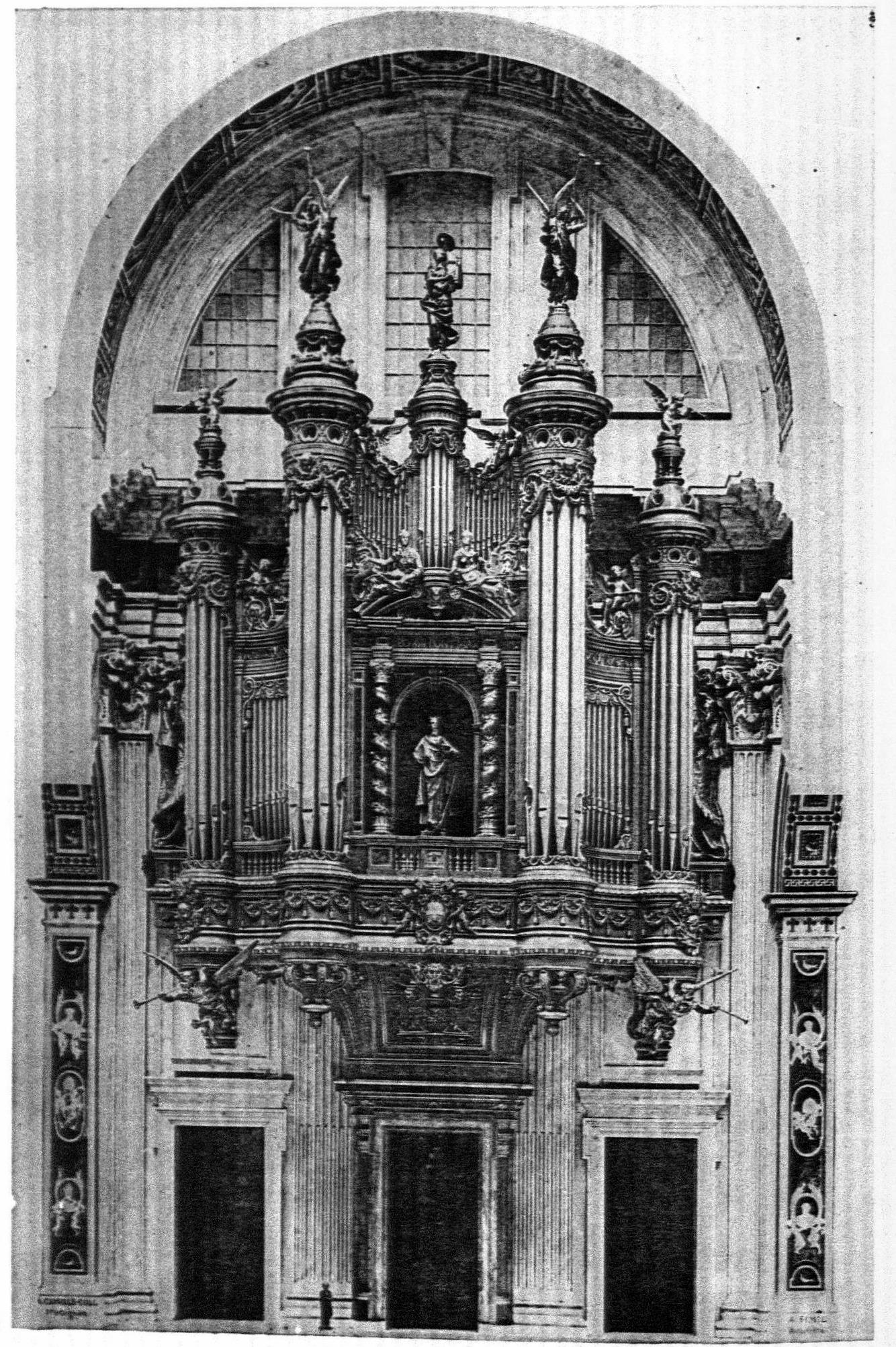
Modello dell'organo di Aristide Cavaillé-Coll

Nello spazio compreso tra le volte delle navate minori e il tetto si aprono una serie di vasti locali. Quelli situati sulla verticale del nucleo cinquecentesco sono a pianta ottagonale e gravitano al di sopra degli archi che separano l'ambulacro dalla navata principale. Sono denominati: ottagono di Sant'Andrea, di Simon Mago (oggi altare del Sacro Cuore), dello Storpio, della Navicella, di San Basilio, di San Girolamo, di San Sebastiano e della Trasfigurazione.
Furono realizzati sotto la direzione di Antonio da Sangallo il Giovane, ma un disegno conservato alla Galleria degli Uffizi di Firenze lascia supporre la presenza sul cantiere dell'architetto Guidetto Guidetti.
Nell'ottagono di Simon Mago, che si apre a margine della cupola della Madonna della Colonna, sul lato sud-ovest della basilica, è ospitato l'archivio storico della Fabbrica di San Pietro.
Le altre sale conservano numerosi modelli dei progetti allestiti per la basilica: si ricordano il celebre modello ligneo per il completamento del tempio vaticano costruito dal Sangallo in scala 1:30, quello della cupola di Michelangelo, quello della sagrestia progettata da Filippo Juvarra e quello in scala 1:10 dell'imponente organo, mai realizzato, ideato da Aristide Cavaillé-Coll.
Lungo il corpo longitudinale della basilica si trovano invece alcuni ambienti a pianta rettangolare. Quelli posti lungo il lato meridionale sono denominati uno "Stanza degli Architetti" e l'altro "Stanza dei Vetri"; occupano un volume di oltre mille metri cubi e la loro altezza originaria variava rispettivamente da 11,50 a 15,50 metri. Erano utilizzati come ambiente di lavoro dal Vanvitelli e i suoi collaboratori, chiamati a decidere sul restauro della cupola di Michelangelo. Le due sale furono restaurate alla fine degli anni ottanta del Novecento, con la realizzazione di solai intermedi in ferro; questo permise di aumentare lo spazio a disposizione (da 135 a oltre 400 metri quadri), al fine di soddisfare le crescenti necessità della Fabbrica di San Pietro.

### Organi a canne
L'organo maggiore della basilica, che trova posto tra il baldacchino e la cattedra di San Pietro, è stato costruito da Tamburini nel 1962. I corpi d'organo sono due, situati nei transetti di coro della basilica rispettivamente in cornu Epistulae e in cornu Evangelii, e corrispondono ai due organi costruiti all'inizio del XX secolo dagli organari Carlo Vegezzi Bossi e Walcker. Il primo corpo d'organo comprende i registri della seconda e terza tastiera, il secondo quelli della prima e della quarta. I registri di pedale sono ripartiti nei due corpi come da necessità foniche. La consolle è posta accanto al corpo d'organo di sinistra all'interno degli stalli destinati alle cantorie. Un'altra consolle, utilizzata per le celebrazioni che si svolgono in piazza San Pietro, è stata costruita nel 1999 dall'organaro Mascioni. La trasmissione è elettrica.
Attualmente, a seguito della riorganizzazione delle cappelle musicali avvenuta nel 2024, gli organisti titolari attivi nella basilica sono Gianluca Libertucci e Josep Solé Coll, oltre a diversi sostituti.
La disposizione fonica rivela che si tratta di un normale, e neppur tanto grande, organo sinfonico tipico dell'epoca in cui è stato concepito.
Nella basilica, oltre a questo strumento, ce ne sono altri tre:
- l'organo Morettini della cappella del Coro (1887), a due tastiere e pedaliera;
- l'organo Tamburini della cappella del Coro (1974), a due tastiere e pedaliera;
- l'organo Morettini della cappella del Santissimo Sacramento (1914), a unica tastiera e pedaliera, con cassa riccamente intagliata di Giacomo Della Porta.

### Le campane
La Basilica possiede un concerto di sei campane fuse in epoche e fonditori differenti incastellate con sistema a slancio veloce su un castello ligneo risalente alla fine del XVIII secolo.:
| N. | Nome                  | Nominale (Semitono-1⁄16) | Fonditore                 | Anno di Fusione | Diametro (mm) | Peso approx. (kg) | Posizione                                 |
| -- | --------------------- | ------------------------ | ------------------------- | --------------- | ------------- | ----------------- | ----------------------------------------- |
| 1  | Valadier              | Mi2 +5                   | Luigi Valadier            | 1785            | 2 316         | 8 950             | Finestra, Centrale                        |
| 2  | Campanoncino          | Si♭2 −6                  | Innocenzo Casini          | 1725            | 1 772         | 3 640             | Interno 1                                 |
| 3  | Campana della Rota    | Re3 −6                   | Guidotto Pisano           | 1280 circa      | 1 361         | 1 735             | Interno 2                                 |
| 4  | Campana della Predica | Fa3 −8                   | Giovanni Battista Lucenti | 1909            | 1 085         | 830               | Interno in alto sopra Campanoncino e Rota |
| 5  | Ave Maria             | Si3 −5                   | Daciano Colbachini        | 1932            | 750           | 250               | Finestra, alto-destra                     |
| 6  | Campanella            | Do4 −3                   | Angiolo Romagnoli         | 1825            | 730           | 235               | Finestra, alto-sinistra                   |

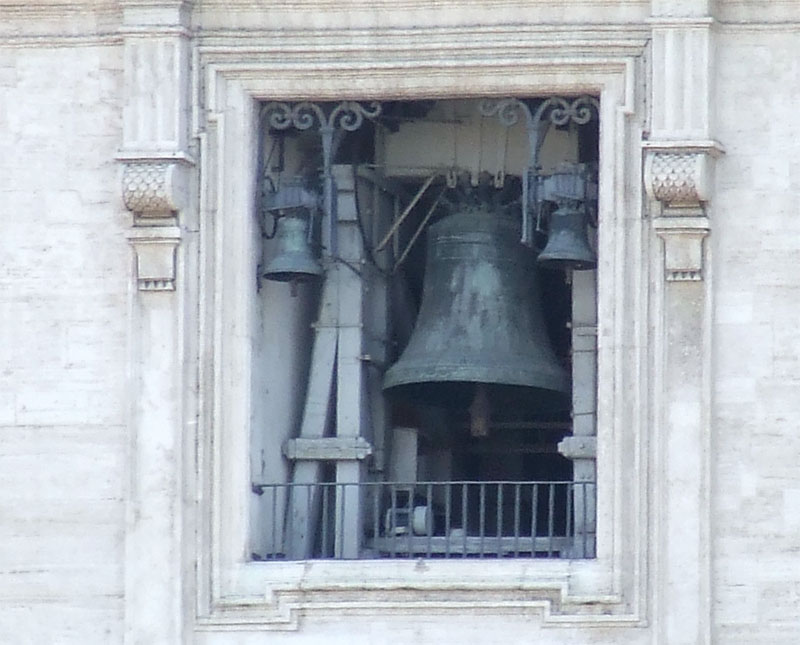
Al centro il Valadier e ai lati le due campane minori sul lato sinistro del prospetto principale

Dal conclave del 2005 le campane di San Pietro hanno un importante ruolo: il loro suono è il segnale definitivo dell'esito positivo del conclave. Questo provvedimento è stato attuato per fugare ogni dubbio sul colore della fumata che precede l'Habemus Papam.
- Suonata Feriale/Festiva: rintocchi 3−4−5−1 sul Valadier per gli Angelus.

Nei giorni festivi seguito da una suonata a doppio veloce sul Valadier, Campanoncino e Predica.
- Suonata Festiva: distesa delle 4 campane minori, ossia: Campanella, Ave Maria, Predica e Rota
- Suonata Festiva per le Lodi e il Vespro: distesa della Campanella e poi suonata a doppio su Campanoncino e Predica poi sul Valadier, Campanoncino e Predica.
- Suonata per le Solennità Liturgiche: distesa delle 5 campane minori, ossia: Campanella, Ave Maria, Predica, Rota e Campanoncino.
- Il "plenum", cioè la distesa di tutte e 6 le campane avviene per le maggiori solennità dell'Anno Liturgico: al canto del Gloria durante la Veglia Pasquale, al canto del Gloria durante la Messa della Notte di Natale, e per la Benedizione Urbi et Orbi e per la festa dei patroni di Roma Santi Pietro e Paolo il 29 giugno dopo l'angelus, oltre che all'elezione del nuovo Papa.
- suonata a morto: Distesa del Valadier per annunciare la morte del Pontefice regnante e come segno messa per il funerale.
- Le campane suonarono inoltre a plenum:
  - il 1º maggio 2011 per la beatificazione di papa Giovanni Paolo II;
  - il 28 febbraio 2013 come saluto a sua santità Benedetto XVI mentre si apprestava a lasciare il papato tramite dimissioni;
  - il 27 aprile 2014 per la canonizzazione di Giovanni XXIII e Giovanni Paolo II.
  - il 21 aprile 2025 in seguito alla morte di Papa Francesco il Valadier è stato suonato a mano a causa di un guasto
- nei giorni festivi dopo l'Angelus delle ore 7 di mattina viene eseguito un doppio veloce su Campanoncino e Predica.

Inoltre Ave Maria e Campanella battono i quarti d'ora e il Valadier segna le ore, con la peculiarità di ripetere il suono delle ore ogni quarto d'ora.

### La sagrestia

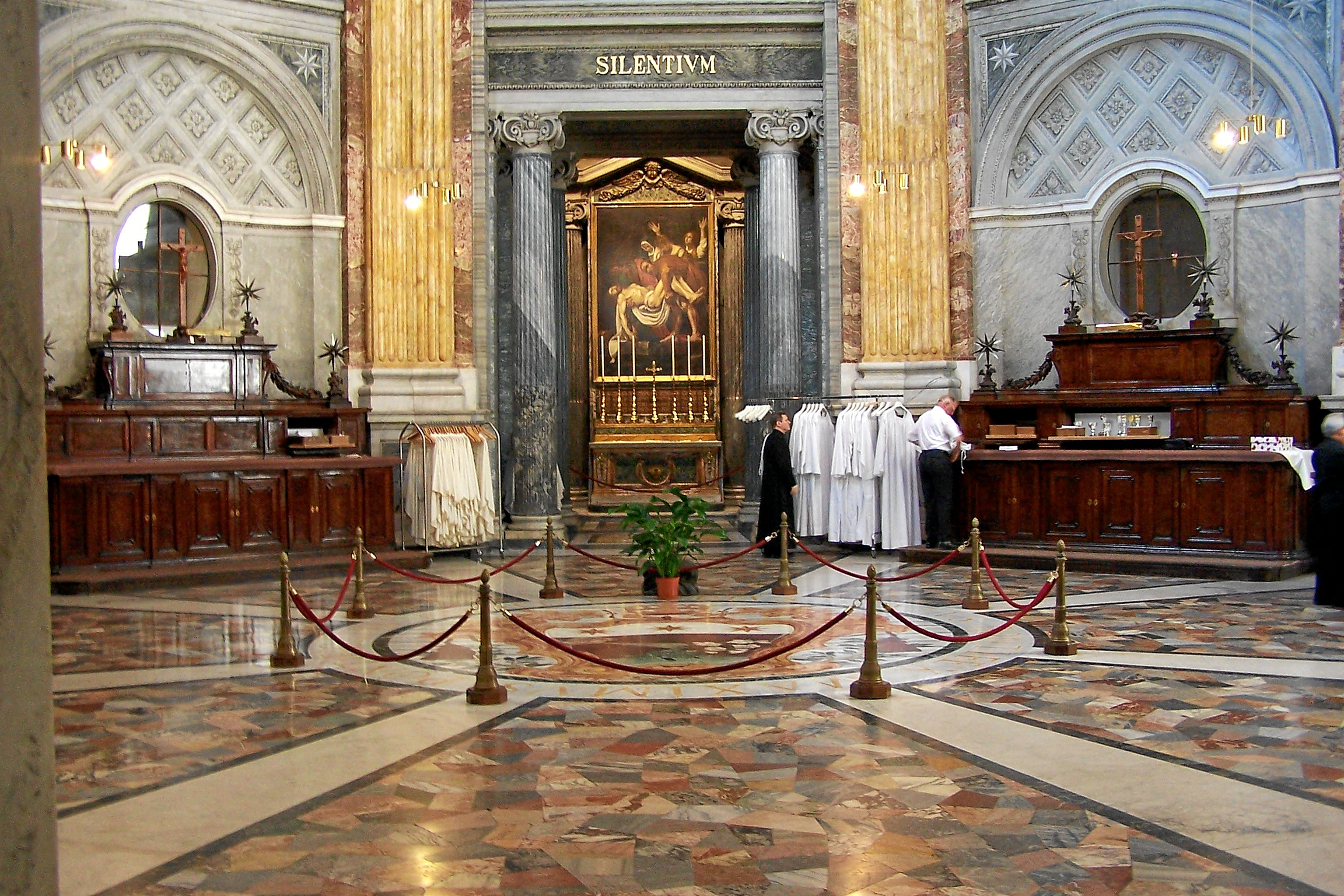
Interno della Sagrestia Comune

Originariamente la sagrestia era situata presso la Rotonda di Sant'Andrea (o chiesa di Santa Maria della Febbre), un edificio a pianta centrale posto sul lato sud della basilica; esso era sorto come mausoleo funebre d'epoca imperiale e sopravvisse fino alla seconda metà del XVIII secolo.
Dopo vari tentativi non concretizzati, il concorso per la costruzione della nuova sagrestia fu indetto intorno al 1715 e tra i vari partecipanti primeggiò il progetto di Filippo Juvarra, che presentò un modello ligneo oggi conservato presso i depositi della basilica.
Tuttavia, i costi elevati dell'opera ne impedirono la realizzazione.

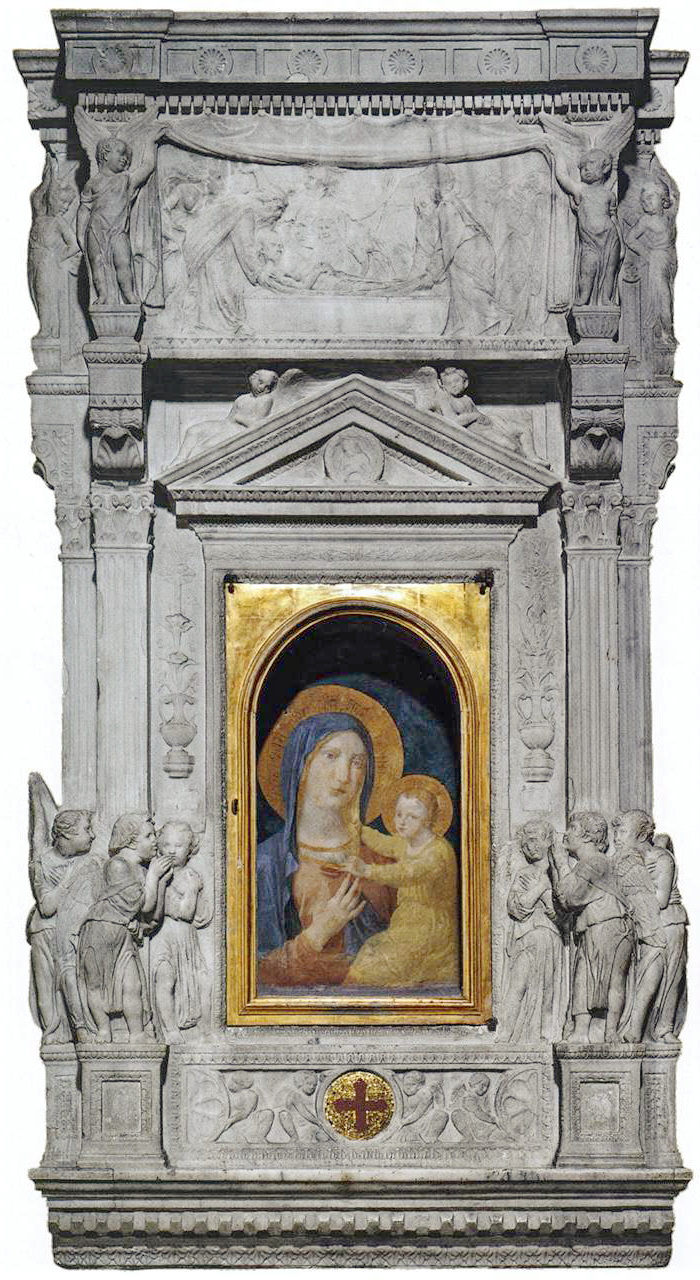
Tabernacolo di Donatello

Solo nel 1776, papa Pio VI commissionò a Carlo Marchionni l'attuale edificio, i cui lavori furono conclusi nel 1784. La Sagrestia disegnata da Marchionni si inserisce tra le principali architetture romane di fine Settecento, ma non risulta particolarmente innovativa, tentando di armonizzarsi con lo stile della basilica. All'epoca della costruzione essa fu criticata persino dallo studioso Francesco Milizia (1725-1798), che per questo motivo fu costretto ad abbandonare la città.
Si tratta di un edificio esterno alla basilica, posto sulla sinistra della medesima; due corridoi sostenuti da arcate a sesto ribassato, la collegano alla navata di San Pietro, in corrispondenza della tomba di Pio VIII e della Cappella del Coro. All'interno di questo articolato volume, che in pianta e in alzato si presenta come l'aggregazione di diversi corpi di fabbrica, si apre la sala ottagonale della Sagrestia Comune, coperta da una grande cupola e affiancata dalle sacrestie dei Canonici e dei Beneficiati, dalla Sala del Capitolo e dalle stanze del Tesoro di San Pietro, dove sono conservati numerosi oggetti sacri. Nella sagrestia dei Beneficiati si trovava il Tabernacolo del Sacramento eucaristico di Donatello e Michelozzo (1432-1433), ora esposto nell'adiacente Museo del Tesoro.

## La Fabbrica di San Pietro
All'insieme delle opere necessarie per la sua realizzazione edile e artistica, fu preposto un ente, la Reverenda Fabrica Sancti Petri, del quale recentemente il Vaticano ha aperto gli archivi agli studiosi: fra i preziosi documenti catalogati vi sono migliaia di note, progetti, contratti, ricevute, corrispondenze (ad esempio fra Michelangelo e la Curia), che costituiscono una documentazione del tutto sui generis sulla quotidianità pratica degli artisti coinvolti. L'ente è tuttora operante per la gestione del complesso.
È da segnalare che l'immenso cantiere della basilica non passò inosservato alla cultura popolare romana: per far passare i materiali per il cantiere alle dogane senza che essi pagassero il dazio si incideva su ogni singolo collo l'acronimo A.U.F. (Ad Usum Fabricae: [destinato] ad essere utilizzato nella fabbrica [di San Pietro]). Nella tradizione popolare romana nacque subito la forma verbale "auffo" o "auffa", tuttora utilizzata a Roma, per indicare qualcuno che vuole ottenere servigi o beni in modo gratuito. Sempre a Roma, ancora oggi, quando si parla di un lavoro perennemente in cantiere si è soliti paragonarlo alla Fabbrica di San Pietro.
Preseminario San Pio X
Il Preseminario San Pio X è un istituto dell'Opera Don Folci dipendente canonicamente dalla Diocesi di Como, finalizzato sin dal 1956 a curare il discernimento vocazionale, la formazione per i candidati all'ordine sacro, nonché configurandosi come organismo della Basilica ovvero alle dipendenze del Vicariato Vaticano, in quanto responsabile del servizio liturgico e di sacrestia.
La comunità è costituita dal Rettore, Vice Rettore, Sacerdoti Educatori, Assistenti (giovani al contempo in discernimento e formazione vocazionale), Alunni.
I diversi Pontefici hanno manifestato nel tempo vivo apprezzamento verso questa istituzione, ovvero per "l'impegno nel testimoniare e vivere la fede cristiana".

## Dimensioni della basilica
La basilica di San Pietro è la più grande chiesa cattolica.
Sul pavimento della navata centrale, muovendo dall'ingresso verso l'abside, si vedono inserite nel marmo delle stelle dorate: esse indicano la lunghezza totale (misurata dall'abside di San Pietro) di parecchie grandi chiese sparse nel mondo.
Il primato solo apparentemente le era stato tolto nel 1989 dalla basilica di Nostra Signora della Pace di Yamoussoukro, nella Costa d'Avorio, edificio ispirato proprio alle forme della basilica romana e propagandisticamente definito la "basilica più grande del mondo": in realtà si tratta solo della "basilica più alta del mondo" (158 m), mentre l'edificio è notevolmente più piccolo di quello di San Pietro.

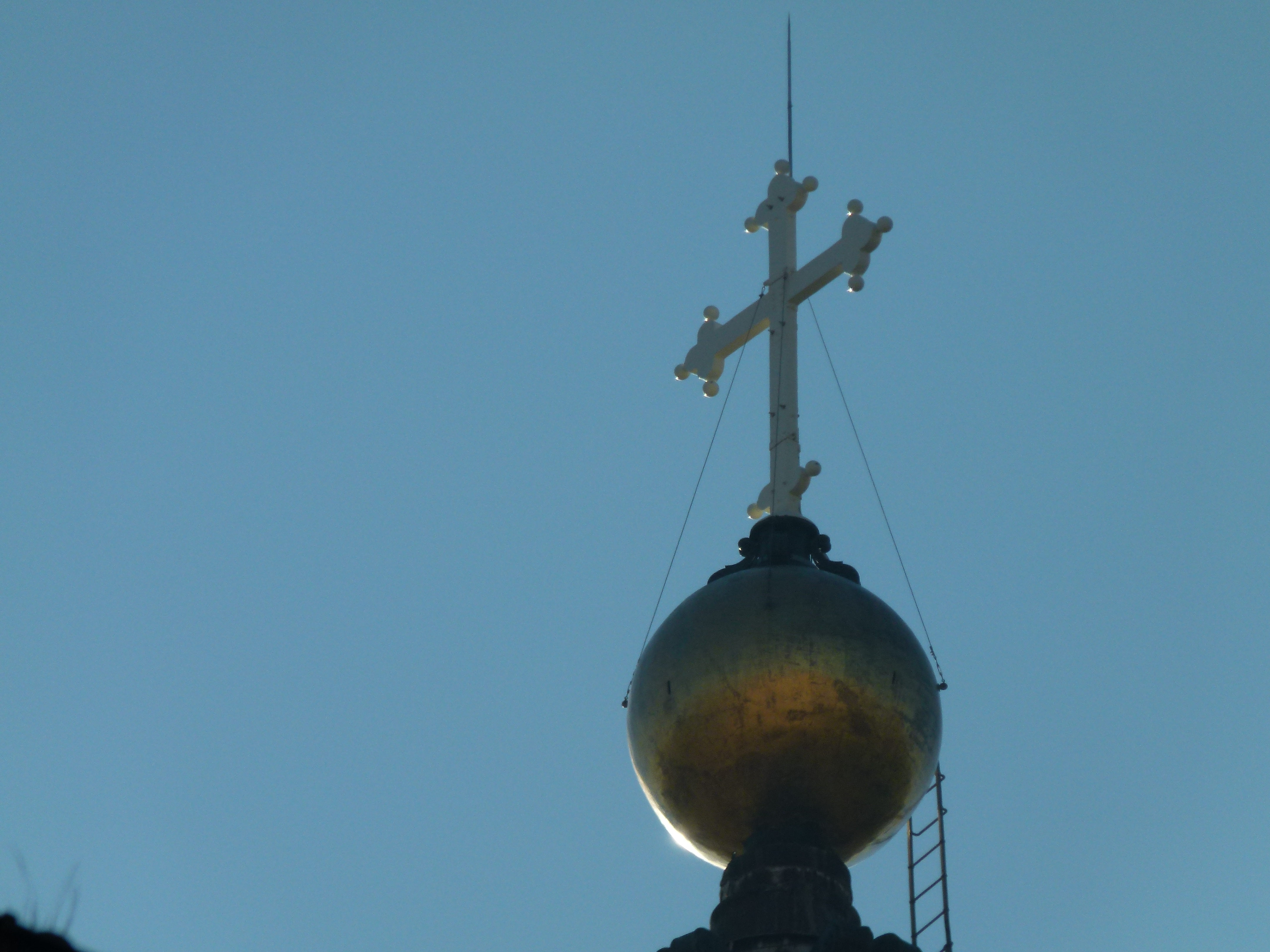
La sommità della cupola, a Roma popolarmente detta "palla"

| Lunghezza massima esterna: 218 m                                 |
| Lunghezza interna: 186,36 m                                      |
| Lunghezza dell'atrio: 71 m                                       |
| Altezza delle volte: circa 45 m                                  |
| Altezza della cupola: 133,30 m (136,57 m secondo alcune fonti)   |
| Altezza del baldacchino: 28 m                                    |
| Altezza della facciata: 45,44 m (48 m con le statue)             |
| Altezza dell'atrio: 19 m                                         |
| Larghezza della navata centrale: 26 m                            |
| Larghezza del tamburo della cupola: 41,50 m                      |
| Larghezza della facciata: 114,69 m                               |
| Superficie dell'edificio: 23 000 m² (di cui calpestabili 15 160) |
| Numero gradini alla salita della cupola: 537                     |

## La basilica di San Pietro come modello
Le forme della basilica di San Pietro, e in particolare quella della sua cupola, hanno fortemente influenzato l'architettura delle chiese cristiane occidentali. Ad esempio, il modello di San Pietro fu ripreso, già nel corso del Seicento, nella cupola della basilica romana di Sant'Andrea della Valle.
Si ritiene che da San Pietro, oltre che dalla cupola di Santa Maria della Salute a Venezia, derivino anche le cupole a calotte separate che trovano nella cattedrale di St. Paul a Londra (1675) e nel Pantheon di Parigi (di Jacques-Germain Soufflot) due dei massimi esempi, e anche se costruita in modo tecnicamente diverso, la cupola di Les Invalides a Parigi (1680-1691).
Il revival dell'architettura, che caratterizzò il periodo compreso tra la fine del XIX e l'inizio del XX secolo, portarono alla costruzione di un gran numero di chiese ispirate, in maniera più o meno consistente, alla basilica petrina, tra cui la chiesa di Santa Maria degli Angeli a Chicago (dal 1899), la basilica di San Giosafat a Milwaukee (1901), la chiesa del Cuore Immacolato di Maria a Pittsburgh (1904), la basilica di Oudenbosch (1865-1892), e la Cattedrale di Maria Regina del Mondo di Montréal (1875-1894), che replica molti aspetti di San Pietro su una scala più piccola. La seconda metà del Novecento ha visto adattamenti liberi di San Pietro nella Basilica di Nostra Signora di Licheń, la Basilica di Nostra Signora della Pace di Yamoussoukro e la Basilica dell'Incoronata Madre del Buon Consiglio a Napoli.

## Arciprete della basilica
L'arciprete è il decano fra i presbiteri di una parrocchia, responsabile per la corretta esecuzione dei doveri ecclesiastici e per lo stile di vita dei curati a lui sottoposti.
Nel caso della Basilica Vaticana è il massimo responsabile dell'attività cultuale e pastorale della basilica. La carica dell'arciprete è antichissima ed è riservata ad un cardinale; dal 20 febbraio 2021 è affidata al cardinale Mauro Gambetti, O.F.M.Conv.
Dal 1991, abolita la figura del Vescovo Sacrista di Sua Santità, che dalla formazione dello Stato Vaticano nel febbraio del 1929 era anche Vicario generale per la Città del Vaticano, i suoi compiti sono stati assegnati all'arciprete della Basilica Vaticana.

## Collegamenti
È raggiungibile mediante bus, tram, metropolitana e linee ferroviarie.

### Bus
Molte linee bus fermano o passano presso la basilica; linee bus:916, 98, 881, 64 e 40 express Termini-San Pietro.

### Tram
La linea tranviaria 19 effettua il capolinea in piazza Risorgimento, a 200 metri da piazza San Pietro.

### Ferrovie
|  | È raggiungibile dalla stazione di Roma San Pietro. |

|  | È raggiungibile dalla stazione di Roma San Pietro. |